# صقلية

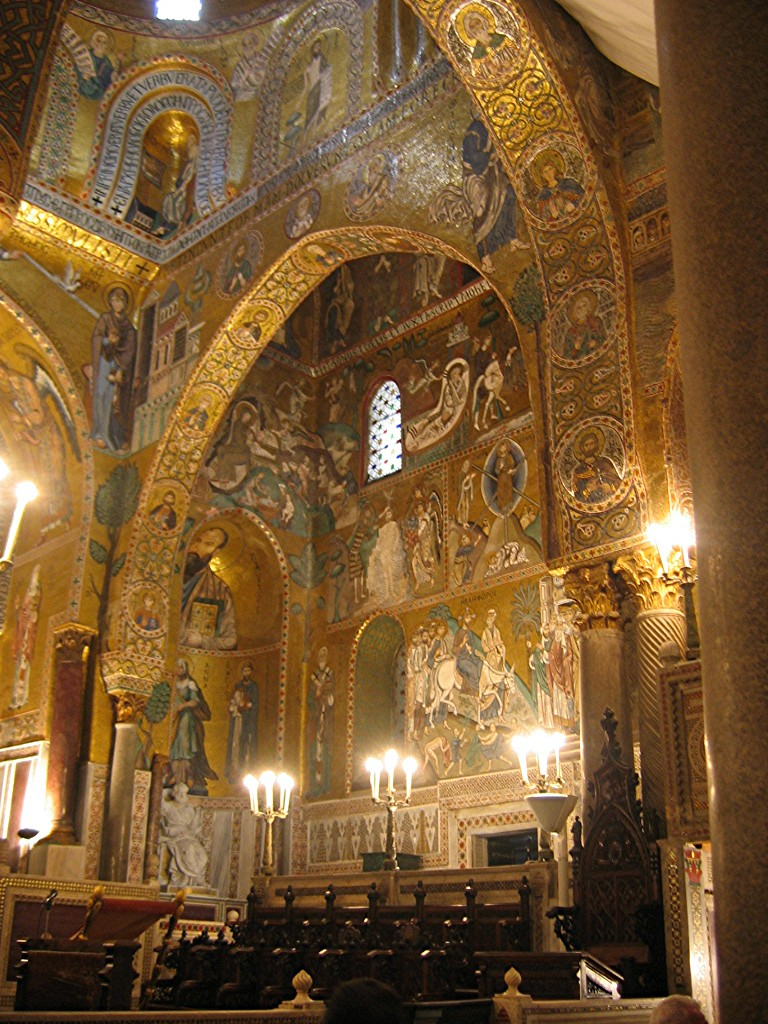
داخل كتدرائية باليرمو ، وتتميز زينتها بفن النورمان والفن العربي والبيزنطيني.

ثورة بركان سترومبولي 1980.

صِقِلِّية (بالإيطالية: "تلفظ "سيتشيليا ،Sicilia): أكبرُ جُزُر البحر الأبيض المتوسط، وهي منطقة مستقلة إداريًّا في إيطاليا. وما حولَها من الجزر الصغرى كالجزر الإيولية هي من صقلية. اسمها الرسمي هو منطقة الحكم الذاتي الصقلية.
خلال معظم تاريخها كانت صقلية موقعاً استراتيجياً حاسماً. يعود ذلك في جزء كبير لأهميتها في طرق التجارة المتوسطية. اعتبرت المنطقة جزءاً من ماجنا غراسيا حيث وصف شيشرون سيراكوزا بأنها أعظم وأجمل مدينة في اليونان القديمة. أرخميدس وهو أحد أعظم العلماء والرياضيين في العالم القديم صقلي الأصل وولد في مدينة سيراكوزا.
كانت الجزيرة دولة في حد ذاتها في إحدى مراحل تاريخها. كما أن نفوذها امتد من باليرمو على جنوب إيطاليا وصقلية ومالطا. أصبحت لاحقاً جزءاً من الصقليتين تحت حكم البوربون، والتي كانت مملكة عاصمتها نابولي وضمت الجزيرة ومعظم مناطق جنوب إيطاليا. أدى توحيد إيطاليا عام 1860 إلى حل هذه المملكة وأصبحت صقلية منطقة ذات حكم ذاتي في مملكة إيطاليا. صقلية اليوم إقليم حكم ذاتي في إيطاليا. تبلغ مساحة صقلية 25،708 كم² لتكون بذلك أكبر الأقاليم الإيطالية مساحة ويبلغ تعداد سكانها نحو خمسة ملايين نسمة.
تمتلك صقلية ثقافة غنية وفريدة من نوعها وخاصة فيما يتعلق بالفنون والموسيقى والأدب والمطبخ والعمارة واللغة، حيث كانت مهداً لبعض من أعظم الشخصيات وأكثرها تأثيراً في التاريخ. يستند الاقتصاد الصقلي إلى حد كبير على الزراعة (البرتقال والليمون أساساً). جلب هذا الريف الإيطالي والجمال الطبيعي الصقلي السياح بكثرة في العصر الحديث. تأتي أهمية صقلية أيضاً من المواقع الأثرية والقديمة مثل نكروبوليس بانتاليكا ووادي المعابد.
تعاني السياسة والاقتصاد الصقليان من الجريمة المنظمة.

## تاريخ الجزيرة

### القبائل القديمة
سكان صقلية الأوائل هم ثلاث مجموعات محددة من الشعوب القديمة في إيطاليا. أبرزها وأقدمها شعب سيكاني، الذين ووفقاً لثوكيديدس وصلوا الجزيرة من شبه الجزيرة الإيبيرية (ربما كتالونيا). اكتشفت أدلة تاريخية مهمة في شكل رسومات كهوف رسمها السيكاني وتغطي الفترة من نهاية حقبة العصر الجليدي حول 8000 ق.م. يرتبط وصول أول البشر مع انقراض فرس النهر القزم والأفيال القزمية. يعتقد أن الإليميين يعودون لبحر إيجة وكانوا ثاني قبيلة تهاجر إلى صقلية لتنضم للسيكانيين.
رغم عدم وجود دليل على أي حرب بين القبائل، فإنه عندما استقر الإليميون في الزاوية الشمالية الغربية من الجزيرة انتقل السيكانيون نحو الشرق. وصل السيكوليون من البر الإيطالي الرئيسي تقريباً عام 1200 ق.م ويعتقد أنهم ليغور من ليغوريا، الأمر الذي دفع السيكانيين مرة أخرى ليستوطنوا وسط الجزيرة. من المجموعات الإيطاليقية الأخرى الصغيرة التي استوطنت الجزيرة الأوسينيون (الجزر الإيولية، ميلاتسو) والمورغيت (مورجانتينا). هناك الكثير من الدراسات حول السجلات الجينية والتي تظهر اختلاط سكان مختلف مناطق المتوسط مع أقدم سكان صقلية. من بين هذه الشعوب المصريون والفينيقيون والإيبيريون. كما استوطن الفينيقيون الجزيرة مبكراً قبل الإغريق. كما أن الاسم باليرمو من أصل فينيقي.

### الفترة الرومانية والإغريقية

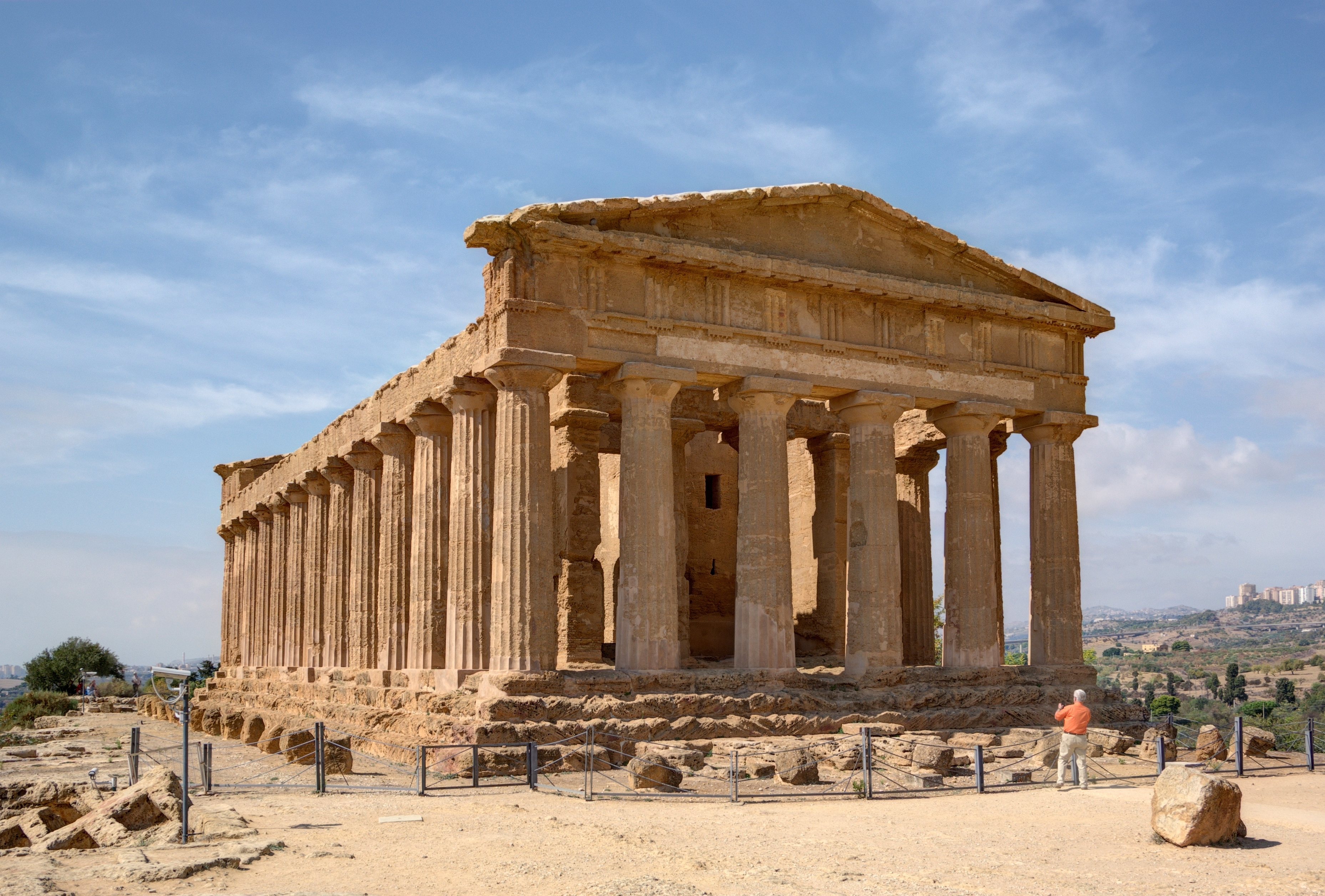
معبد كونكورديا في أغريجنتو

نحو 750 ق.م بدأ الإغريق استعمار صقلية وإقامة الكثير من المستوطنات المهمة. أهم تلك المستعمرات هي سيراكيوز؛ من المستعمرات الأخرى المهمة اكراغاس وجيلا وهيميرا وسيلينوس وزانكل. استوعبت الحضارة الهلنستية الشعوب الأصلية مثل السيكاني والسيكولي بسهولة نسبية وأصبحت المنطقة جزءاً من ماجنا غراسيا كغيرها من مناطق جنوب إيطاليا التي استعمرها الإغريق أيضاً. كانت الأرض الصقلية خصبة جداً وازدهرت المزروعات الجديدة مثل الزيتون وكروم العنب وخلقت قدراً كبيراً من التجارة المربحة؛  كما انتشرت الديانة الإغريقية في الجزيرة وبنيت العديد من المعابد عبر صقلية مثل وادي المعابد في أغريجنتو.
تداخلت السياسة في الجزيرة مع السياسة اليونانية. أصبحت سيراكيوز مرغوبة من قبل الأثينيين الذين أرسلوا الحملة الصقلية أثناء الحرب البيلوبونيسية. حصلت سيراكيوز على دعم سبارتا وكورنث، ونتيجة لذلك هزمت الحملة الأثينية. كما دمر الجيش الأثيني وسفنه وحول الناجون إلى العبودية.

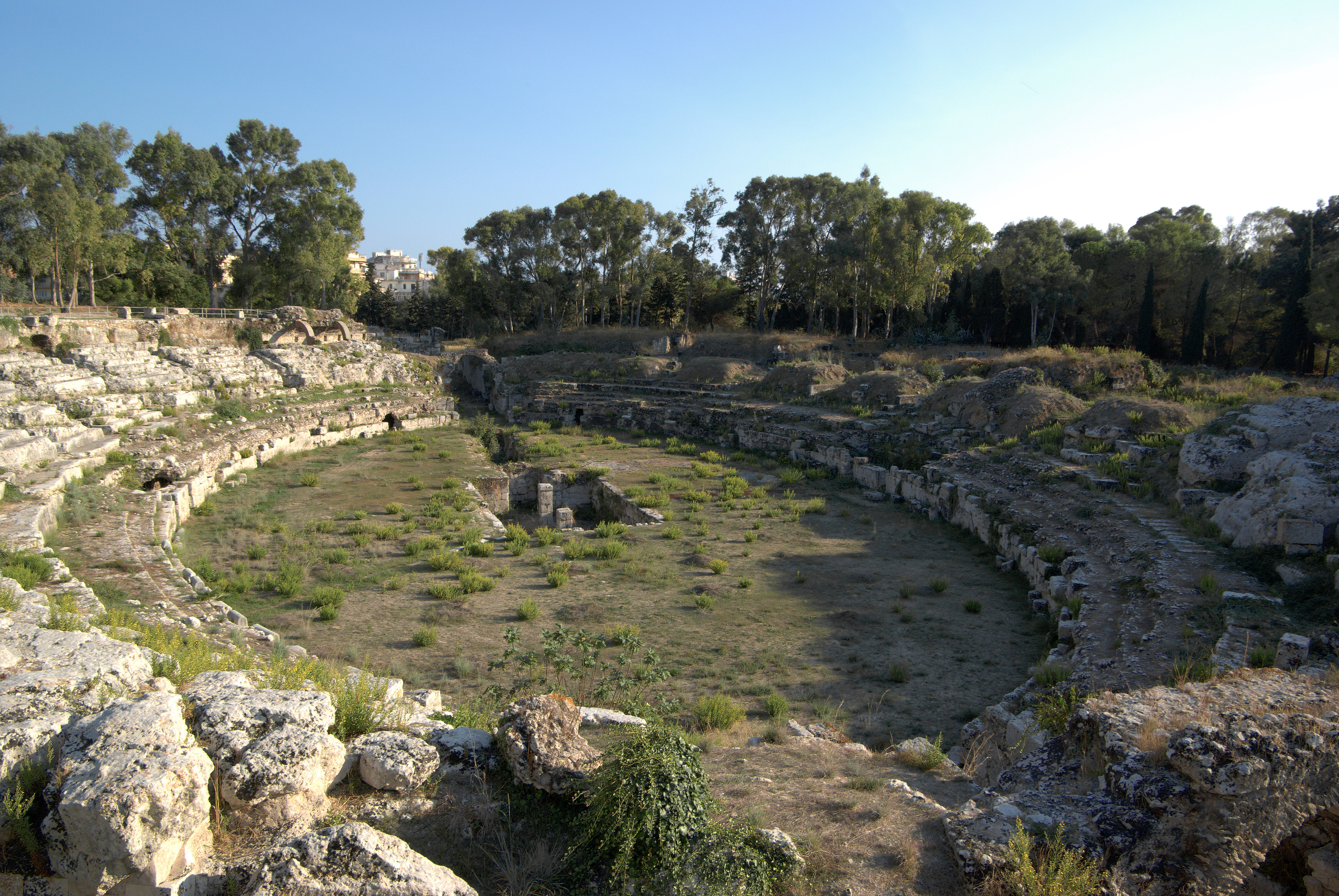
المدرج الروماني

بينما سيطرت سيراكيوز اليونانية على جزء كبير من صقلية، كان هناك عدد قليل المستعمرات القرطاجية في أقصى غرب الجزيرة. عندما اشتبكت الثقافتان اندلعت الحروب البونيقية اليونانية وهي أطول الحروب في العصور القديمة. رغبت اليونان بصنع السلام مع الجمهورية الرومانية في 262 قبل الميلاد بينما سعى الرومان إلى ضم مقاطعة صقلية كأولى أقاليم الإمبراطورية. تدخلت روما في الحرب البونيقية الأولى وهزمت قرطاج حيث أنه في 242 قبل الميلاد أصبحت صقلية أول مقاطعة رومانية خارج شبه الجزيرة الإيطالية.
شهدت الحرب البونيقية الثانية، والتي قتل فيها أرخميدس، محاولات قرطاج للسيطرة على صقلية. لم يفلح القرطاجيون وهذه المرة كان الرومان أكثر فتكاً في إبادة الغزاة، وخلال عام 210 قبل الميلاد أبلغ القنصل الروماني فاليريان مجلس الشيوخ في روما أنه «لا يوجد أي قرطاجي في صقلية».
حازت صقلية على مستوى من الأهمية العالية للرومان كونها كانت بمثابة مخزن حبوب الإمبراطورية. قسمت الجزيرة إلى شطرين سيراكيوز في الشرق وليليبايوم إلى الغرب. على الرغم من محاولة أغسطس إدخال اللغة اللاتينية إلى الجزيرة فإن صقلية بقيت إلى حد كبير يونانية من الناحية الثقافية. عندما أصبح فيريس حاكم صقلية، بدأت أحوال الجزيرة بالتدهور بشدة، حيث أن شيشرون في عام 70 قبل الميلاد أدان سوء حكم فيريس في خطبه إن فيريم.
استخدمت الجزيرة كقاعدة للسلطة مرات عديدة، حيث احتلها المتمردون من العبيد خلال حروب العبيد الأولى والثانية، وسكستوس بومبيوس خلال التمرد الصقلي. ظهرت المسيحية أول مرة في صقلية بعد عام 200 م، ومنذ ذلك العام حتى عام 313 ميلادي عندما رفع قسطنطين الكبير أخيراً الحظر المفروض على المسيحية، سقط عدد كبير من الشهداء الصقليين مثل أجاثا وكريستينا ولوسي وإيوبليوس وغيرهم الكثير. نمت المسيحية بسرعة في صقلية خلال القرنين القادمين. خدمت صقلية كمقاطعة رومانية لحوالي 700 سنة في المجموع.

### العصور الوسطى المبكرة

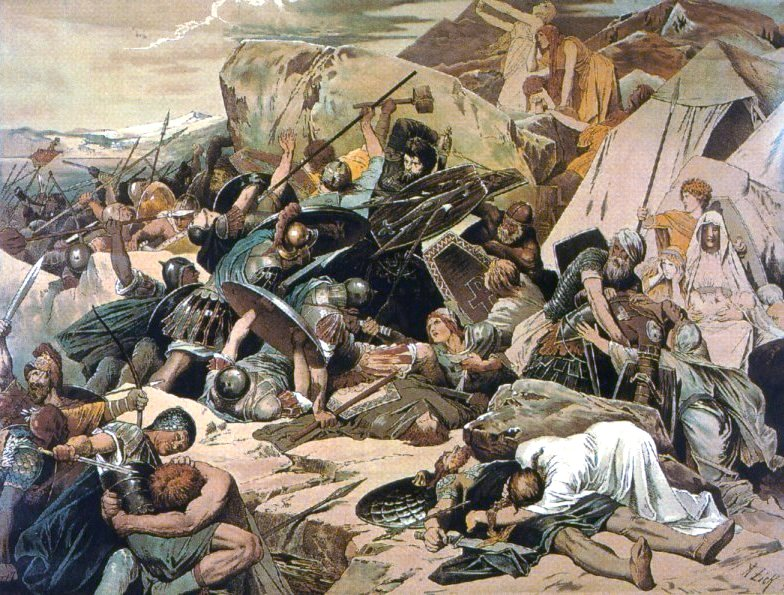
تصوير للحرب القوطية

مع تدهور الإمبراطورية الرومانية الغربية غزت قبيلة جرمانية تعرف باسم الفاندال صقلية عام 440 م في عهد ملكهم غايسيريك. غزا الفنادال أيضاً أجزاء من فرنسا وإسبانيا الرومانية وأدرجوا أنفسهم كقوة مهمة في أوروبا الغربية. لكنهم فقدوا هذه الممتلكات المكتسبة حديثاً لصالح قبيلة جرمانية شرقية أخرى هم القوط. بدأ غزو القوط الشرقيين لصقلية (و إيطاليا ككل) في إطار ثيودوريك العظيم عام 488؛ على الرغم من أن القوط كانوا من الجرمان، إلا أن ثيودوريك سعى إلى إحياء الثقافة والحكومة الرومانية وسمح بالحرية الدينية.
جرت الحرب القوطية بين القوط الشرقيين والإمبراطورية الرومانية الشرقية والتي تعرف أيضاً باسم الإمبراطورية البيزنطية. كانت صقلية الجزء الأول من إيطاليا الذي سيطر عليه الجنرال بيليساريوس بتكليف من الإمبراطور الشرقي جستنيان الأول. وفيما بعد كانت صقلية قاعدة للبيزنطيين للاستيلاء على ما تبقى من إيطاليا حيث سقطت نابولي وروما وميلانو وعاصمة القوط الشرقيين رافينا في غضون خمس سنوات. مع ذلك فإن ملك القوط الشرقيين الجديد توتيلا قاد جيوشه إلى جنوب شبه الجزيرة الإيطالية ونجح في احتلال صقلية عام 550. توتيلا بدوره هزم وقتل في معركة تاجيناي على يد جيو القائد البيزنطي نارسيس عام 552.
أعلن الإمبراطور جستنيان الأول صقلية مقاطعة بيزنطية عام 535، وعادت اللغة اليونانية للمرة الثانية في تاريخ صقلية لغة للجزيرة. مع تراجع الإمبراطورية البيزنطية، وثم فتحت صقلية من جانب القوات الإسلامية في عهد الخليفة عثمان بن عفان عام 652. وبحلول نهاية القرن السابع نجحوا في دخول ميناء قرطاج المجاور مما سمح للمسلمين ببناء السفن ومنحهم قاعدة دائمة أطلقوا منها حملاتهم على الجزيرة.

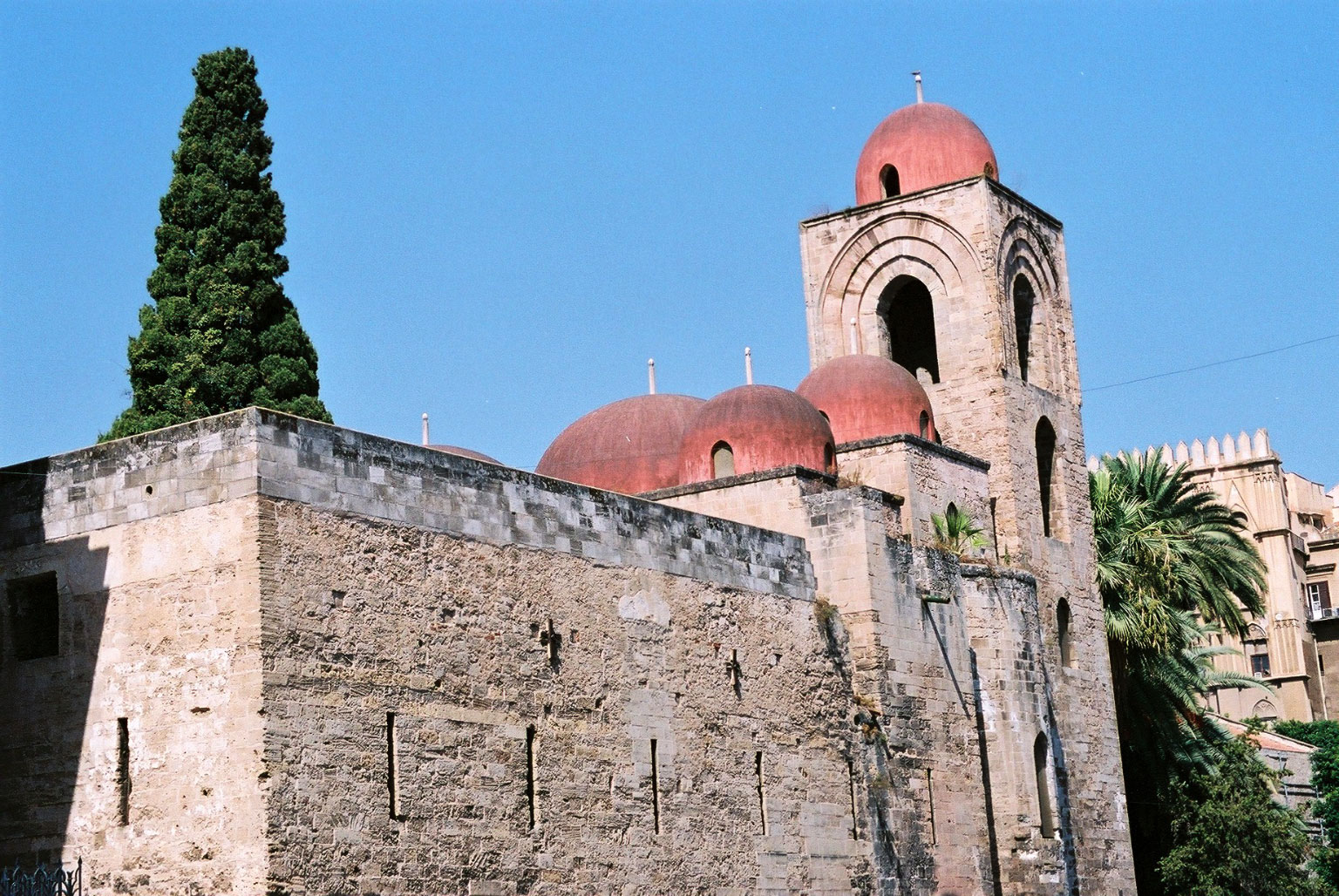
سان جيوفاني ديجلي إيريميتي، تظهر القباب الحمراء عناصر من العمارة الإسلامية.

قرر الإمبراطور البيزنطي كونستانس الثاني نقل عاصمته من القسطنطينية إلى سيراكيوز في صقلية عام 660، وفي العام التالي شن هجوماً من جزيرة صقلية ضد دوقية لومبارديا في بينيفينتو والتي سيطرت حينها على معظم مناطق جنوب إيطاليا. أدت الشائعات حول نقل الإمبراطور للعاصمة إلى سيراكيوز ربما إلى اغتياله عام 668. خلفه ابنه قسطنطين الرابع ونجح في قمع ثورة قام بها ميزيزيوس في صقلية. تبلغ التقارير المعاصرة أن اللغة اليونانية كانت مستخدمة على نطاق واسع في الجزيرة خلال هذه الفترة.
في عام 826، قام أيوفيميوس قائد البيزنطيين بقتل زوجته في جزيرة صقلية وأجبر راهبة على الزواج منه. وصلت الأخبار إلى مسمع الإمبراطور مايكل الثاني وأمر الجنرال قسطنطين بإنهاء الزواج وقطع رأس أيوفيميوس. ثار أيوفيميوس وقتل قسطنطين واحتل سيراكيوز، لكنه هزم بدوره وطرد إلى شمال أفريقيا.
عرض أيوفيميوس سيادة صقلية على زيادة الله الأغلبي أمير تونس مقابل عودته إلى صقلية ومنحه منصب جنرال. فأرسل زيادة الله الأغلبي جيشاً بقيادة قاضي القيروان أسد بن الفرات سنة 827. واجه الفتح الإسلامي مقاومة شديدة واستغرقهم الأمر قرناً من الزمان لإتمام السيطرة على الجزيرة. صمدت سيراكيوز لفترة طويلة، بينما سقطت تاورمينا عام 902، بينما خضعت كامل صقلية لجيوش المسلمين عام 965.

### صقلية الإسلامية

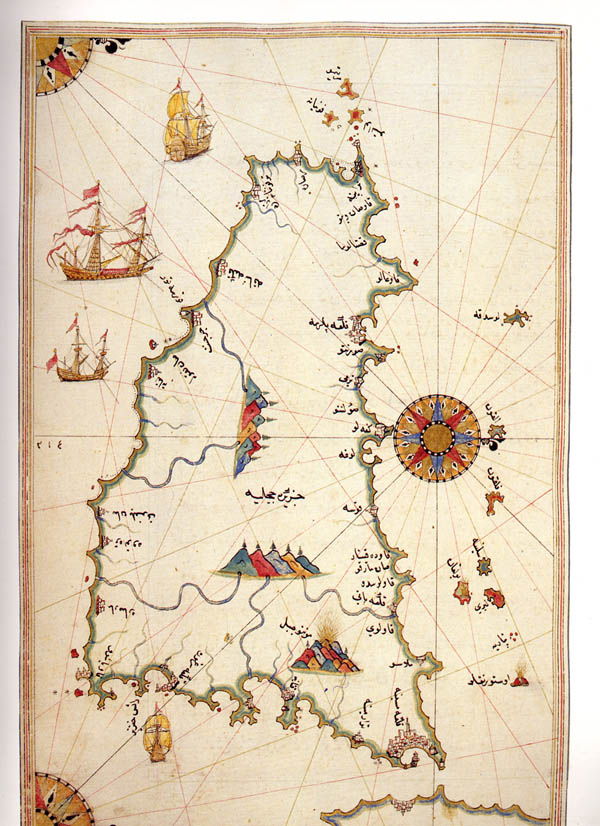
خريطة تاريخية لصقلية تعود لـبيري رئيس.

دخل المسلمون إلى صقلية بعد ان غزاها القائد المسلم عطاء بن رافع الهذلي سنة 83 هـ وكان هذا أول خطوات الدخول الإسلامي لها. بدأ المسلمون الإصلاح الزراعي في الجزيرة والذي بدوره رفع الإنتاج وشجع نمو الحيازات الصغيرة وتراجعت سيطرة العقارات الكبرى. كما طوروا نظم الري. قدم ابن حوقل وهو من التجار المسلمين وصفاً لباليرمو عندما زار صقلية عام 950. يوجد حي تحيط به الأسوار يدعى (ال-كاسر) «القصر» وهو مركز باليرمو حتى يومنا هذا، مع مسجد الجمعة الكبير في موقع الكاتدرائية الرومانية اللاحقة. أما حي (كالسا) «الخالصة» فضم قصر السلطان والحمامات ومسجداً ومكاتب الحكومة والسجن الخاص. كما سجل ابن حوقل وجود 7,000 جزار يتاجرون في 150 محلاً تجارياً.
طوال هذه الحقبة، استمرت ثورات الصقليين البيزنطيين وخصوصاً في الشرق كما أعيد احتلال أجزاء من الجزيرة قبل أن يقضى على الثورات. جلبت السلع الزراعية مثل البرتقال الليمون والفستق وقصب السكر إلى صقلية.
سمح للمسيحيين الأصليين حرية الدين كونهم من أهل الذمة لكن وجب عليهم دفع الجزية كما كانت هناك قيود على وظائفهم ولباسهم والقدرة على المشاركة في الشؤون العامة. بدأت إمارة صقلية بالتفتت نتيجة صراعات داخل الأسرة الحاكمة. خلال ذاك الوقت كانت هناك أيضاً أقلية يهودية في الجزيرة.
بحلول القرن الحادي عشر، استأجرت القوى الرئيسية الموجودة في البر الإيطالي الجنوبي مرتزقة من النورمان الذين استولوا على صقلية من المسلمين تحت قيادة روجر الأول. بعد السيطرة على بوليا وكالابريا نجح في احتلال ميسينا بجيش قوامه 700 فارس. في عام 1068 انتصر روجر في ميسيلميري لكن المعركة الحاسمة كانت حصار باليرمو والتي أدت عام 1072 إلى سقوط صقلية تحت سيطرة النورمان.

### صقلية في عهد النورمان (1068-1194)
توفي روجر الأول في العام 1101 للميلاد. خلفه ابنه روجر الثاني والذي كان أول ملك على صقلية. يعود النورمان الصقليون إلى سلالة هوتفيل منحدرين من الفايكنج. ذهل النورمان وأعجبوا بالثقافة الغنية للجزيرة. اعتمد العديد من النورمان في صقلية بعضاً من صفات الحكام المسلمين في اللباس واللغة والأدب، وحتى في وجود حراس القصر المخصيين لحراسة القصر والحريم. كما تأثروا أيضاً بالخلافة المتعددة الأعراق في قرطبة. أصبح بلاط روجر الثاني المركز الأكثر إضاءة للثقافة في منطقة البحر الأبيض المتوسط، سواء في أوروبا أو الشرق الأوسط. اجتذب هذا الدارسين والعلماء والشعراء والفنانين والحرفيين من جميع الأنواع. تمتع المسلمون بنفوذ في عهد النورمان في صقلية، حيث عززت سيادة القانون وعاش المسلمون واليهود واليونان البيزنطيون والنورمان معاً لتشكيل مجتمع واحد. يجادل بعض المؤرخين أن بعض المباني في تلك الفترة وحتى الآن هي الأكثر استثنائية في العالم على الإطلاق.

### مملكة صقلية

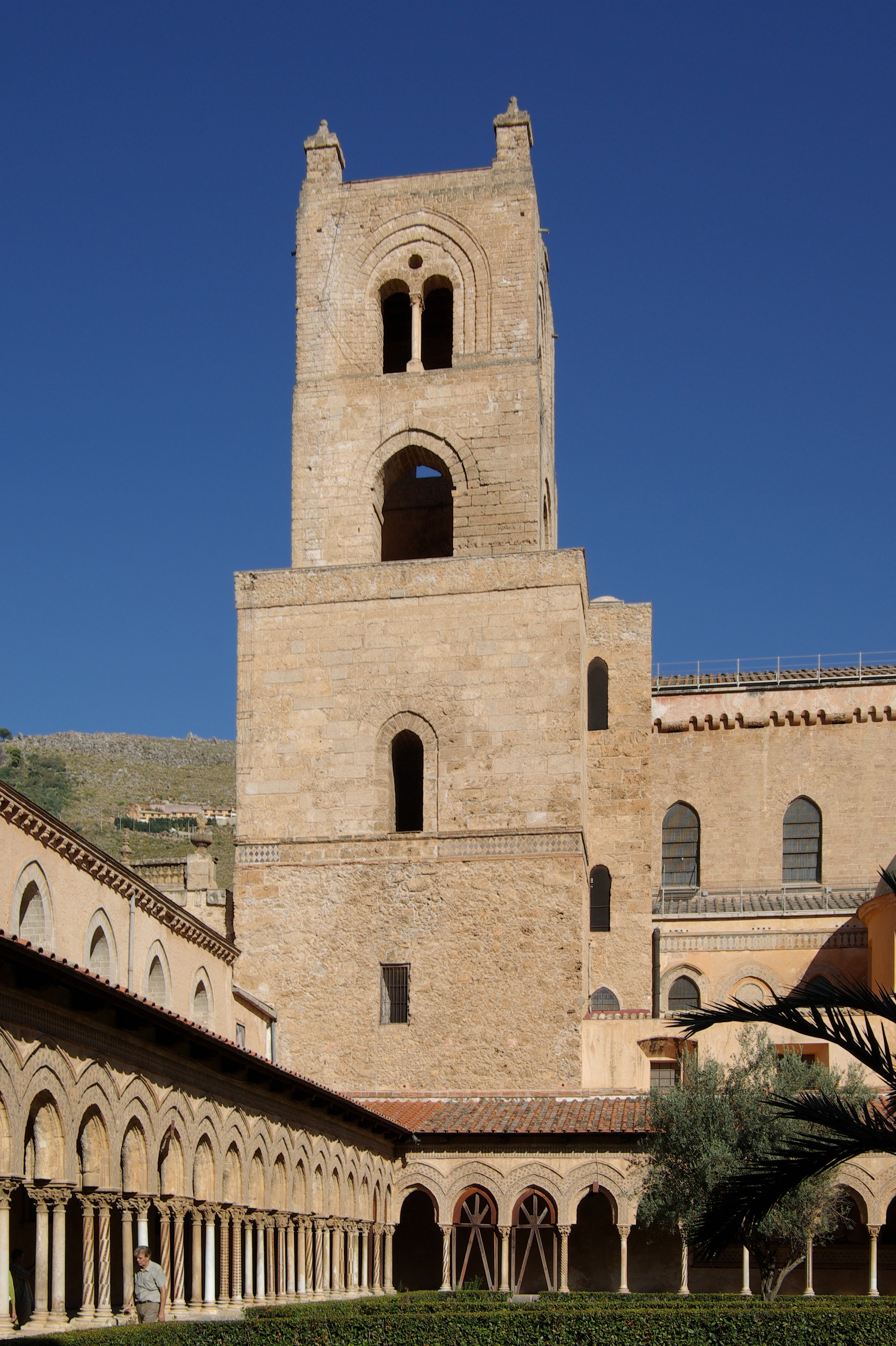
أحد أبراج كاتدرائية مونريالي.

استمرت باليرمو عاصمة للنورمان. كما نجح روجر الثاني ملك صقلية ابن روجر الأول بعد أن خلف شقيقه سيمون كونت صقلية في نهاية المطاف إلى رفع مكانة الجزيرة إلى مملكة عام 1130، جنباً إلى جنب مع ممتلكاته الأخرى التي شملت دوقية بوليا وكالابريا والجزر المالطية. ازدهرت مملكة صقلية خلال هذه الفترة وأصبحت ذات قوة سياسية وأضحت بالتالي واحدة من أغنى الدول في كل من أوروبا حتى أكثر ثراء من انكلترا.
هاجرت أعداد كبيرة نوعاً ما من شمال إيطاليا وكامبانيا إلى الجزيرة خلال هذه الفترة. لغوياً، انتشرت اللغة اللاتينية وأصبحت تتبع الكنيسة الرومانية الكاثوليكية، بينما كانت سابقاً تحت الحكم البيزنطي مسيحية شرقية.

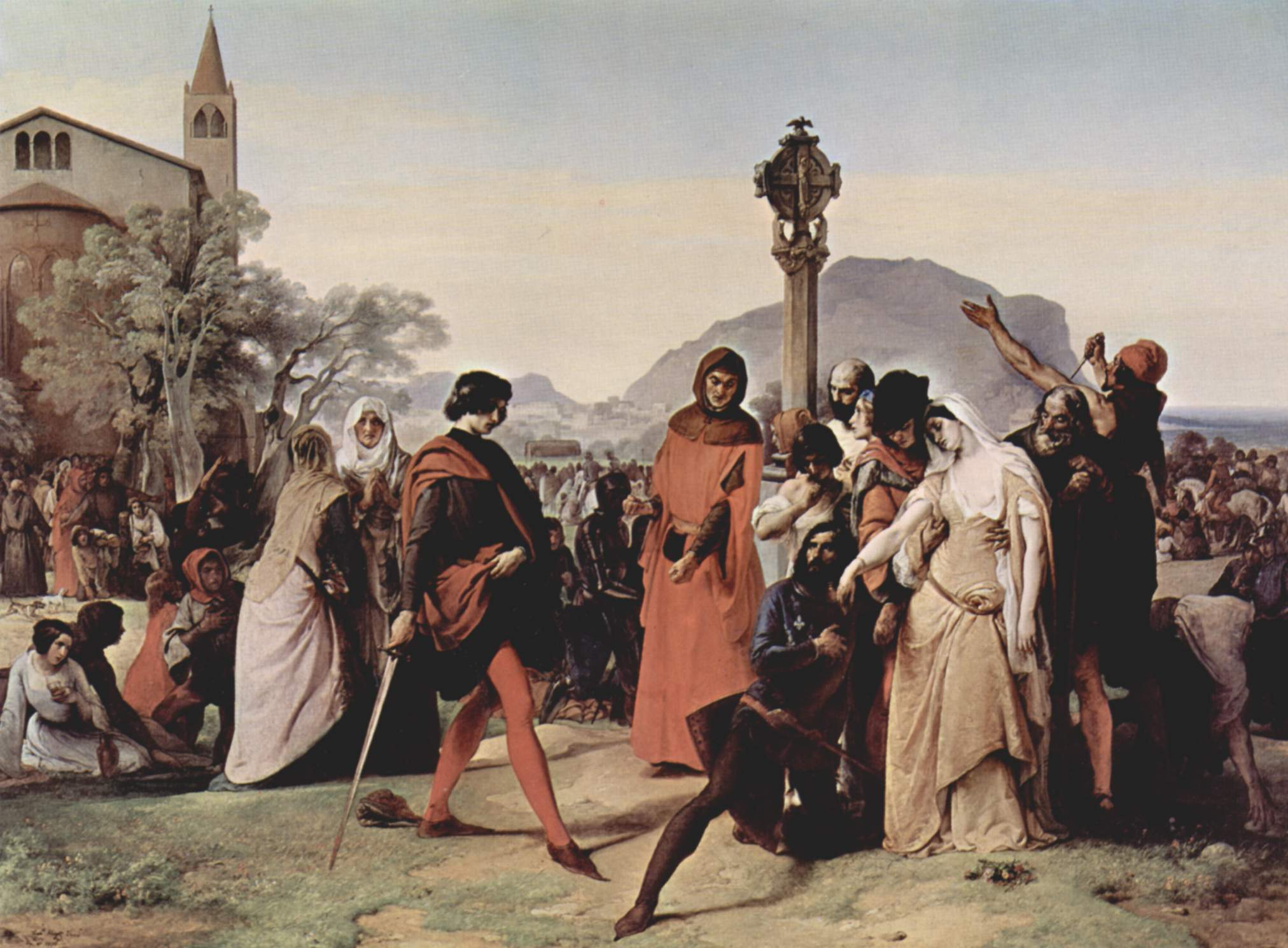
تصوير لصلاة الغروب الصقلية

بعد قرن من الزمان انتهت سلالة هوتفيل النورمانية. بينما تزوجت السليلة المباشرة الأخيرة لروجر، كونستانس، من الإمبراطور هنري السادس. أدى ذلك في النهاية إلى انتقال تاج صقلية إلى أسرة هوهنشتاوفن، وهم ألمان من شوابيا. أدى الصراع بين بيت هوهنشتاوفن والبابوية في 1266 إلى تتويج البابا إنوسنت الرابع للدوق الأنجوفي تشارلز الأول من نابولي ملكاً على صقلية ونابولي على حد سواء.
أدت المعارضة القوية لطبقة الموظفين الفرنسيين بسبب سوء المعاملة وفرض الضرائب إلى ثورة الصقليين، مما أدى في 1282 إلى التمرد المعروف باسم حرب صلاة الغروب الصقلية، والتي شهدت في نهاية المطاف مقتل جميع السكان الفرنسيين تقريباً. تحول الصقليون خلال الحرب إلى بيتر الثالث الأراغوني صهر آخر ملوك هوهنشتاوفن للحصول على دعمه بعد أن رفضهم البابا. نجح بيتر في السيطرة على صقلية من الفرنسيين على الرغم من أن الفرنسيين حافظوا على مملكة نابولي. استمرت الحروب حتى صلح كالتابيلوتا في 1302 والذي شهد تنصيب فريدريك الثالث ابن بيتر ملكاً معترفاً به لجزيرة صقلية بينما اعترف بتشارلز الثاني ملكاً لنابولي من قبل البابا بونيفاتشي الثامن. حكمت صقلية ككيان مستقل من قبل أقارب ملوك أراغون حتى عام 1409 حيث تبعت تاج أراغون مباشرة. في تشرين الأول / أكتوبر 1347 ظهر الموت الأسود في ميسينا أول ما ضرب في أوروبا.

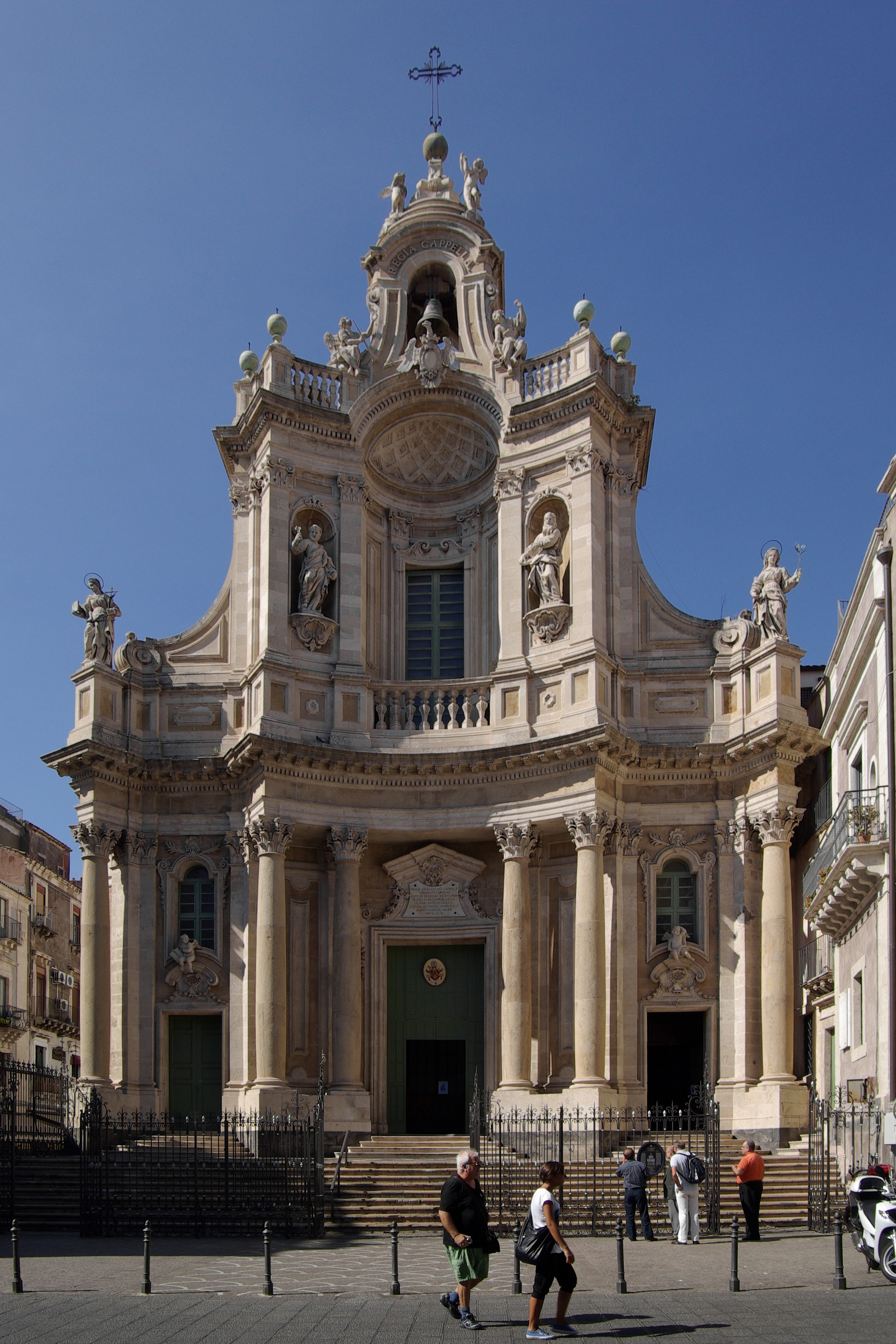
الباروك الصقلي في كاتانيا

شهدت محاكم التفتيش الإسبانية في عام 1492 في عهد فرديناند الثاني طرد اليهود من الجزيرة. كما ضرب زلزالان شديدان شرق الجزيرة في عامي 1542 و 1693، كما أنه وقبل سنوات قليلة من الزلزال الأخير ضرب الجزيرة طاعون شرس. ذهب الزلزال عام 1693 بأرواح ما يقرب من 60,000 شخص. ظهرت أيضاً ثورات خلال القرن السابع عشر ولكنها قمعت بشدة ولا سيما ثورات باليرمو وميسينا. كما أدت هجمات الأساطيل الإسلامية إلى إخلاء سواحل صقلية حتى القرن التاسع عشر. نقلت معاهدة أوترخت في عام 1713 صقلية لأسرة سافوي لكن ذلك لم يدم أكثر من سبع سنوات حيث جرت مبادلة الجزيرة بجزيرة سردينيا مع الإمبراطور شارل السادس من آل هابسبورغ النمساوي.
بينما انشغل النمساويون في حرب الخلافة البولندية، نجح الأمير البوربوني كارلوس من إسبانيا في ضم صقلية ونابولي. استطاعت صقلية بداية البقاء مملكة مستقلة تحت مظلة الاتحاد الشخصي بينما حكمهما البوربون انطلاقاً من نابولي. لكن ومع بروز الإمبراطورية الفرنسية الأولى سقطت نابولي بيد جيوش نابليون بعد معركة كامبو تينيسي ونصب نابليون ملوكاً تابعين له. اضطر فرديناند الثالث بعدها إلى التراجع إلى صقلية التي كانت لا تزال تحت السيطرة البوربونية التامة بمساعدة من الحماية البحرية البريطانية.
نتيجة لذلك دخلت صقلية الحروب النابليونية والانتصار في تلك الحروب دمجت نابولي وصقلية مجدداً تحت اسم مملكة الصقليتان وتحت حكم البوربون. اندلعت الحركات الثورية الكبرى بين عامي 1820 و 1848 ضد حكومة البوربون خلال سعي صقلية للاستقلال. كانت الثورة الثانية عام 1848 ناجحة ومنحت الجزيرة فترة من الاستقلال.

### توحيد إيطاليا
في عام 1860 سيطرت حملة الألف بقيادة جوزيبي غاريبالدي على صقلية كجزء من توحيد إيطاليا. بدأت العملية في مارسالا حيث انضم الصقليون الأصليون للحملة بناء على وعود غاريبالدي بالجمهورية الإيطالية وتحقيق المساواة بين الصقليين كما ساهموا في السيطرة جنوبي شبه الجزيرة الإيطالية. اكتمل زحف غاريبالدي مع حصار غايتا حيث تم طرد آخر أفراد البوربون وأعلن غاريبالدي حكمه للجزيرة تحت جناح فيكتور ايمانويل الثاني ملك سردينيا. أصبحت صقلية بعد ذلك جزءاً من مملكة إيطاليا. ومع فرض النظام ملكي لم يحصل الصقليون على الجمهورية ولا المساواة الموعودة حيث استلم مهام الشرطة الهامة والمناصب القضائية والسياسية إيطاليون من الشمال. اندلعت ثورة ضد حكم آل سافوي في باليرمو عام 1866 مطالبة باستقلال الجزيرة. قمعت هذه الثورة بوحشية من قبل الإيطاليين في غضون أسبوع.
كتب جوزيبي توماسي دي لامبيدوزا في كتابه «الفهد» أو «إل غاتوباردو» أن الصقليين نظروا إلى توحيد إيطاليا على أنه غزو الشمال للجنوب. انهار الاقتصاد الصقلي (و الميزوجيونو الأكبر) مما أدى إلى موجة غير مسبوقة من الهجرة. برزت منظمات عمال وفلاحين تعرف باسم «فاشي سيشيلياني» وهي جماعات يسارية انفصالية، وثارت على الحكومة المركزية التي فرضت الأحكام العرفية مرة أخرى في عام 1894. ضرب زلزال مدمر ميسينا في 28 ديسمبر 1908 وأسفر عن مقتل أكثر من 80000 شخص.
نمت المافيا التي هي اتحاد فضفاض من شبكات الجريمة المنظمة نتيجة للوضع في أواخر القرن التاسع عشر، لكن النظام الفاشي نجح جداً في قمعها في عشرينيات القرن الماضي. غزا الحلفاء صقلية خلال الحرب العالمية الثانية في 10 يوليو 1943. نشط الحلفاء المافيا أملاً في دعمها خلال الغزو. أدى غزو الحلفاء للجزيرة إلى أزمة 25 يوليو. عموماً رحب الصقليون بالحلفاء المنتصرين.
تحولت إيطاليا إلى النظام الجمهوري في عام 1946 وكجزء من دستور إيطاليا أصبحت صقلية واحدة من المناطق الخمس ذاتية الحكم في إيطاليا. ساهمت كل من إصلاح الأراضي الإيطالي الجزئي والتمويل الخاص من الحكومة الإيطالية تحت اسم «كاسا بير ايل ميزوجيونو» (تمويل للجنوب) بين 1950-1984 في تحسين عجلة اقتصاد الجزيرة.

## الحكومة والسياسة
تجري السياسة الصقلية في إطار ديمقراطية تمثيلية رئاسية حيث رئيس الحكومة الإقليمية هو رئيس الحكومة ضمن نظام متعدد الأحزاب. تمارس السلطة التنفيذية من قبل الحكومة الإقليمية. بينما تناط السلطة التشريعية في كل من الحكومة والجمعية الإقليمية الصقلية.

### حركة الاستقلال الصقلية
حركة الاستقلال الصقلية (بالإيطالية: Movimento Indipendentista Siciliano) كانت حزباً سياسياً صقلياً انفصالياً نشط في الجزيرة بين 1943-1951. حصل الحزب على أفضل نتائجه الانتخابية عام 1947، عندما فاز بمجموع 8.8% من الأصوات وتسعة نواب إقليميين.
أيد الحزب صقليون من مجموعة واسعة من الانتماءات السياسية حيث تشارك في ذلك كل من المحافظين والاشتراكيين في وقت ما. كان الهدف الأول هو حصول صقلية على الاستقلال. ومع تحقيق ذلك الهدف، اعتزم الحزب إدارة شؤون الجزيرة وحده، مما أدى إلى حركة انشقاق لتأسيس أحزاب سياسية جديدة انطلاقاً من دوافع شخصية.
في انتخابات عام 1946 العامة، حصل الحزب على 0.7% من الأصوات الوطنية (8.8 ٪ من الأصوات في صقلية) وأربعة مقاعد بما في ذلك زعيم الحركة فينوكيارو أبريلي. خلال المؤتمر عام 1947 طرد انطونيو فارفارو وهو سكرتير سابق وعضو بارز في الجناح الأيسر من الحزب بأغلبية ولا تزال الأسباب غير معروفة. بعد هذه الأحداث أسس فارفارو حركة الاستقلاليين المنافسة والتي لم تحقق نجاحاً كبيراً وتم حلها قريباً. في الانتخابات الأولى التي عقدت في جزيرة صقلية عام 1947 حصلت حركة الاستقلال الصقلية على حوالي 9 في المئة من الأصوات والمقاعد الثمانية. مع ذلك فقدت الحركة جميع المقاعد في أعقاب الانتخابات العامة عام 1948 والانتخابات الإقليمية عام 1951. بعد وقت قصير من الانتخابات الأخيرة، استقال فينوكيارو أبريلي وعدة أعضاء آخرين من حركة الاستقلال الصقلية التي دخلت نوعاً من التوقف السياسي، لكن لم يتم حلها رسمياً.

## مقاطعات صقلية
تقسم صقلية إدارياً إلى تسعة مقاطعات (بالإيطالية: provincia; بروڤينتشا)، تسمى كل منها وفقاً للمدينة عاصمتها. أما الجزر الصغيرة المحيطة فتتبع المقاطعات الصقلية المختلفة. فتتبع الجزر الإيولية لمسينا وجزيرة أوستيكا لباليرمو والجزر الإيغادية وجزيرة بانتيليريا لتراباني والجزر البيلاجية لأغريجنتو.

خريطة صقلية

| المقاطعة           | المساحة (كم²) | تعداد السكان | الكثافة السكانية (/كم²) |
| ------------------ | ------------- | ------------ | ----------------------- |
| مقاطعة أغريجنتو    | 3,042         | 455,288      | 149.6                   |
| مقاطعة كالتانيسيتا | 2,128         | 272,359      | 127.9                   |
| مقاطعة كاتانيا     | 3,552         | 1,084,674    | 305.3                   |
| مقاطعة إنا         | 2,562         | 173,558      | 67.7                    |
| مقاطعة مسينة       | 3,247         | 654,520      | 201.5                   |
| مقاطعة باليرمو     | 4,992         | 1,244,012    | 249.2                   |
| مقاطعة راغوزا      | 1,614         | 313,698      | 194.3                   |
| مقاطعة سرقوسة      | 2,109         | 402,680      | 190.9                   |
| مقاطعة تراباني     | 2,460         | 435,877      | 177.1                   |

## الجغرافيا

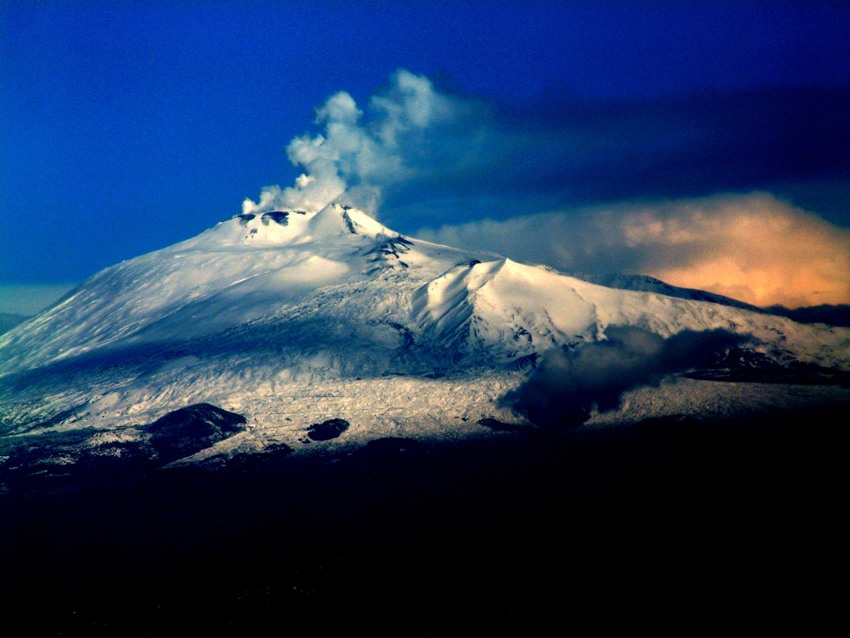
قمة بركان إتنا تكسوه الثلوج

عرفت صقلية منذ العصور القديمة بشكلها المثلث تقريباً مما منحها الاسم تريناكريا. يفصلها عن إقليم كالابريا الإيطالي في الشرق مضيق ميسينا. تبلغ المسافة بين الجزيرة والبر الرئيسي الإيطالي عبر مضيق ميسينا حوالي 3 كم (2 ميل) في الشمال وحوالي 16 كم (10 ميل) في جنوب المضيق. تتميز الجزيرة بمشهد جبلي كثيف. السلاسل الجبلية الرئيسية هي نبرودي ومادوني في الشمال وبيلوريتاني في الشمال الشرقي، بينما تعتبر الجبال الهيبليانية في الجنوب الشرقي جيولوجياً استمراراً لجبال الأبنين الإيطالية. كانت مناجم إنا وكالتانيسيتا رائدة في إنتاج الكبريت خلال القرن التاسع عشر ولكنها تراجعت منذ خمسينيات القرن الماضي.
صقلية والجزر الصغيرة المحيطة بها مثيرة لاهتمام خبراء البراكين. جبل إتنا الذي يقع في الجزء الشرقي من البر الرئيسي لصقلية بارتفاع 3320 متر هو أعلى بركان نشط في أوروبا وأحد أنشطها في العالم.
الجزر الإيولية في البحر التيراني إلى الشمال الشرقي من صقلية تحتوي معقد سترومبولي البركاني النشط حالياً وأيضاً ثلاثة براكين نائمة هي فولكانو وفولكانيلو وليباري. قبالة الساحل الجنوبي لصقلية يوجد البركان فيردينانديا تحت الماء الذي هو جزء من بركان إيمبيدوكليس الأكبر الذي ثار آخر مرة في 1831. يقع بين ساحل أغريجنتو وجزيرة بانتيليريا (و التي هي نفسها البركان الخامد) على فليغريان فيلدز في مضيق صقلية.

### التنوع الأحيائي
يوجد في صقلية العديد من الموائل في الغابات والأنهار. أكبر الغابات في صقلية هي بوسكو دي كارونيا. كما توجد عدة أنواع من الطيور في صقلية وفي بعض الحالات تعد صقلية نقطة حدودية لأنواع من الحيوانات. على سبيل المثال، الغراب المقنع يوجد حتى صقلية وسردينيا وكورسيكا ولكنه لا يوجد في المناطق الأكثر جنوباً.

### الأنهار
يشق الجزيرة عدد من الأنهار يتدفق معظمها عبر المنطقة الوسطى ويدخل البحر في جنوب الجزيرة. يتدفق نهر سالسو عبر أجزاء من إنا وكالتانيسيتا قبل الدخول إلى البحر الأبيض المتوسط في ميناء ليكاتا. إلى الشرق هناك نهر الكانتارا في مقاطعة مسينة والذي ينتهي في جيارديني ناكسوس ونهر سيميتو الذي يصب في البحر الأيوني جنوب كاتانيا. من الأنهار الهامة الأخرى في الجزيرة تقع في الجنوب الغربي مثل بيليشي وبلاتاني.

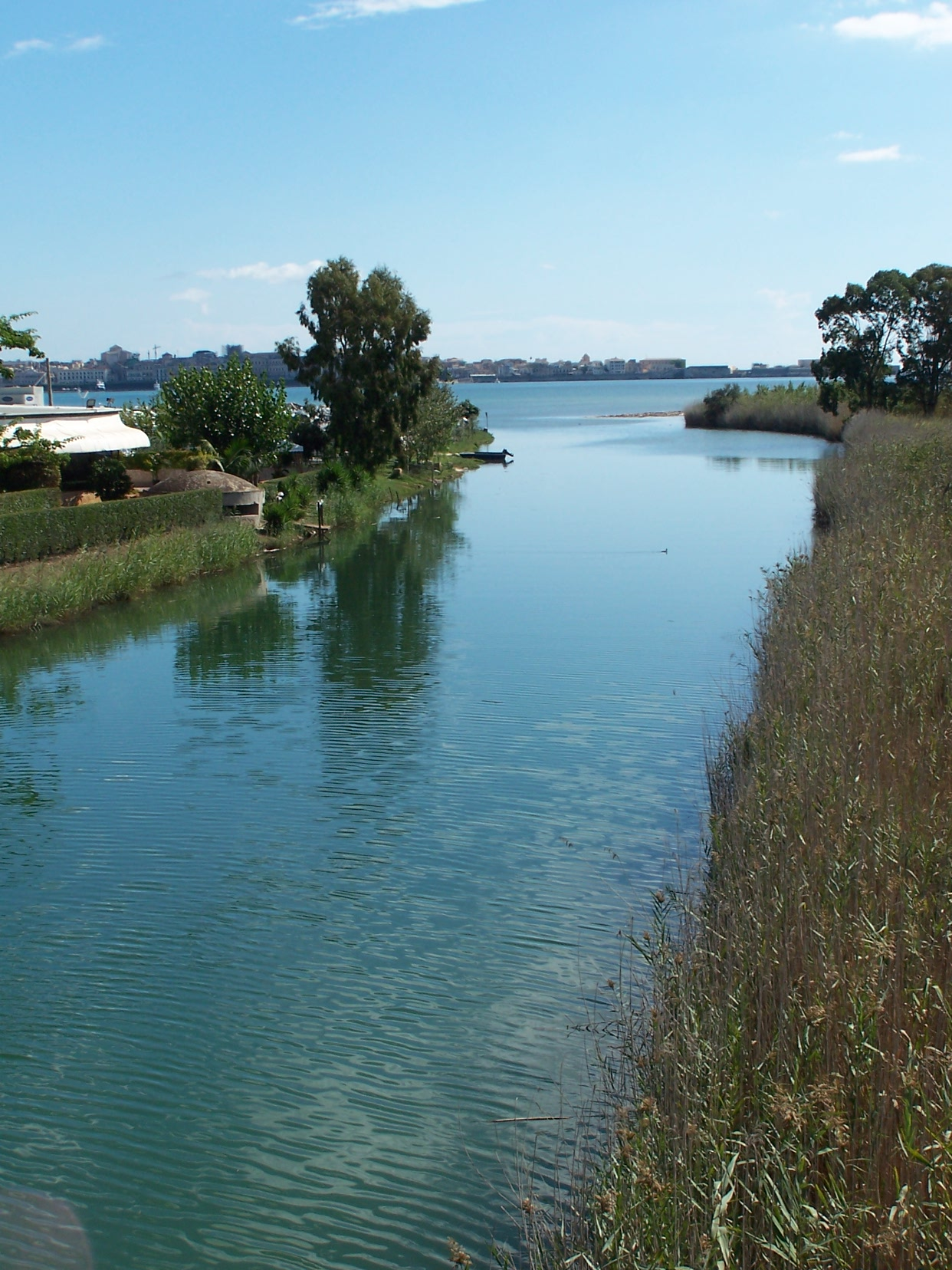
نهر أنابو في مقاطعة سرقوسة.

|                     | \| النهر \| الطول (كم) \| \| ------------------- \| ---------- \| \| سالسو \| 144 \| \| سيميتو \| 113 \| \| بيلشي \| 107 \| \| ديتاينو \| 105 \| \| بلاتاني \| 103 \| \| غورنالونغا \| 81 \| \| جيلا \| 74 \| \| سيماروسا \| 72 \| \| تورتو \| 58 \| \| إرمينيو \| 57 \| \| ديريلو \| 54 \| \| فيردورا \| 53 \| \| الكانتارا (القنطرة) \| 52 \| \| تيلارو \| 45 \| \| أنابو \| 40 \| |
| النهر               | الطول (كم) |
| سالسو               | 144 |
| سيميتو              | 113 |
| بيلشي               | 107 |
| ديتاينو             | 105 |
| بلاتاني             | 103 |
| غورنالونغا          | 81 |
| جيلا                | 74 |
| سيماروسا            | 72 |
| تورتو               | 58 |
| إرمينيو             | 57 |
| ديريلو              | 54 |
| فيردورا             | 53 |
| الكانتارا (القنطرة) | 52 |
| تيلارو              | 45 |
| أنابو               | 40 |

### المناخ
تتمتع صقلية بمناخ متوسطي بشتاء معتدل وماطر وبصيف حار وجاف.
| البيانات المناخية لـصقلية         | البيانات المناخية لـصقلية | البيانات المناخية لـصقلية | البيانات المناخية لـصقلية | البيانات المناخية لـصقلية | البيانات المناخية لـصقلية | البيانات المناخية لـصقلية | البيانات المناخية لـصقلية | البيانات المناخية لـصقلية | البيانات المناخية لـصقلية | البيانات المناخية لـصقلية | البيانات المناخية لـصقلية | البيانات المناخية لـصقلية | البيانات المناخية لـصقلية |
| الشهر                             | يناير                     | فبراير                    | مارس                      | أبريل                     | مايو                      | يونيو                     | يوليو                     | أغسطس                     | سبتمبر                    | أكتوبر                    | نوفمبر                    | ديسمبر                    | المعدل السنوي             |
| --------------------------------- | ------------------------- | ------------------------- | ------------------------- | ------------------------- | ------------------------- | ------------------------- | ------------------------- | ------------------------- | ------------------------- | ------------------------- | ------------------------- | ------------------------- | ------------------------- |
| متوسط درجة الحرارة الكبرى °م (°ف) | 15 (59)                   | 15 (59)                   | 16 (61)                   | 18 (64)                   | 22 (72)                   | 35 (95)                   | 35 (95)                   | 38 (100)                  | 29 (84)                   | 23 (73)                   | 19 (66)                   | 16 (61)                   | 23 (74)                   |
| متوسط درجة الحرارة الصغرى °م (°ف) | 10 (50)                   | 10 (50)                   | 11 (52)                   | 13 (55)                   | 16 (61)                   | 20 (68)                   | 23 (73)                   | 24 (75)                   | 22 (72)                   | 18 (64)                   | 14 (57)                   | 11 (52)                   | 16 (61)                   |
| الهطول مم (إنش)                   | 72 (2.8)                  | 65 (2.6)                  | 60 (2.4)                  | 44 (1.7)                  | 26 (1.0)                  | 12 (0.5)                  | 5 (0.2)                   | 13 (0.5)                  | 42 (1.7)                  | 98 (3.9)                  | 94 (3.7)                  | 80 (3.1)                  | 611 (24.1)                |
| المصدر: الموقع الصقلي             |                           |                           |                           |                           |                           |                           |                           |                           |                           |                           |                           |                           |                           |

## الاقتصاد

برتقال صقلي

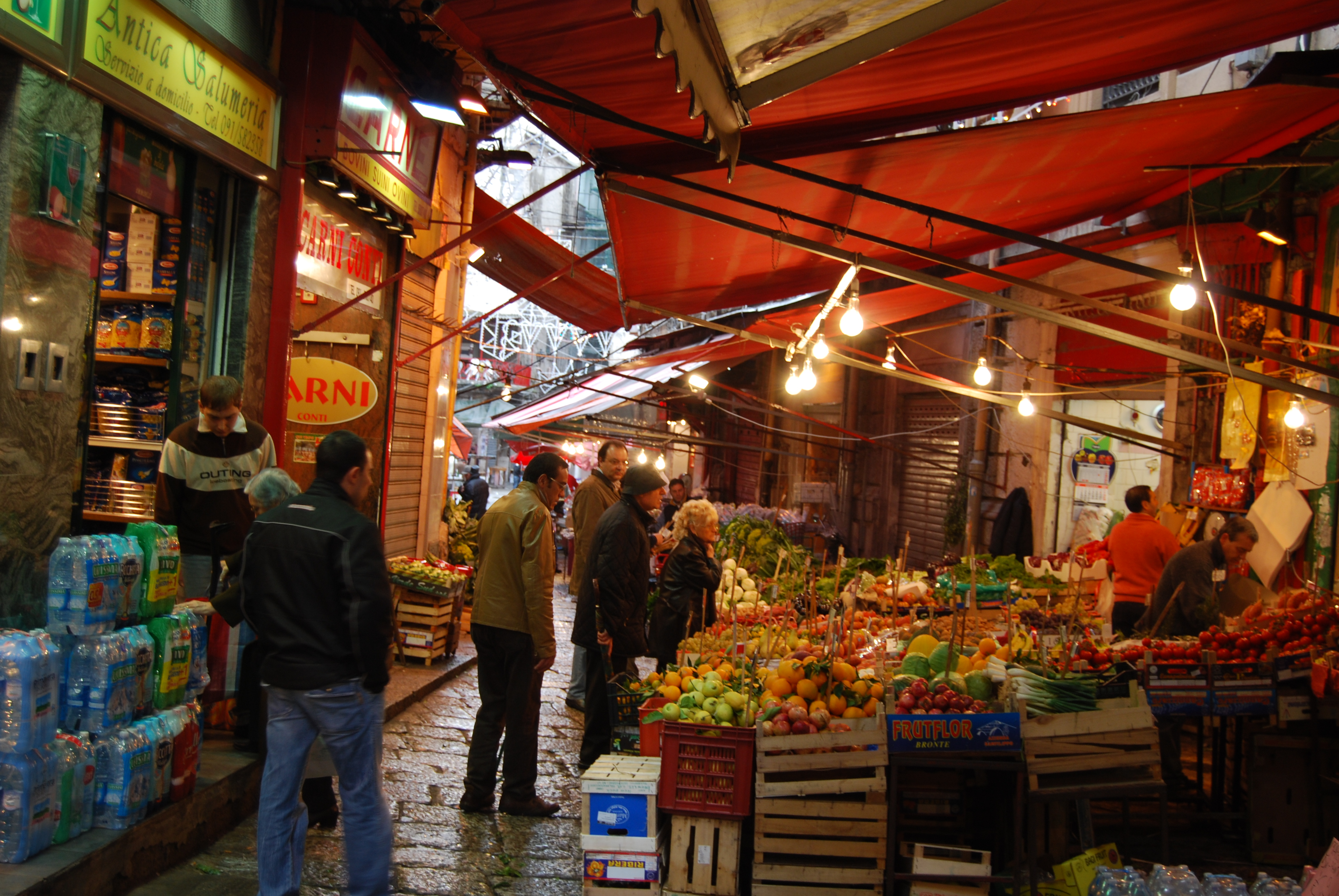
سوق محلي في باليرمو لبيع الفواكه والخضراوات المحلية.

عرفت صقلية منذ فترة طويلة بتربتها الخصبة والمناخ اللطيف والجمال الطبيعي. يوجد موسم نمو حار طويل لكن الجفاف متكرر خلال الصيف. الزراعة هي النشاط الاقتصادي الرئيسي لكن يعوقها ومنذ فترة طويلة ملكية الغائبين والطرق الزراعية البدائية والري غير الكافي. أدى إنشاء صندوق تنمية الجنوب الإيطالي عام 1950 من قبل الحكومة الوطنية إلى إصلاحات في مكلية الأراضي وزيادة في مساحة الأراضي المتاحة للزراعة والتنمية العامة لاقتصاد الجزيرة. مع ذلك فإن المافيا والتي ما زالت مؤثرة تعيق الجهود الحكومية الرامية إلى إجراء إصلاحات في المنطقة ولا تزال صقلية ذات دخل فردي منخفض جداً وارتفاع معدلات البطالة على الرغم من أن العديد من العاملين يعملون في «الأسود» أو في أعمال غير مبلغ عنها.

### الزراعة
تشمل أهم المنتجات الزراعية الأترج والبرتقال والليمون والزيتون وزيت الزيتون واللوز والعنب والنبيذ؛ كما تربى الماشية والبغال والحمير والغنم.
تنتج صقلية نبيذاً بكميات أكبر من نيوزيلندا والنمسا والمجر مجتمعة ولكنها اشتهرت في السابق بنبيذ مارسالا المقوى. تحسنت صناعة النبيذ في العقود الأخيرة، ويقوم صانعو النبيذ الجدد بتجريب أنواع محلية جديدة أقل شهرة لكنها تكتسب شهرة مع مرور الوقت. أفضل الأصناف المحلية المعروفة هي نيرو دافولا، حيث يحمل اسم بلدة صغيرة لا تبعد كثيراً عن سيراكيوز. أفضل أنواع النبيذ تصنع من عنب يأتي من نوتو، وهي مدينة قديمة قريبة من أفولا.
كما توجد مزارع أسماك التونة والسردين.

### الصناعة والتصنيع
بالإضافة إلى النبيذ، يصنع في صقلية المواد الغذائية المعلبة والمواد الكيماوية والنفط المكرر والأسمدة والمنسوجات والسفن والمنتجات الجلدية ومنتجات الغابات. توجد بعض حقول النفط في الجنوب الشرقي، كما يتم إنتاج الغاز الطبيعي والكبريت. ساعدت التحسينات في شبكة طرق صقلية في تعزيز التنمية الصناعية. موانئ الجزيرة الرئيسة هي باليرمو وكاتانيا وميسينا وأوغوستا.

### إحصاءات

#### نمو الناتج المحلي الإجمالي
يبين الجدول التالي معدل نمو الناتج المحلي الإجمالي لصقلية (الاسمي ونصيب الفرد) بين عامي 2000 و 2008  الذي تم إنتاجه في صقلية بين 2000-2006:
|                                                                    | 2000     | 2001     | 2002     | 2003     | 2004     | 2005     | 2006     | 2008      |
| ------------------------------------------------------------------ | -------- | -------- | -------- | -------- | -------- | -------- | -------- | --------- |
| الإنتاج المحلي الإجمالي (مليون يورو)                               | 67,203.8 | 70,530.1 | 72,855.0 | 75,084.5 | 77,327.3 | 80,358.1 | 82,938.6 | 88,327.73 |
| حصة الفرد من الناتج المحلي الإجمالي (تعادل القدرة الشرائية) (يورو) | 13,479.6 | 14,185.7 | 14,662.2 | 15,053.9 | 15,440.1 | 16,023.2 | 16,531.5 | 17,533    |

#### القطاعات الاقتصادية
يظهر الجدول التالي قطاعات الاقتصاد الصقلي في عام 2006:
| النشاط الاقتصادي                                         | الحصة من الناتج المحلي الإجمالي | % للقطاع (محلي) | % للقطاع (إيطاليا) |
| الزراعة والصيد                                           | € 2,923.3                       | 3.52%           | 1.84%              |
| الصناعة                                                  | € 7,712.9                       | 9.30%           | 18.30%             |
| البناء                                                   | € 4,582.1                       | 5.52%           | 5.41%              |
| التجارة والمطاعم والفنادق والمواصلات والخدمات والاتصالات | € 15,159.7                      | 18.28%          | 20.54%             |
| الأنشطة المالية والعقارات                                | € 17,656.1                      | 21,29%          | 24,17%             |
| الأنشطة الاقتصادية الأخرى                                | € 24,011.5                      | 28.95%          | 18.97%             |
| ضريبة القيمة المضافة والضرائب الأخرى                     | € 10,893.1                      | 13.13%%         | 10.76%             |
| الناتج المحلي الصقلي الإجمالي                            | € 82,938.6                      |                 |                    |

## السياحة

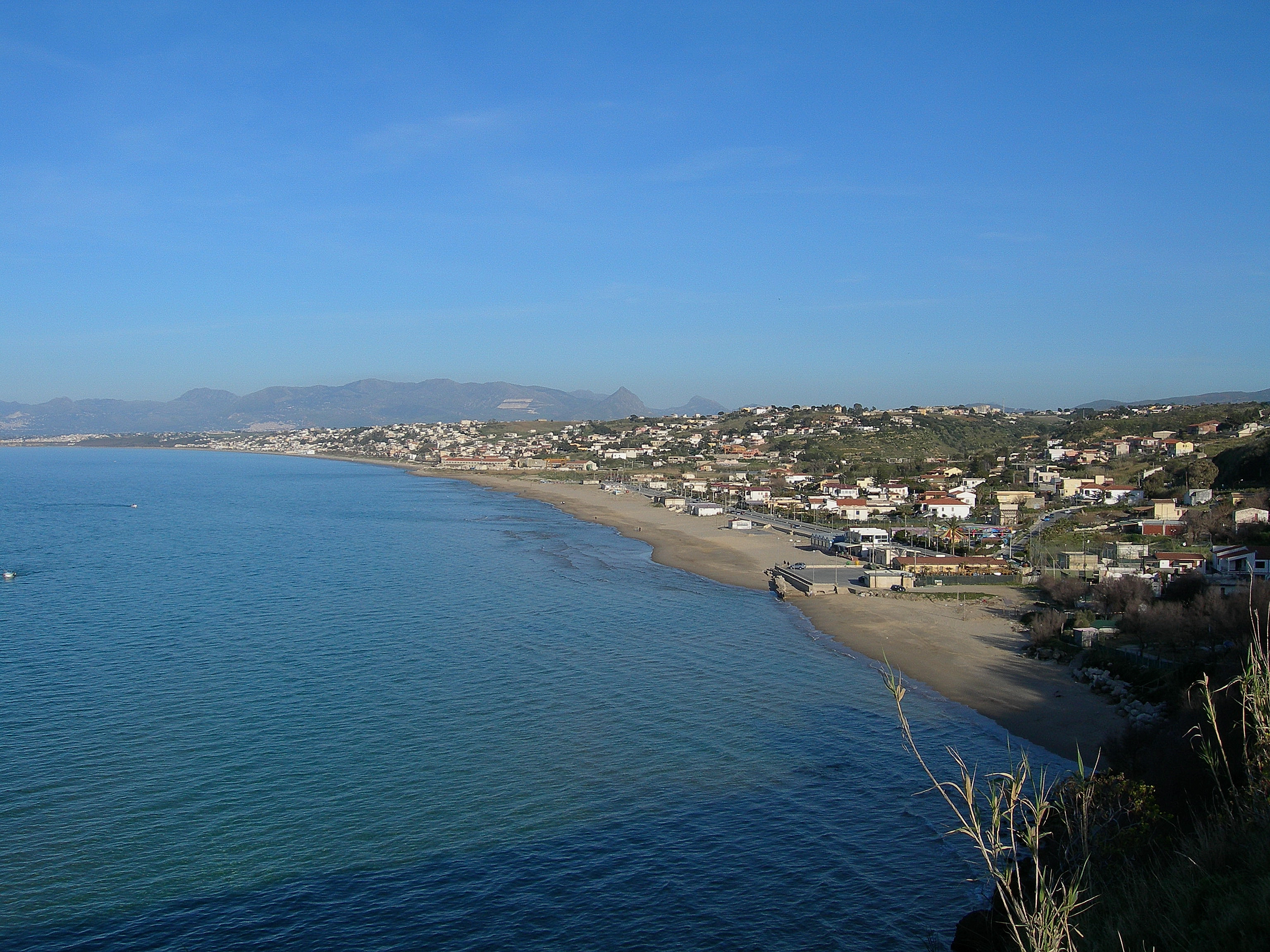
شاطئ خليج كاستلميري

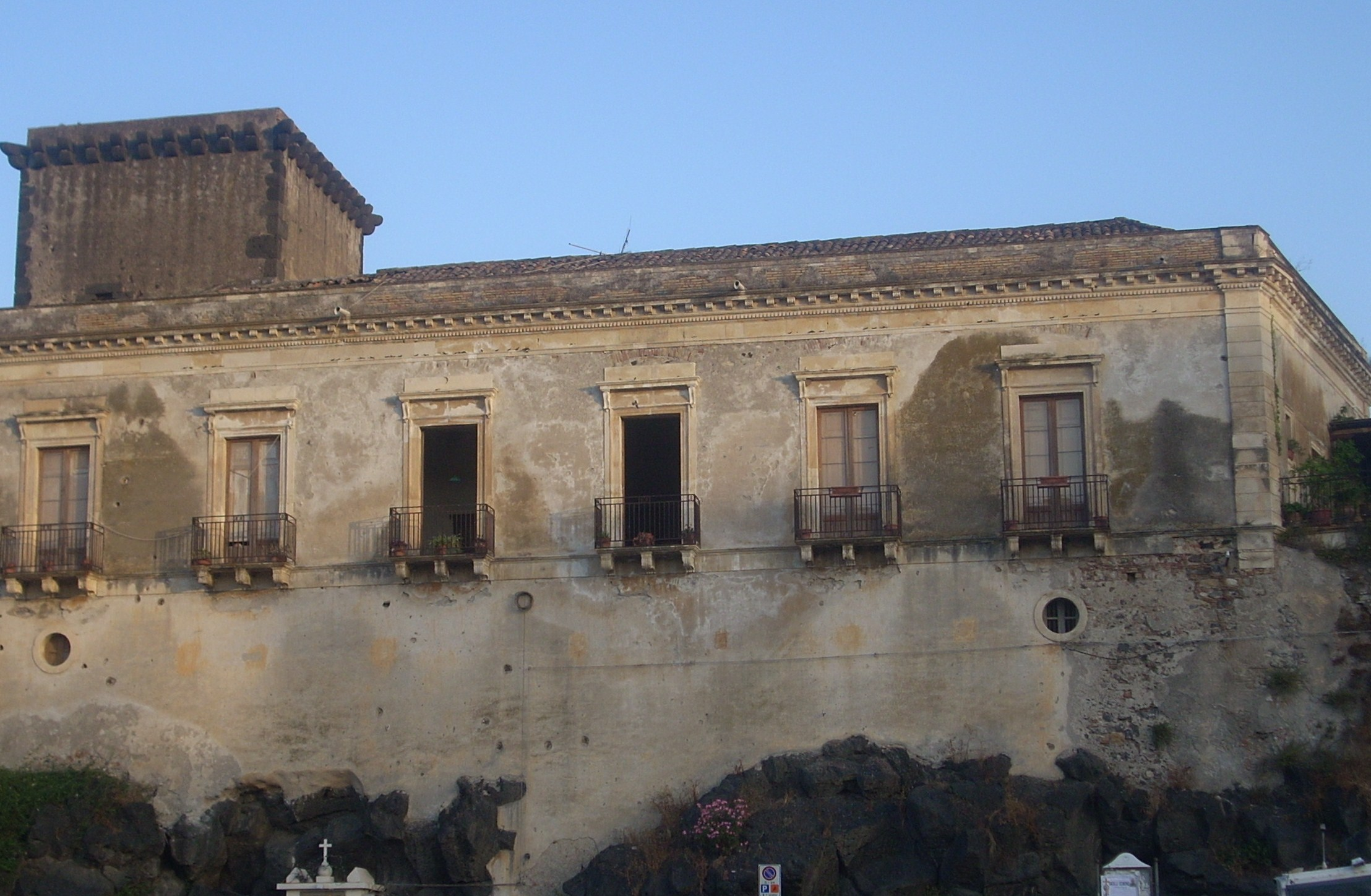
قلعة شيزو في جيارديني ناكسوس

الطقس المشمس والجاف في صقلية بالإضافة إلى المشاهد الطبيعية والمطبخ والتاريخ والهندسة المعمارية عوامل تجذب العديد من السياح من إيطاليا نفسها ومن البلاد الأخرى. تبلغ ذروة الموسم السياحي في أشهر الصيف على الرغم من أن السياح موجودون في الجزيرة على مدار السنة. تضم المواقع المفضلة لدى السياح جبل إتنا والشواطئ والمواقع الأثرية والمدن الرئيسية مثل كاتانيا وباليرمو، ولكن بلدة تاورمينا القديمة ومنتجع جيارديني ناكسوس المجاور يجذب الزوار من جميع أنحاء العالم، كما هو حال الجزر الإيولية وإريتشي وتشيفالو وسيراكيوز وأغريجنتو. هذه الأخيرة تضم بعضاً من أفضل المعابد الإغريقية حفظاً. تتخذ العديد من السفن السياحية المتوسطية محطة لها في جزيرة صقلية، كما يزور الجزيرة العديد من سياح النبيذ.

### مواقع التراث العالمي

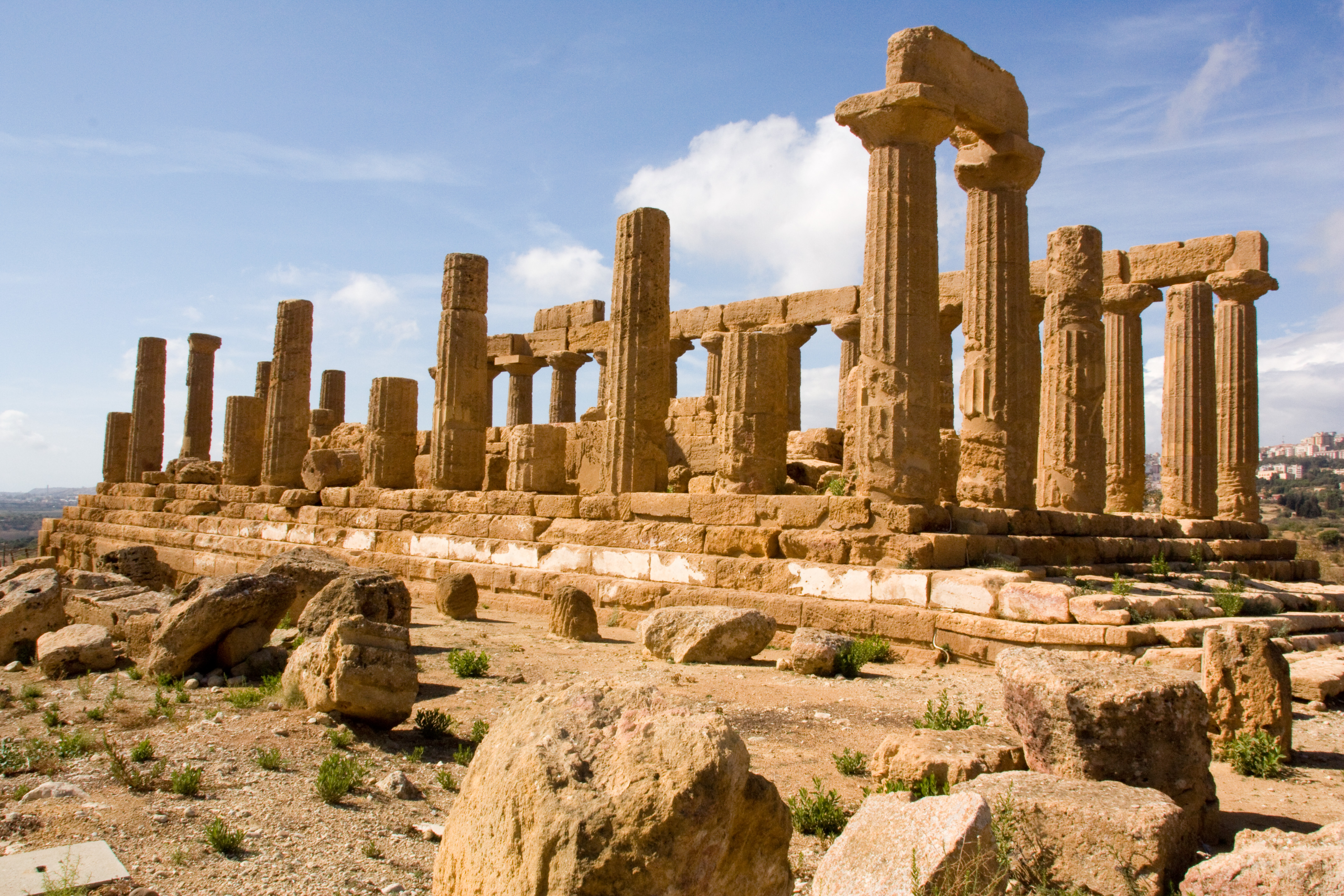
معبد جونو في أغريجنتو.

- الحديقة الأثرية في وادي المعابد في أغريجنتو، منذ عام 1997.[66]
- فيلا رومانا ديل كاسالي من بياتسا أرميرينا، أدرجت عام 1997.[67]
- الجزر الإيولية (موقع طبيعي) أدرجت عام 2000.[68]
- بلدات وادي نوتو من عصر الباروك المتأخر (جنوب شرق صقلية)، أدرجت عام 2002.[69]
- سيراكيوز ونكروبوليس بانتاليكا منذ عام 2005.[70]

### الباروكية الصقلية

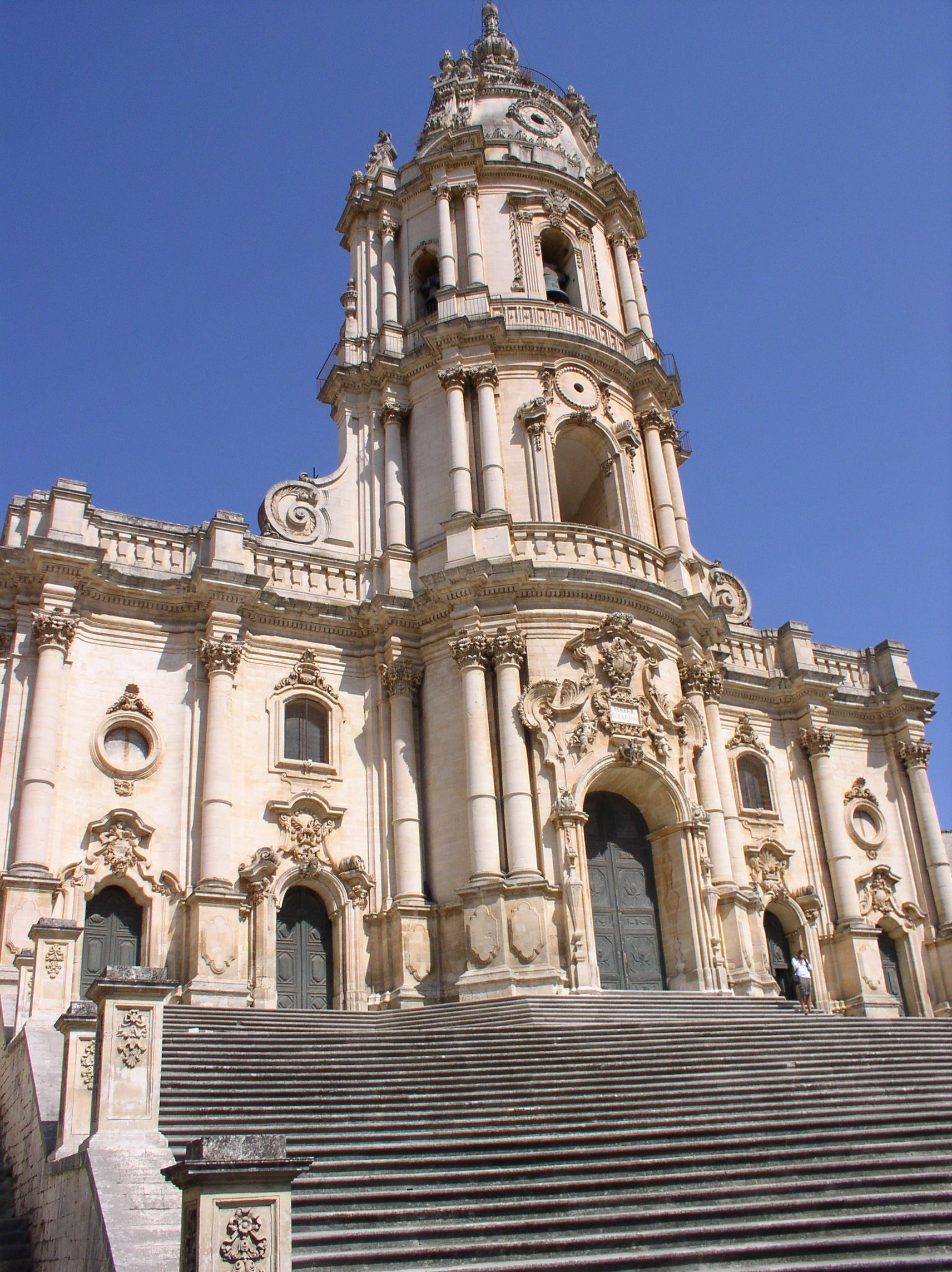
كنيسة باروكية في موديكا.

الباروكية الصقلية ذات هوية معمارية فريدة. تحتوي نوتو وكالتاجيروني وكاتانيا وراغوزا وموديكا وشيكلي وخاصة أتشيريالي على بعض أفضل الأمثلة الباروكية في إيطاليا منحوتة من الحجر الرملي الأحمر المحلي. تمتلك نوتو واحدة من أفضل الأمثلة على العمارة الباروكية المقدمة إلى صقلية.
اقتصر الأسلوب الباروكي في صقلية إلى حد كبير على المباني التي أنشئتها الكنيسة والقصور الخاصة بالأرستقراطية الصقلية. افتقرت أولى الأمثلة على هذا النمط في صقلية إلى الفردية وكانت نسخاً خرقاء لمبان في روما وفلورنسا ونابولي. ولكن وحتى في هذه المرحلة المبكرة، قام المهندسون المعماريون بدمج بعض من ميزات العمارة القديمة الصقلية المحلية. بحلول منتصف القرن الثامن عشر عندما كانت الباروكية الصقلية مختلفة بشكل ملحوظ عن تلك في البر الرئيسي فإنها تميزت بحرية فريدة في التصميم يصعب تلخيصها في كلمات.

### المواقع الأثرية
لأن الجزيرة كانت هدفاً للعديد من الحضارات فإنها تمتلك مجموعة كبيرة من المواقع الأثرية. كما توجد أيضاً مجموعة من أفضل المعابد وغيرها من الأبنية من العالم اليوناني حفظاً في الجزيرة. هنا لائحة قصيرة من المواقع الأثرية الرئيسية:
- سيشيليون - سيكانيون - إليميون: سيجيستا وإيريكس وكافا إسبيكا وثابسوس وبانتاليكا.
- الإغريق: سيراكيوز وأغريجنتو وناكسوس وهيراكليا مينوا وسيلينونتي وكامارينا وهيميرا وميغارا هيبلايا وجيلا.
- الفينيقيون: موتيا وسولونتوم ومارسالا.
- الرومان: بياتسا أرميرينا وشينتوريبي وتاورمينا.
- المسلمين: باليرمو ومازارا دل فالو.

### القلاع
| المقاطعة       | القلاع                        | البلدية            |
| -------------- | ----------------------------- | ------------------ |
| كالتانيسيتا    | كاستيلو مانفريدونيكو          | موسوميلي           |
| كالتانيسيتا    | كاستيلوتشو دي جيلا            | جيلا               |
| كاتانيا        | كاستيلو أورسينو               | كاتانيا            |
| كاتانيا        | كاستيلو نورمانو               | أدرانو             |
| كاتانيا        | كاستيلو نورمانو               | باترنو             |
| كاتانيا        | كاستيلو دي آشي                | اشي كاستيلو        |
| ميسينا         | فورتي دي شينتري               | ميسينا             |
| ميسينا         | كاستيلو دي ميلاتسو            | ميلاتسو            |
| ميسينا         | كاستيلو دي سانت أليسيو سيكولو | سانت أليسيو سيكولو |
| ميسينا         | كاستيلو دي بينتيفور           | سافوكا             |
| ميسينا         | كاستيلو دي شيزو               | جيارديني ناكسوس    |
| مقاطعة باليرمو | زيسا، باليرمو                 | باليرمو            |
| مقاطعة باليرمو | كاستيلو دي كاريني             | كاريني             |
| راغوسا         | كاستيلو دي دونافوغاتا         | راغوسا             |
| راغوسا         | توري كابريرا                  | بوتسالو            |
| راغوسا         | كاستيلو دي كونتي              | موديكا             |
| سرقوسة         | كاستيلو مانياتشي              | سرقوسة             |
| تراباني        | كاستيلو دي فينيري             | إريتشي             |

## الديموغرافيا

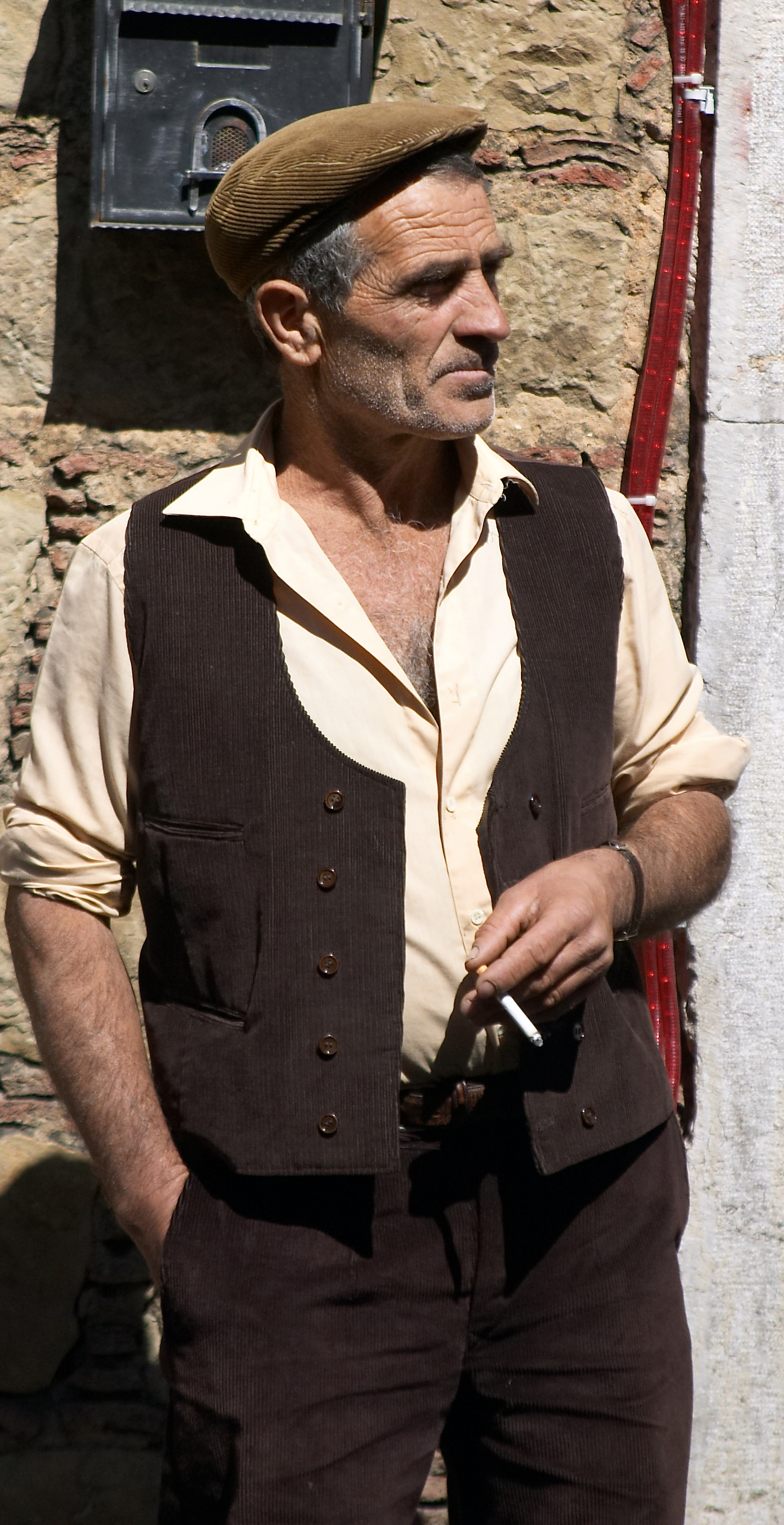
مزارع صقلي يرتدي الكوبولا التقليدية.

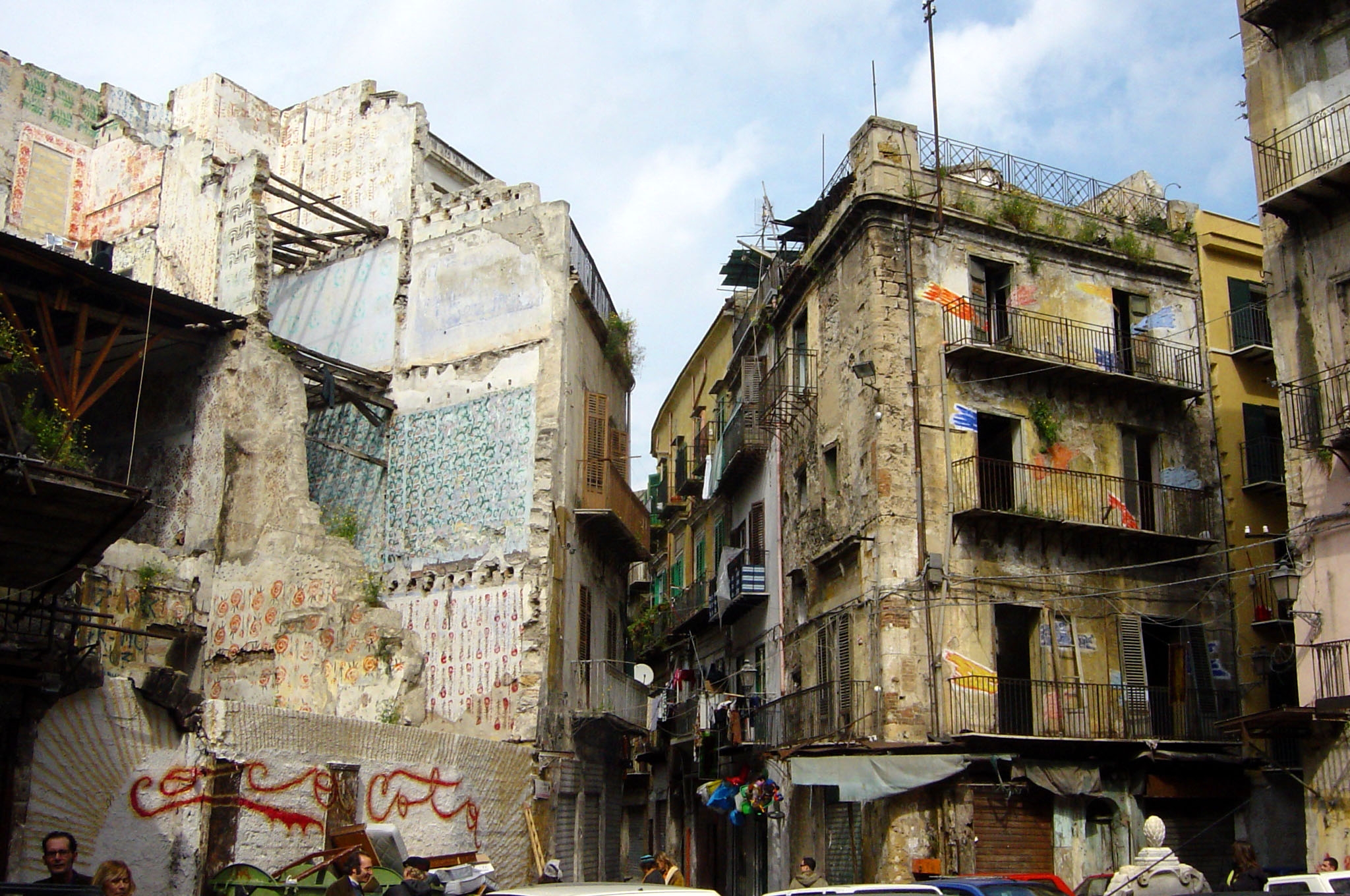
حي قديم تاريخي في باليرمو.

غالباً ما يصور أهل صقلية بأنهم فخورون للغاية بجزيرتهم وهويتهم وثقافتهم، كما أنه ليس من غير المألوف أن يصف الأشخاص أنفسهم بأنهم صقليون قبل أن يكونوا إيطاليين. على الرغم من وجود المدن الكبرى مثل باليرمو وكاتانيا وميسينا وسرقوسة، فإن الصورة النمطية للصقليين تلمح عادة إلى أهل الريف، على سبيل المثال كوبولا هي إحدى أهم رموز الهوية الصقلية وتعود في أصولها إلى القبعة المسطحة من ريف شمالي إنكلترا والتي وصلت الجزيرة في عام 1800 عندما فر الملك البوربوني فرديناند الأول إلى صقلية تحت حماية البحرية الملكية البريطانية.
خضعت صقلية لسيطرة ثقافات مختلفة بما في ذلك الشعوب الإيطاليقية والرومان والفاندال والإغريق والبيزنطيين والنورمان والمسلمين والإسبان. ساهمت كل تلك الحضارات في ثقافة الجزيرة ولا سيما في مجالات المطبخ والهندسة المعمارية. يميل أغلب الصقليين إلى ربط أنفسهم بشكل وثيق بجنوب إيطاليا بسبب التاريخ المشترك.
يبلغ تعداد سكان جزيرة صقلية حوالي خمسة ملايين وهناك عشرة ملايين شخص إضافي من أصل صقلي في جميع أنحاء العالم. يقطن معظمهم أمريكا الشمالية والأرجنتين وأستراليا وبلدان أوروبية أخرى. كما هو الحالي مع بقية مناطق جنوب إيطاليا، فإن الهجرة إلى الجزيرة منخفضة جداً مقارنة مع مناطق أخرى من إيطاليا حيث يميل العمال إلى التوجه شمالاً بسبب تحسن فرص العمل في شمال إيطاليا. تظهر الأرقام الأخيرة للمعهد الوطني للإحصاءات وجود نحو 100 ألف مهاجر من أصل عدد السكان البالغ 5 مليوناً أي بنسبة 2% من السكان؛ يشكل الرومانيون أكبر الأقليات بتعداد نحو 17 ألف شخص يليهم التونسيون والمغاربة والسريلانكيون والألبان وغيرهم وفي معظمهم من أوروبا الشرقية.

### أكبر المدن

مخطط يظهر التوزع العمري في صقلية 2005

يوجد في صقلية 15 مدينة يفوق تعداد سكانها 50,000 نسمة وهي:
| البلدية | تعداد السكان (أغسطس 2010) |
| ------- | ------------------------- |
| باليرمو | 657,161                   |
| كاتانيا | 294,255                   |
| ميسينا  | 242,720                   |
| سرقوسة  | 123,536                   |
| مارسالا | 82,713                    |

| البلدية     | تعداد السكان (أغسطس 2010) |
| ----------- | ------------------------- |
| جيلا        | 77,282                    |
| راغوسا      | 73,529                    |
| تراباني     | 70,654                    |
| فيتوريا     | 63,166                    |
| كالتانيسيتا | 60,186                    |

| البلدية         | تعداد السكان (أغسطس 2010) |
| --------------- | ------------------------- |
| أغريجنتو        | 59,196                    |
| باغيريا         | 56,152                    |
| موديكا          | 55,154                    |
| أتشيريالي       | 53,165                    |
| مازارا ديل فالو | 51,408                    |

### علم الوراثة السكانية
تم العثور على دنا Y هابلوغروب بالنسب التالية في صقلية: آر1 (30.09 ٪) وجي (29.65 ٪) وإي1بي1بي (18.21 ٪) وآي (7.62 ٪) وج (5.93 ٪) وك2 (5.51 ٪) وكيو (2.54 ٪). هابلوغروب R1 و I نمطية لسكان غرب أوروبا بينما J و E1b1b فتمثل أنساباً ذات توزع مختلف في الشرق الأوسط وشمال أفريقيا وأوروبا. وفقاً لدراسات حديثة في 2008 و 2009 فإن تأثير الذكور اليونانيين قدر بنحو 37% أما الذكور من شمال أفريقيا فيقدر تأثيرهم بين 6% و 7.5%.

## المواصلات

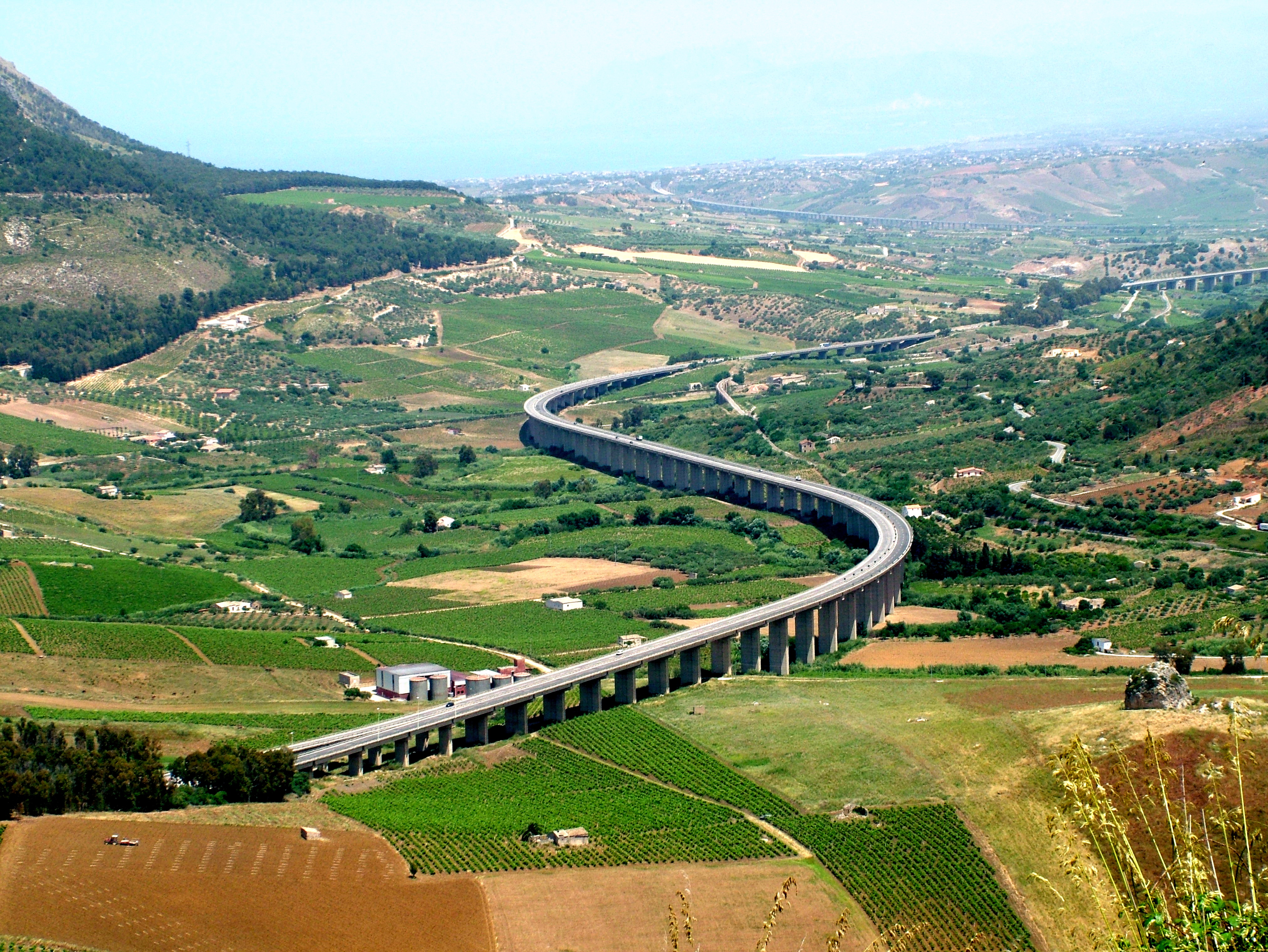
A29 ماراً عبر الريف الصقلي قرب سيجيستا.

### الطرق
أبرز الطرق الصقلية هي الطرق السريعة المعروفة باسم (اوتوستراد) التي تمر عبر الجزء الشمالي من الجزيرة. أغلب هذه الطرق محمولة على أعمدة بسبب التضاريس الجبلية للجزيرة. الطرق الرئيسية الأخرى في صقلية هي الطرق الخارجية (بالإيطالية: Statali Strade) مثل SS.113 الذي يربط تراباني بميسينا (عبر باليرمو)، و SS.114 الذي يربط ميسينا بسرقوسة (عن طريق كاتانيا) و SS.115 الذي يربط بين سرقوسة وتراباني (عن طريق راغوسا وأغريجنتو).
| الإشارة | الطريق السريع            | الطول (كم) | الحصيلة |
| ------- | ------------------------ | ---------- | ------- |
|         | A18 ميسينا كاتانيا       | 76         | مدفوع   |
|         | RA15 وصلة كاتانيا (غرب)  | 24         | مجاني   |
|         | طريق سريع كاتانيا سرقوسة | 47         | مجاني   |
|         | A18 سرقوسة روسوليني      | 42         | مجاني   |

| الإشارة | الطريق السريع                | الطول (كم) | الحصيلة |
| ------- | ---------------------------- | ---------- | ------- |
|         | A19 باليرمو كاتانيا          | 199        | مجاني   |
|         | A20 باليرمو ميسينا           | 181        | مدفوع   |
|         | A29 باليرمو مازارا ديل فالو  | 119        | مجاني   |
|         | A29dir ألكامو تراباني/مرسالا | 44/38      | مجاني   |

### السكك الحديدية

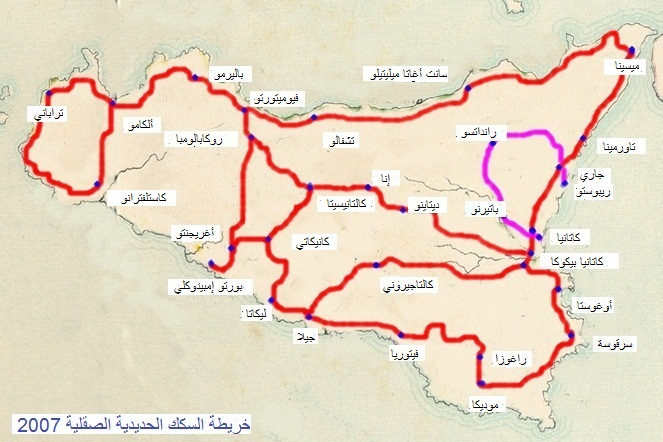
شبكة السكك الحديدية الصقلية عام 2007

افتتحت أولى خطوط السكك الحديدية في صقلية عام 1863 (باليرمو - باغيريا) وحالياً تخدم السكك الحديدية جميع أقاليم صقلية كما تربط معظم المدن والبلدات الرئيسية، وتشغلها ترينيتاليا. توجد 1378 كم (856 ميل) من خطوط السكك الحديدية في الجزيرة، أكثر من 60 ٪ منها مكهرب بينما 583 كم المتبقية (362 ميل) تخدمها محركات الديزل. 88 ٪ من الخطوط الحديدية (1,209 كم) وحيدة المسار بينما فقط 169 كم (105 ميل) مزدوجة المسار تخدم اثنين من الطرق الرئيسية هما ميسينا-باليرمو (التيراني) وميسينا-كاتانيا-سرقوسة (الأيوني). من بين خطوط السكك الحديدية الضيقة لا يزال فيروفيا سيركومتنيا الخط الوحيد في الخدمة، وينقل الركاب حول جبل إتنا. توجد من المدن الرئيسية في صقلية خدمات لنابولي وروما وذلك عبر القطارات التي تنقل على العبارات والتي تعبر إلى البر الرئيسي. في اثنتين من المدن الرئيسية هما باليرمو وكاتانيا توجد خدمات سكك حديدية تحت الأرض بواسطة خدمة السكك الحديدية الخفيفة.

### المطارات
توجد بضعة مطارات في البر الرئيسي للجزيرة تخدم العديد من الوجهات الإيطالية والأوروبية وبعضها خارج أوروبا:
- مطار كاتانيا-فونتاناروسا: يقع على الساحل الشرقي وهو أكثر المطارات ازدحاماً في الجزيرة (و أحد أكثرها ازدحاماً في إيطاليا).
- مطار باليرمو الدولي: أيضاً مطار كبير مع العديد من الرحلات الجوية المحلية والدولية.
- مطار تراباني-بيرغي: مطار عسكري مدني مشترك (الثالث ازدحاماً في الجزيرة). شهد المطار في الآونة الأخيرة زيادة في عدد الرحلات بسبب شركات الطيران منخفضة التكاليف.
- مطار كوميزو-راغوزا: تم تحديثه مؤخراً وتحويله من الاستخدام العسكري إلى مطار مدني.
- مطار باليرمو-بوكاديفالكو: هو المطار القديم لباليرمو ويخدم برحلات داخلية لقبة المياه في إنا والجزر الإيولية (طائرات برمائية).
- القاعدة البحرية الجوية في سيغونيلا: مطار للقوة الجوية الإيطالية وقاعدة للبحرية الأمريكية. من بين قواعد منظمة حلف شمال الأطلسي يعرف سيغونيلا ب«محور المتوسط».
- مطار لامبيدوزا ومطار بانتيليريا: اثنان من المطارات الصغيرة في الجزر الصغيرة التي تعتبر جزءا من صقلية.

### الموانئ
تخدم صقلية عن طريق البحر من خلال عدد من طرق العبارات والموانئ التجارية، كما تتخذ السفن السياحية محطات لها في المدن الكبرى في الجزيرة.
- البر الإيطالي الرئيسي: الموانئ التي تربط الجزيرة بالبر الإيطالي هي ميسينا (إلى فيلا سان جيوفاني) وهي أكثر موانئ الركاب ازدحاماً في إيطاليا، وباليرمو (إلى كل من جنوة وتشيفيتافيكيا ونابولي) وكاتانيا (إلى نابولي).
- الجزر الصغيرة المحيطة بصقلية: ميناء ميلاتسو يخدم الجزر الإيولية وموانئ تراباني ومارسالا الجزر الإيجادية وميناء بورتو إيمبيدوكلي الجزر البلاجية. من باليرمو يمكن الوصول إلى جزيرة أوستيكا وسردينيا.
- الرحلات الدولية: من باليرمو وتراباني هناك رحلات أسبوعية إلى تونس، ورحلات يومية إلى مالطا وبوتسالو.[85][86]
- موانئ تجارية وشحن: ميناء أوغوستا هو خامس أكبر ميناء بضائع في إيطاليا. موانئ الشحن الرئيسية الأخرى هي باليرمو وكاتانيا وتراباني وبوتسالو وترميني إيميرسي.
- الموانئ السياحية: توجد عدة من الموانئ السياحية على طول ساحل جزيرة صقلية وهي في خدمة القوارب الخاصة التي تحتاج أن ترسو في الجزيرة. أهم الموانئ الرئيسية المتخصصة هي مارينا دي راغوزا وريبوستو وبورتوروسا وسرقوسة وتشيفالو وشاكا.
- موانئ صيد الأسماك: كما هو الحال مع جميع الجزر فإن صقلية تمتلك العديد من موانئ الصيد. أكثرها أهمية مازارا دل فالو ويليه كاستيلاماري ديل غولفو وليكاتا وسكولييتي وبورتوبالو دي كابو باسيرو.

### خطة الجسر
تعود الخطط لإنشاء جسر يربط جزيرة صقلية بالبر الرئيسي إلى عام 1865. طورت خلال العقد الماضي خطط لربط السكك الحديدية والطرق البرية بالبر الرئيسي عبر ما يمكن أن يكون أطول جسر معلق في العالم، جسر مضيق ميسينا. شهد التخطيط لهذا المشروع عدة بدايات خاطئة على مدى السنوات القليلة الماضية. أعلنت حكومة برلسكوني في 6 مارس/ آذار 2009 أن أعمال البناء في جسر ميسينا ستبدأ يوم 23 ديسمبر/ كانون الأول 2009، كما أعلنت عن تعهد قدره 1.3 مليار يورو كمساهمة في تكلفة الجسر الإجمالية التي تقدر بنحو 6.1 مليار يورو. تلقت الخطة انتقادات حادة من قبل الجمعيات البيئية ومن الصقليين والكالابريين المحليين، قلقين حول آثارها البيئية والاستدامة الاقتصادية وحتى التسلل المحتمل من قبل الجريمة المنظمة.

## المافيا
كوزا نوسترا (بالإيطالية:Cosa nostra) هو الاسم الذي يطلق على المافيا الصقلية. نشأت المافيا بين عامي 1860-1876. أصبحت المافيا آنذاك أداة للحكم المحلي، أي أداة في يد السلطة لتخويف الناس وحكمهم. والمافيا هي عبارة عن منظمة سرية جدا. وبالتالي فقد يكون شخص ما عضوا فيها دون أن تعرف حتى زوجته أو أولاده أو أبوه وأمه ذلك. فالمافيا تفرض على أتباعها أن يقسموا يمين الوفاء والسرية المطلقة ومن لا يلتزم بالسرية يقتل عاجلا أو آجلا.

## الثقافة

### الفنون

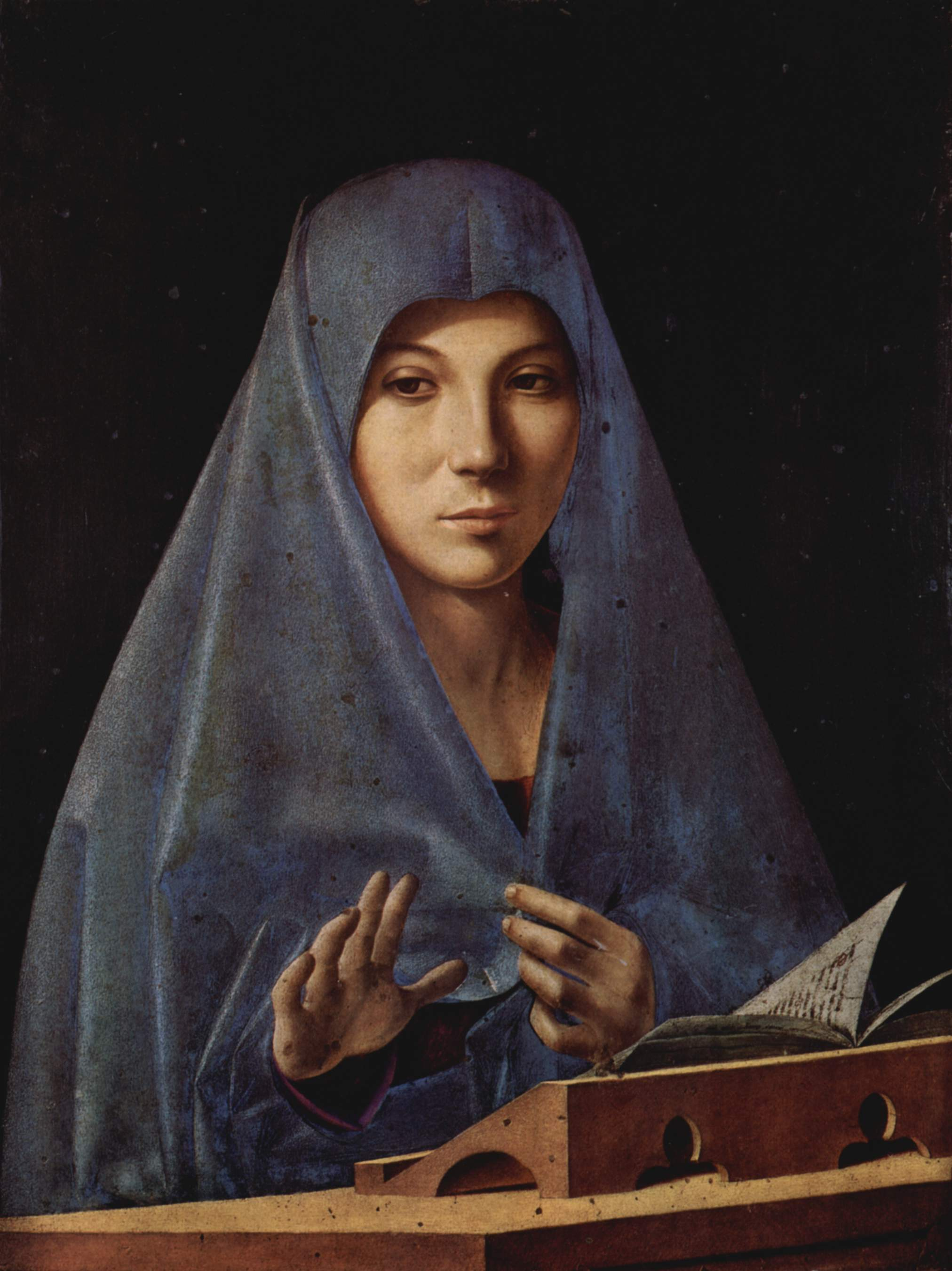
بشارة باليرمو

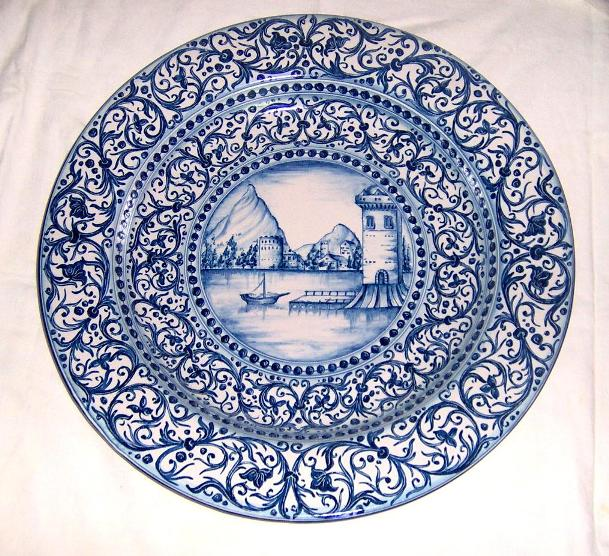
فن الرسم على الخزف الإيطالي في كالتاجيروني.

ارتبطت صقلية منذ فترة طويلة بالفنون والعديد من الشعراء والكتاب والفلاسفة والمفكرين والمهندسين المعماريين والرسامين. يمكن العودة بتاريخها إلى أرخميدس الفيلسوف اليوناني، وهو من مواطني سيراكيوز الذي أصبح أحد مشاهير ومن أعظم علماء الرياضيات. غورجياس وإيمبيدوكليس هما من أوائل الفلاسفة الصقليين اليونانيين، بينما كان إبيكارموس السرقوسي مبتكر الكوميديا. بدأ العصر الذهبي للشعر الصقلي في أوائل القرن الثالث عشر من خلال المدرسة الصقلية والتي كان لها تأثير كبير. بعض من أكثر الشخصيات شهرة في مجال الشعر والكتابة هم لويجي بيرانديلو وسالفاتوري كوازيمودو وأنطونيو فينيزيانو وجيوفاني فيرغا. على الجانب السياسي برز عدد من الفلاسفة الصقليين مثل جيوفاني جنتيلي الذي كتب مذهب الفاشية ويوليوس إيفولا.
| صقلية     | أعطني رافعة ومكاناً لأقف وسأحرك الأرض! | صقلية |
| — أرخميدس |                                       |       |

| صقلية  | رؤية إيطاليا من دون صقلية كعدم رؤيتها إطلاقاً، لأن صقلية هي الدليل إلى كل شيء | صقلية |
| — غوته |                                                                              |       |

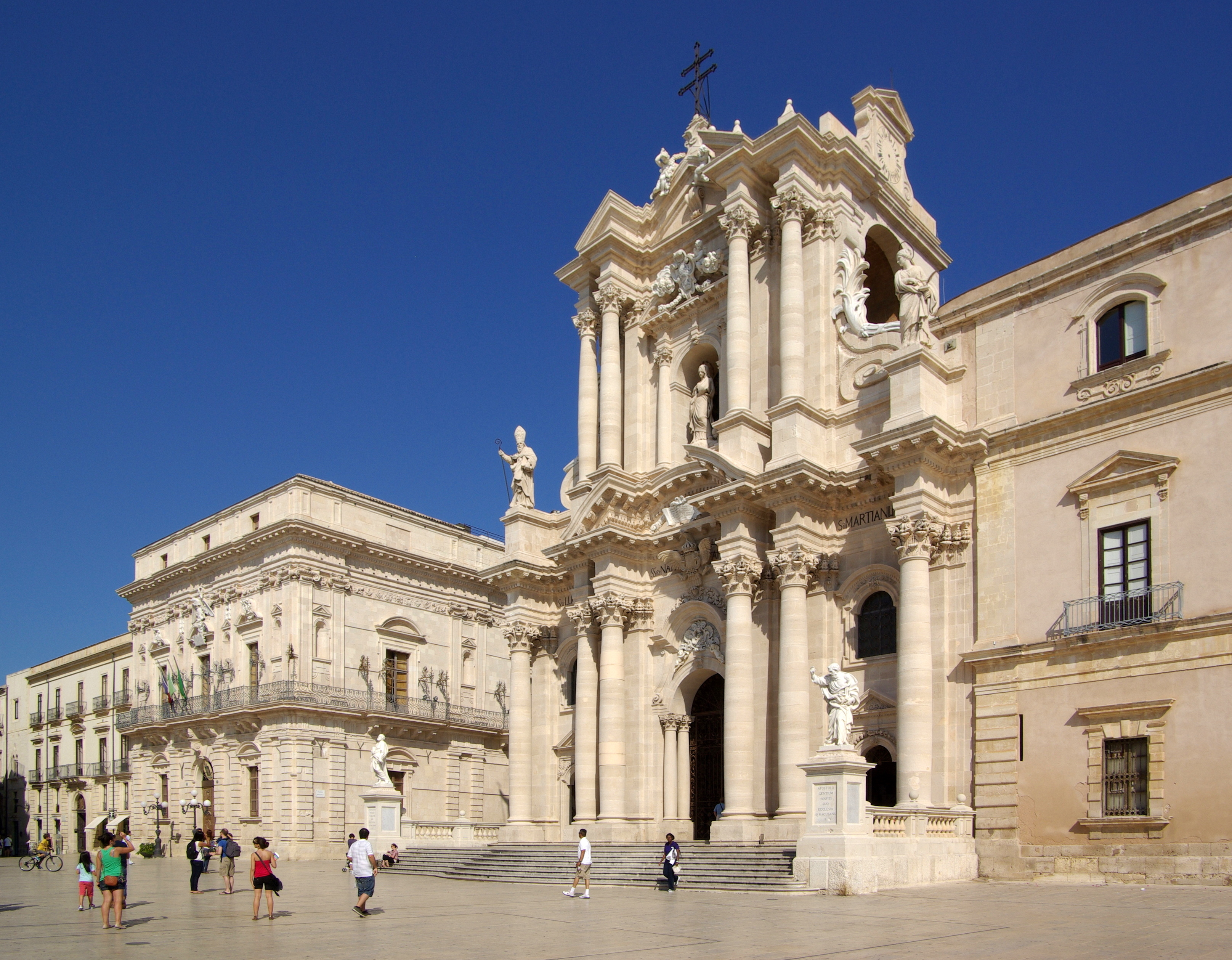
كاتدرائية سرقوسة وهي مثال على العمارة الباروكية الصقلية.

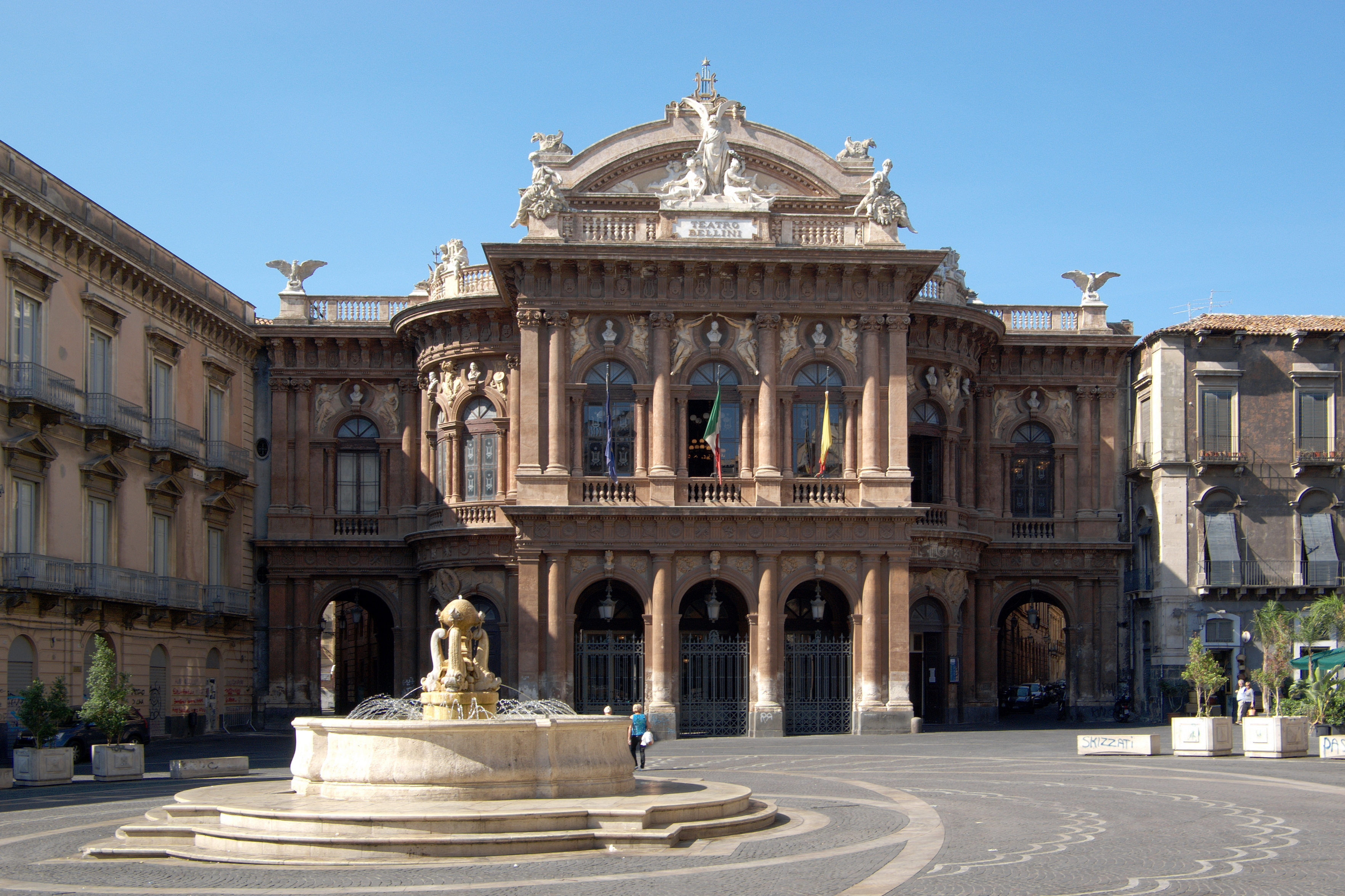
مسرح ماسيمو بيليني في كاتانيا.

تشتهر الجزيرة بالخزفيات حيث يعود فن الخزف في صقلية إلى إحدى الشعوب القديمة السيكانيين، كما تطورت حرفتها خلال الحقبة اليونانية ولا تزال بارزة ومتميزة حتى يومنا هذا. توجد لوحتان تقليديتان شعبيتان بارزتان في صقلية، وكلاهما مستوحتان من أصل نورماني؛ العربة الصقلية وهي لوحة من عربات خشبية بزخارف معقدة من مشاهد من قصائد نورمانية رومانسية، مثل نشيد رولاند. تروى نفس الحكايات في مسرح العرائس التقليدي أو تياترو دي بوبي، والذي يتميز بالدمى الخشبية المصنوعة يدوياً والتي تصور النورمان والمسلمين ينخرطون في معارك وهمية. تحظى هذه عروض بشعبية خاصة في أتشيريالي. من مشاهير الرسامين الصقليين فنان عصر النهضة أنطونيلو دا ميسينا وريناتو غوتوسو واليوناني المولد جورجيو دي شيريكو الذي يطلق عليه عادة «أب الفن السريالي» ومؤسس حركة الفن الميتافيزيقي.
تحتضن باليرمو مسرح ماسيمو، وهي أكبر دار أوبرا في إيطاليا وثالث أكبرها في أوروبا. من الملحنين الصقليين فينشينسو بيليني
و سيجيسموندو دانديا وجيوفاني باشيني وألساندرو سكارلاتي ومن الملحنين المعاصرين مثل سلفاتوري سكيارينو. تم تصوير العديد من الأفلام الإيطالية الحاصلة على جوائز في جزيرة صقلية من بين أشهرها لا تيرا تريما وإل غاتوباردو لفيسكونتي وسلفاتوري جوليانو لروسي وميري بير سيمبري وراغاتسي فيوري لماركو ريسي ولافينتورا لأنطونيوني.

### اللغة
يتحدث العديد من الصقليين باللغتين الإيطالية والصقلية، والتي هي لغة رومانسية متميزة وبحجم معتبر من المفردات، بما لا يقل عن 250,000 كلمة. بعض الكلمات هي كلمات مستعارة من اليونانية والكاتالونية والفرنسية والعربية والإسبانية وغيرها من اللغات. يتحدث بالصقلية أيضاً في كالابريا وبوليا، كما لها تأثير كبير على اللغة المالطية. في العصر الحديث، الإيطالية هي لغة التعليم والمدارس ووسائل الإعلام، وخاصة في بعض المناطق الحضرية، بينما اللغة الصقلية هي لغة ثانوية بين الكثير من الشباب.

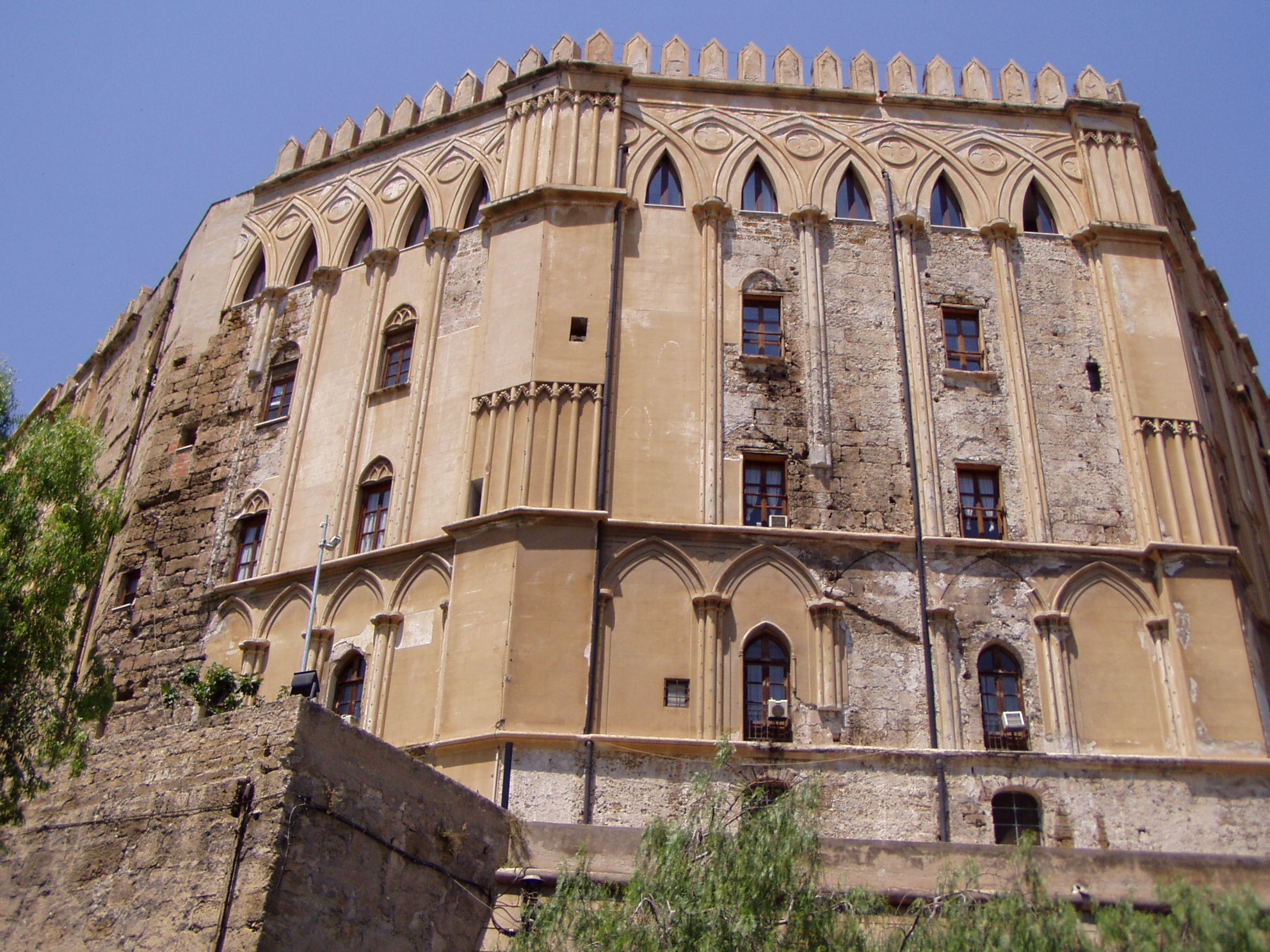
أحد الأماكن التي استضافت ماغنا كوريا

كانت اللغة الصقلية ذات تأثير مبكر في وضع معايير للغة الإيطالية، على الرغم من أن استخدامها اقتصر على النخبة الفكرية. نشأت هذه اللغة الأدبية في صقلية تحت رعاية فريدريك الثاني وحاشيته من الموثقين، أو ماجنا كوريا، والتي ترأسها جياكومو دا لينتيني، والذي أنشأ أيضاً المدرسة الصقلية، التي استوحيت من الأدب الشعري المتجول. تم استيعاب تراثها اللغوي والشعري لاحقاً في الفلورنسية من قبل دانتي أليغييري، والد الإيطالية الحديثة والذي في دي فولغاري إيلوكينشيا ادعى «في الواقع يبدو أن هذه العامية تستحق الثناء أكثر من غيرها، لأن كل الشعر الإيطالي المكتوب يمكن أن يقال عنه صقلي». ظهرت أولى السونيت بهذه اللغة والتي يعزى ابتكارها إلى جياكومو دا لينتيني.
هناك أيضاً العديد من اللغات غير الرسمية والأقل شيوعاً في الجزيرة. في خمس قرى تحيط بباليرمو، تتحدث لهجة أربيريشي من اللغة الألبانية وتتحدث هناك منذ قدوم موجة من اللاجئين في القرن الخامس عشر. هؤلاء الناس هم في الغالب من الكاثوليك البيزنطيين وينشدون باليونانية في القداس البيزنطي المحلي. كما تحمل اللغة أيضاً القواعد النحوية من القرن الخامس عشر. في بعض الحالات، شجعت الكنيسة نفسها الألبان باستيطان الأراضي الرهبانية السابقة ولا سيما في صقلية الغربية. وفي حالات أخرى رحب الإقطاعيون بالمقيمين الجدد. تمتلك ميسينا وباليرمو أكبر المجتمعات الحضرية الألبانية في صقلية. من المدن الصقلية التي تأسست أو استوطنها الألبان بيانا ديليي ألبانيزي وسانتا كريستينا جيلا وميتسويوسو وكونتيسا إنتيلينا وبالاتسو أدريانو وسانت أنجيلو موكسارو وبرونتي وبيانكافيلا وسان ميشيلي في غانزاريا. هناك أيضا العديد من البلدات إينيزي حيث تتحدث لهجات من اللغة اللومباردية والتي تعود للأسرة الغالو إيطاليقية. جزء كبير من هاتين الفئتين من الناس يتحدث بثلاث لغات حيث يتحدثون أيضاً الإيطالية والصقلية.

### الدين

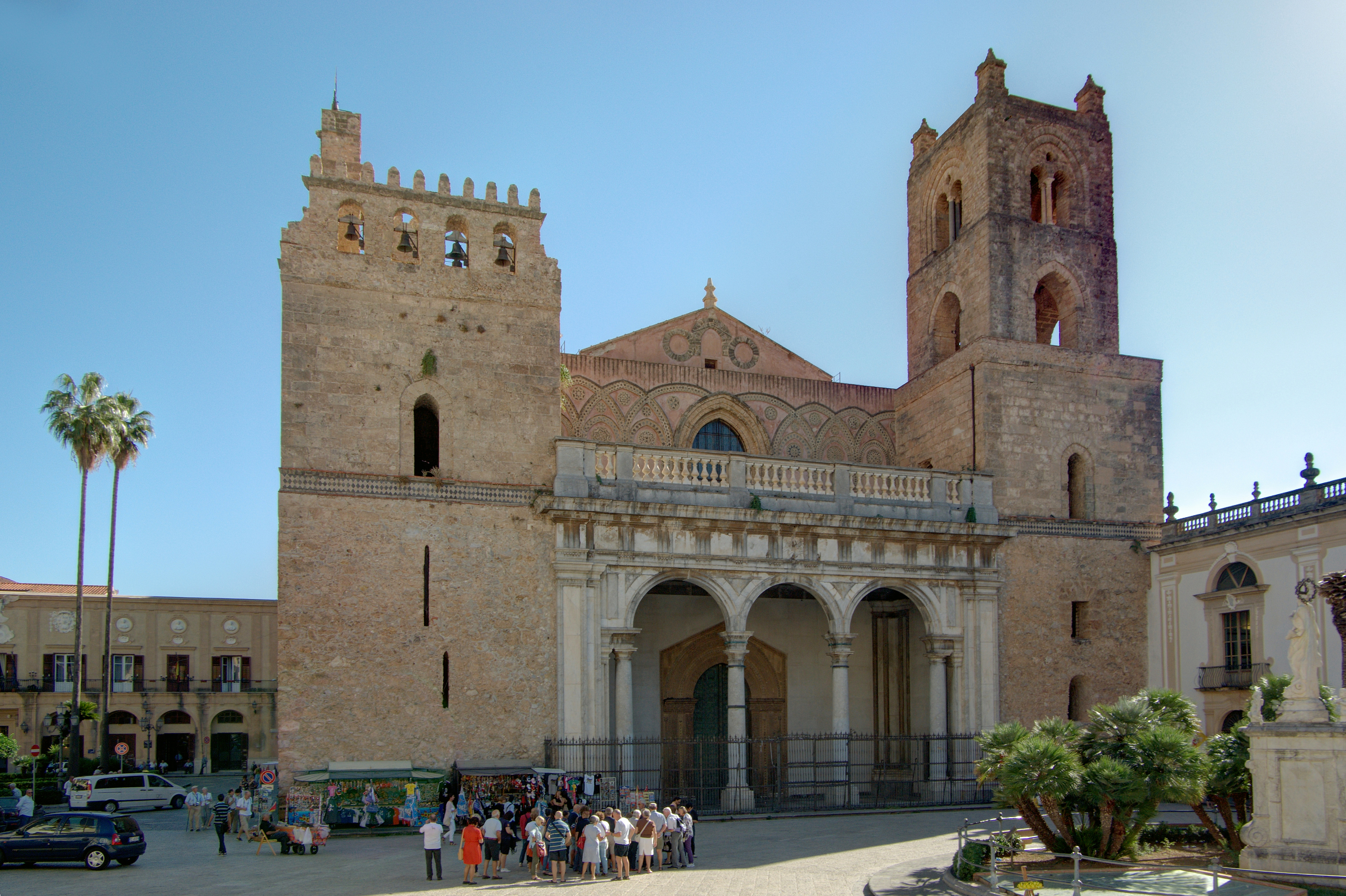
كاتدرائية مونريالي في صقلية

مثلما هو الحال في معظم الأراضي الإيطالية فإن المسيحية الكاثوليكية هي الدين الأكثر انتشاراً في صقلية، حيث لا تزال الكنيسة تلعب دوراً هاماً في حياة معظم الصقليين. لا يزال الصقليون يحضرون الكنيسة أسبوعياً أو على الأقل لإقامة المهرجانات الدينية والزواج. مع ذلك، هناك (أو بالأصح كان هناك) وجود واسع لليهود في صقلية. يعود الوجود اليهودي في المنطقة إلى ما لا يقل عن 1400 سنة، ومن الممكن لأكثر من 2000 سنة. بعض العلماء يعتقدون أن اليهود الصقليين هم من أسلاف اليهود الأشكناز. مع ذلك، تلاشت الجالية اليهودية بعدما طردوا من الجزيرة في عام 1492. حكم المسلمين صقلية أيضاً، وكان الدين الإسلامي أيضاً ذا حضور قوي لفترة معينة من الزمن. اليوم، وبسبب بعض الهجرات من أفريقيا وشرق أوروبا إلى الجزيرة هناك أيضاً العديد من الأقليات الدينية الأخرى القليلة، مثل الإسلام واليهودية وشهود يهوه والسيخية والأرثوذكسية الشرقية. هناك أيضاً عدد لا بأس به من منتسبي الكنيسة الإنجيلية في الجزيرة.

### المطبخ

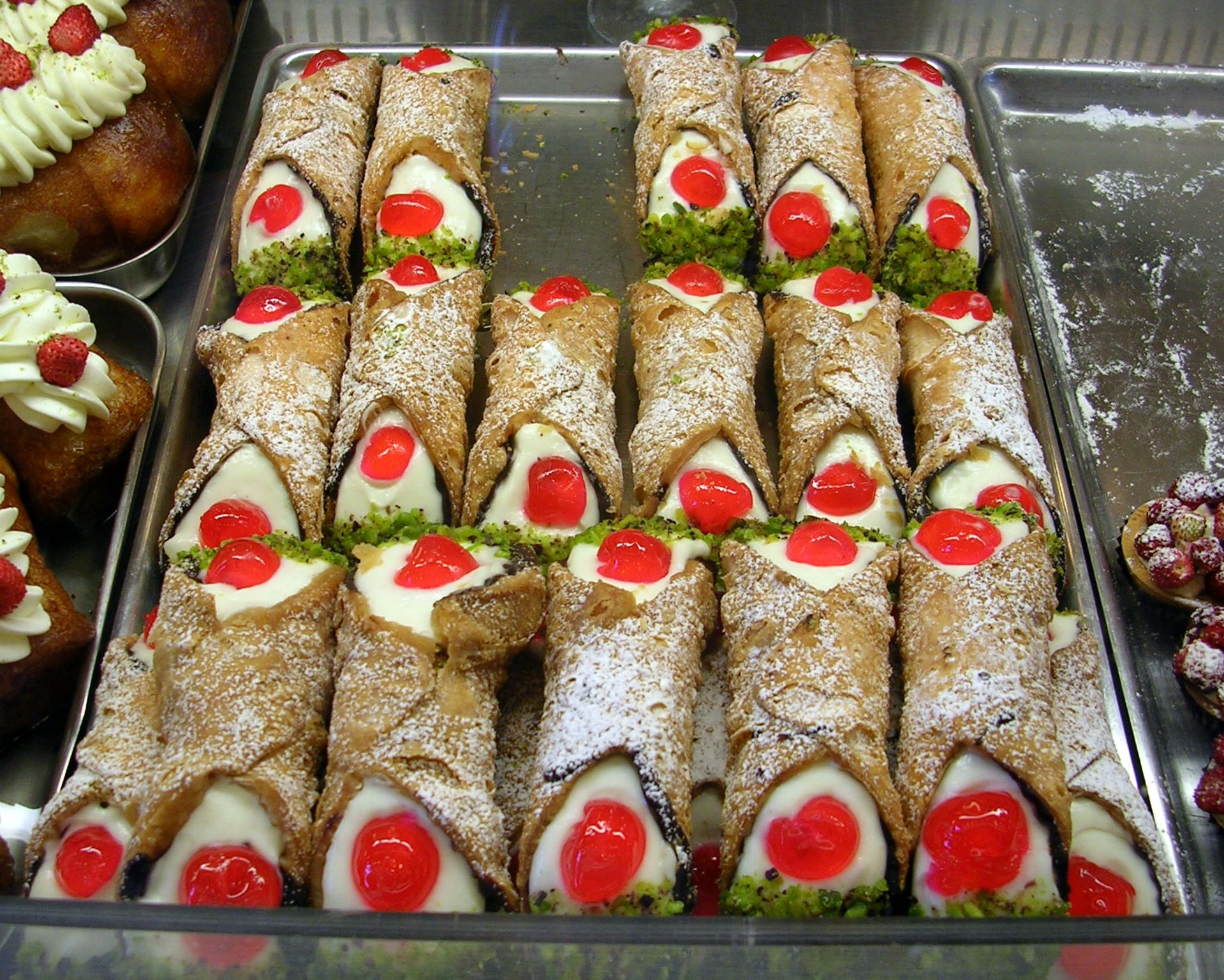
كانولي وهي من أشهر المعجنات الصقلية

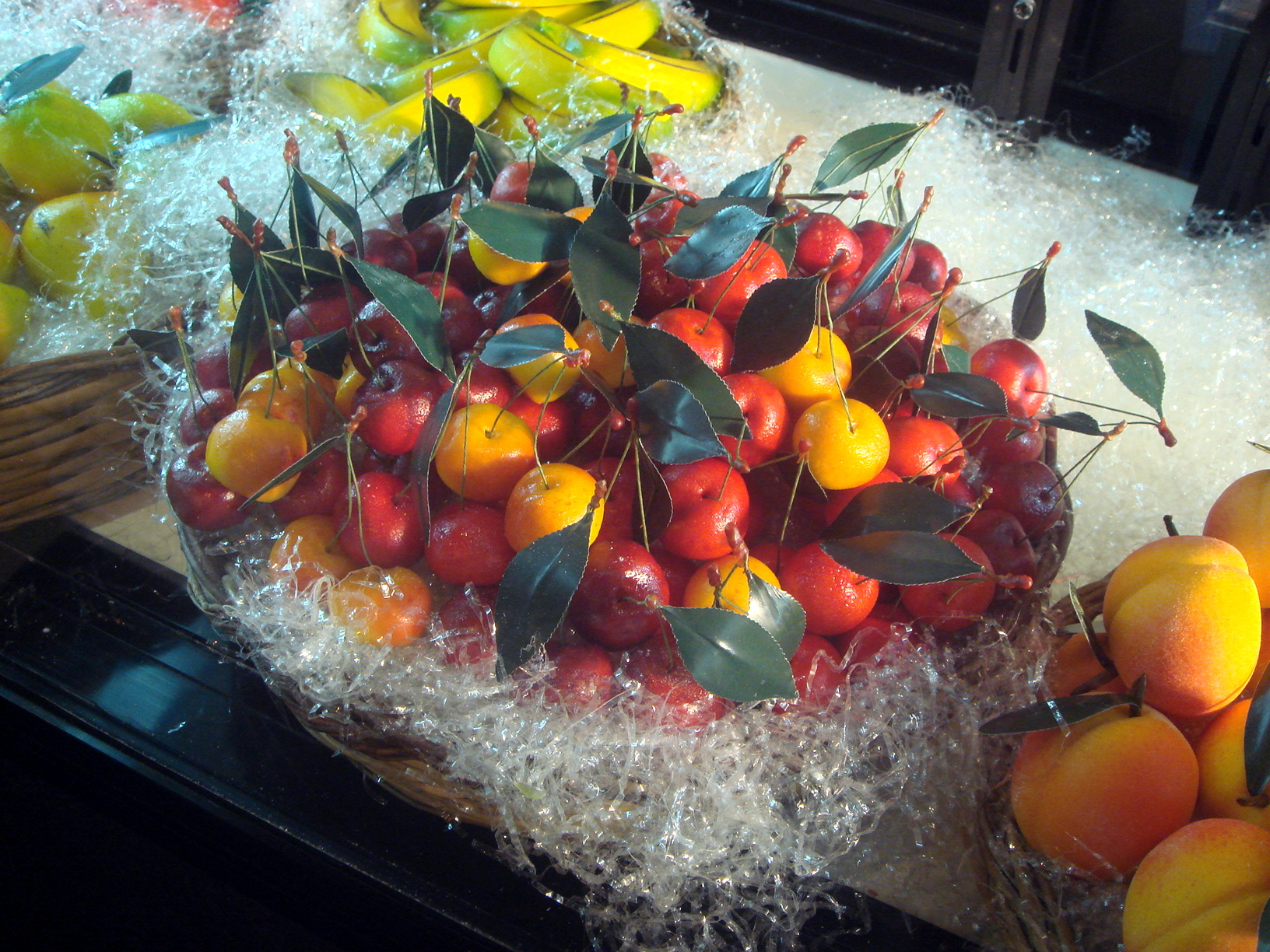
مارزيبان صقلية

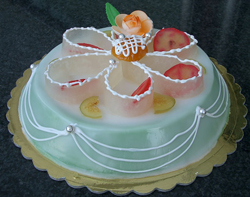
كاساتا صقلية

تمتلك الجزيرة تاريخاً طويلاً في إنتاج مجموعة متنوعة من المأكولات والنبيذ، إلى حد أن صقلية تلقب أحياناً باسم مطبخ الرب لذاك السبب. يمتلك كل جزء من صقلية أمراً خاصاً به فعلى سبيل المثال الكاساتا الحقيقية موجودة فقط في باليرمو، رغم أنها تصنع في كامل صقلية، ونفس الشيء لغرانيتا فهي اختصاص كاتانيا. عادة ما تكون المكونات غنية في المذاق وفي متناول عامة الناس. ينظر إلى الأطباق الصقلية على أنها صحية حيث تحتوي الخضار والفواكه الطازجة مثل الطماطم والخرشوف والزيتون (بما في ذلك زيت الزيتون) والحمضيات والمشمش والباذنجان والبصل والفول والزبيب إلى جانب المأكولات البحرية المصطادة حديثاً من المناطق الساحلية المحيطة بها بما في ذلك التونة والشبوط وذئب البحر والحبار وسمك أبو سيف والسردين وغيرها.
لعل الجزء الأكثر شهرة في المطبخ الصقلي هو أطباق الحلويات بما في ذلك المثلجات والمعجنات. الكانولي هي عبارة عن لفافة بشكل أسطواني من عجين مقلي محشوة بحشوة حلوة تحتوي عادة جبن ريكوتا، وهي من أشهر المأكولات الصقلية. من أشهر الحلويات الصقلية: بيانكومانجياري وبيسكوتي إنيسي (بسكويت أصله إنا) وبراكيلاتي (دونات صقلي) وبوشيلاتو وشياردونا وبنيولي وبروتشيلاتي وكعك السمسم (وهي حلوى مع بذور السمسم واللوز تعرف باسم توروني في إيطاليا) ومنها كوبايتا وفروتا مارتورانا وكاساتا وبنيولاتا وغرانيتا وكوكيا.
تلعب الباستا دوراً هاماً في المطبخ الصقلي مثلها في ذلك بقية مناطق جنوب إيطاليا وكذلك الأرز ومثاله أرانشيني. يستخدم المطبخ الصقلي العديد من أنواع الجبن ومنها ما هو صقلي المولد يصنع من حليب البقر والغنم مثل كاتشوكافالو وبيكورينو. من التوابل المستخدمة الزعفران وجوزة الطيب والقرنفل والفلفل والقرفة والتي أدخلها المسلمين إلى الجزيرة. يستخدم البقدونس بكثرة في العديد من الأطباق. على الرغم من أن المطبخ الصقلي يرتبط عادة مع المأكولات البحرية فإن أطباق اللحوم بما في ذلك الإوز والضأن والماعز والأرانب والديك الرومي موجودة أيضاً في الجزيرة. كان النورمان والسوابيون أول من أدخل الولع بأطباق اللحوم إلى الجزيرة. تنتج الجزيرة بعض أصناف نبيذ العنب والتي تعتبر فريدة من نوعها وخاصة بالجزيرة، مثل تلك المصنوعة في نيرو دافولا بالقرب من بلدة نوتو الباروكية.

### الرياضة

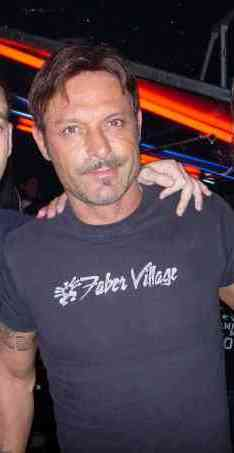
سالفاتوري سكيلاتشي.

أكثر الرياضات شعبية في الجزيرة هي كرة القدم التي أدخلها الإنكليز في أواخر العقد الأول من القرن التاسع عشر. بعض أقدم أندية كرة القدم في إيطاليا صقلية وأكثرها نجاحاً باليرمو وميسينا وكاتانيا، والذين في مرحلة من المراحل لعبوا جميعاً في دوري الدرجة الأولى الإيطالي. لم يفز أي ناد صقلي حتى الآن بدوري الدرجة الأولى الإيطالي، رغم ذلك كرة القدم مرتبطة بثقافة الجزيرة المحلية، حيث تمتلك كل قرية في صقلية فريقها الخاص.
يوجد تنافس خاص بين فريقي باليرمو وكاتانيا حيث يعتبرا طرفي دربي صقلية. حتى الآن فريق باليرمو هو الوحيد الذي نجح في الوصول إلى المسابقات الأوروبية في كأس الاتحاد الأوروبي. أشهر اللاعبين الصقليين سالفاتوري سكيلاتشي فاز بالحذاء الذهبي في كأس العالم 1990 لكرة القدم مع فريق إيطاليا. من اللاعبين المشاهير الآخرين جوزيبي فورينو وبييترو أناستازي وفرانشيسكو كوكو وكريستيان ريجانو وروبرتو غاليا. كما برز بعض المدربين مثل كارميلو دي بيلا وفرانشيسكو سكوليو.
على الرغم من أن كرة القدم هي الرياضة الأكثر شعبية حتى الآن في صقلية، فإن الجزيرة تشارك في المجالات الأخرى. ينافس أماتوري كاتانيا في الدوري الوطني لاتحاد الركبي المعروف باسم سوبر 10. شاركوا على المستوى الأوروبي في بطولة كأس التحدي الأوروبي. أما في كرة السلة فشارك أورلاندينا باسكيت في دوري الدرجة الأولى الإيطالي وهم من كابو دورلاندو في مقاطعة مسينة حيث تتمتع هذه الرياضة بشعبية. من غيرها من الألعاب الرياضية الكرة الطائرة وكرة اليد وكرة الماء. في السابق، في سباقات السيارات، جرى سباق تارغا فلوريو للسيارات الرياضية في جبال مادوني حيث بداية السباق ونهايته في شيردا. بدأ هذا الحدث في عام 1906 عن طريق الصناعي الصقلي وعاشق السيارات فينتشنزو فلوريو واستمر حتى ألغي بدواع تتعلق بالسلامة في عام 1977.

### الفلكلور ونمط الحياة الصقلي
الأسرة هي صميم الثقافة الصقلية كما كانت دائماً على مدى الأجيال. يعيش أفراد الأسرة في كثير من الأحيان قرب بعضهم البعض وأحياناً في نفس المجمع السكني. يقطن عادة الأبناء والبنات مع الوالدين حتى الزواج والذي يميل إلى التأخر حالياً مقارنة بما كان عليه سابقاً. أزواج اليوم ينجبون عدداً أقل من الأطفال من ذي قبل، ولكن الرضع والأطفال يتمتعون بالكثير من التبجيل في الثقافة الصقلية ودائماً تقريباً ما يرافقون آبائهم إلى المناسبات الاجتماعية.

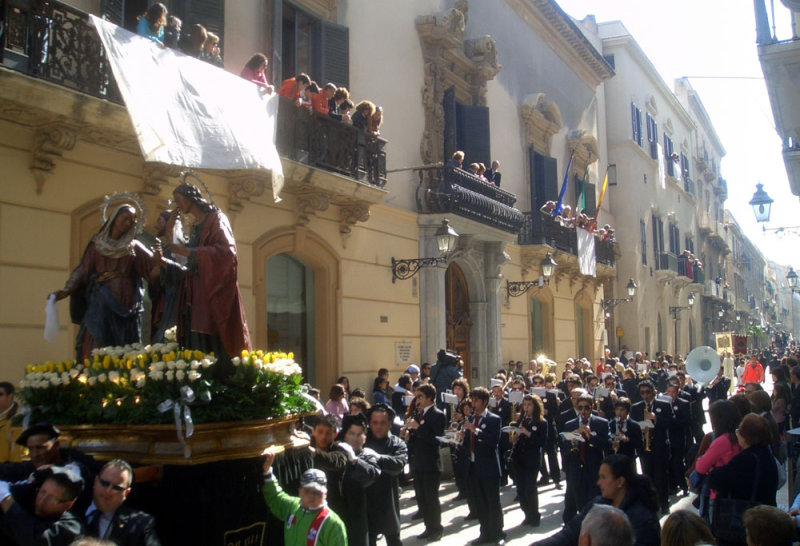
احتفال ديني في تراباني.

حفلات الزفاف الصقلية فخمة ومكلفة وتقليدية وتجري عادة في الكنيسة. الكنيسة الكاثوليكية لاعب أساسي مهم في الحياة الصقلية. تقلد تقريباً جميع الأماكن العامة بالصلبان على جدرانها وتحتوي معظم المنازل الصقلية على صور القديسين وتماثيل وقطع أثرية أخرى. تمتلك كل بلدة ومدينة شفيعها القديس الخاص، وخلال أيام العيد تزين المواكب الشوارع وتعرض الألعاب النارية.
تضم المهرجانات الصقلية الدينية أيضاً بريسيبي فيفنتي (مشهد ميلاد المسيح) والذي يجري في وقت عيد الميلاد. الجمع بين الدين والتراث الشعبي بشكل حاذق في قرية صقلية من القرن التاسع عشر تشهد مشهد ميلاد المسيح حيث يرتدي الناس من جميع الأعمار أزياء من تلك الفترة وينتحل البعض العائلة المقدسة بينما غيرهم يتخذون دور العاملين والحرفيين. تنتهي عادة بعيد الغطاس مع وصول المجوس على ظهور الخيل.
يلعب التقليد الشفوي دوراً كبيراً في الفولكلور الصقلي. تم تناقل قصص كثيرة من جيل إلى جيل تضم شخصية تدعى «جيوفا». تتضمن نوادر هذه الشخصية ملامح الثقافة الصقلية وكذلك تنقل رسائل أخلاقية.
يتمتع الصقليون أيضاً بالمهرجانات في الهواء الطلق والتي تعقد في الساحة المحلية والتي تجري فيها الحفلات الموسيقية الحية والرقص على خشبة المسرح، والمعارض الغذائية أو ساغري حيث تقام في أكشاك تحيط بالساحة. تقدم هذه الأكشاك تخصصات محلية مختلفة وكذلك المواد الغذائية النموذجية الصقلية. عادة ما تنتهي هذه المناسبات بالألعاب النارية. من أشهر الساغرا هو ساغرا ديل كارشيوفو أو مهرجان الخرشوف الذي يقام سنوياً في راماكا في أبريل. الكرنفالات الصقلية الشهيرة تجري في أتشيريالي ومستربيانكو وريغالبوتو وباترنو وشاكا وترميني إيميرسي.

### الرموز المحلية
هناك العديد من الرموز الثقافية والإقليمية في صقلية بما في ذلك الأعلام والعربات والمشاهد والمعالم الجغرافية.

#### العلم

علم صقلية

ينظر إلى علم صقلية على أنه رمز إقليمي. اعتمد لأول مرة في 1282 بعد صلاة الغروب الصقلية في باليرمو. يتميز بوجود تريناكريا في منتصفه ورأس ميدوسا المجنح وثلاثة آذان قمح. يفترض بالأرجل الثلاثة أن تمثل النقاط الثلاث لجزيرة صقلية نفسها.
بينما تمثل ألوان العلم مدينتي باليرمو وكورليوني والتي كانت حينها مدينة زراعية شهيرة. كانت مدينتا باليرمو وكورليوني أول مدينتين تأسسان اتحاد ضد الحكم الأنجيفيني. أصبح هذا العلم في النهاية العلم الرسمي لمنطقة الحكم الذاتي الصقلية في يناير 2000 بعد صدور قانون يدعو إلى استخدامه في المباني العامة والمدارس وقاعات المدينة وجميع الأماكن الأخرى التي يتم فيها تمثيل صقلية.

#### تريناكريا
التريناكريا مألوفة كرمز قديم للمنطقة حيث توجد أيضاً على القطع النقدية اليونانية من سيراكيوز مثل العملات المعدنية التي تحمل صورة أغاثقلس (317-289 ق.م). في صقلية، كانت قبائل سيكاني أولى الشعوب التي تستوطن الجزيرة ذكراً في التاريخ (باليونانية: Sikanoi أو سيكانوي) والسيكوليين (باليونانية: Sikeloi أو سيكولوي) التي أعطت صقلية اسمها الحالي. تم إحياء تريسكليون كشعار كلاسيكي حديث - غير بوربوني - لمملكة نابليون الجديدة مملكة الصقليتين عبر يواكيم مورات عام 1808. استخدم اسم «تريناكريا» في مملكة صقلية بعد 1302 (و التي تعادلها كلمة مثلث).
يعود الرمز إلى صقلية عندما كانت جزءاً من ماجنا غراسيا حيث بسط الاستعمار اليوناني نفوذه وراء بحر إيجة. يعزو بلينيوس الأكبر أصل تريسكليون الصقلي إلى الشكل المثلث للجزيرة والتريناكريا القديمة التي تتألف من ثلاثة رؤوس كبيرة متساوية البعد عن بعضها البعض، مشيرة في اتجاه كل منهما إلى بيلوروس وباكينوس وليليبايوم.
تذكر السيقان الثلاثة للتريسكليون في طاولات هيفيستوس ذات الثلاثة أرجل والتي ركضت من تلقاء نفسها كما هو مذكور في الإلياذة.

#### كوبولا

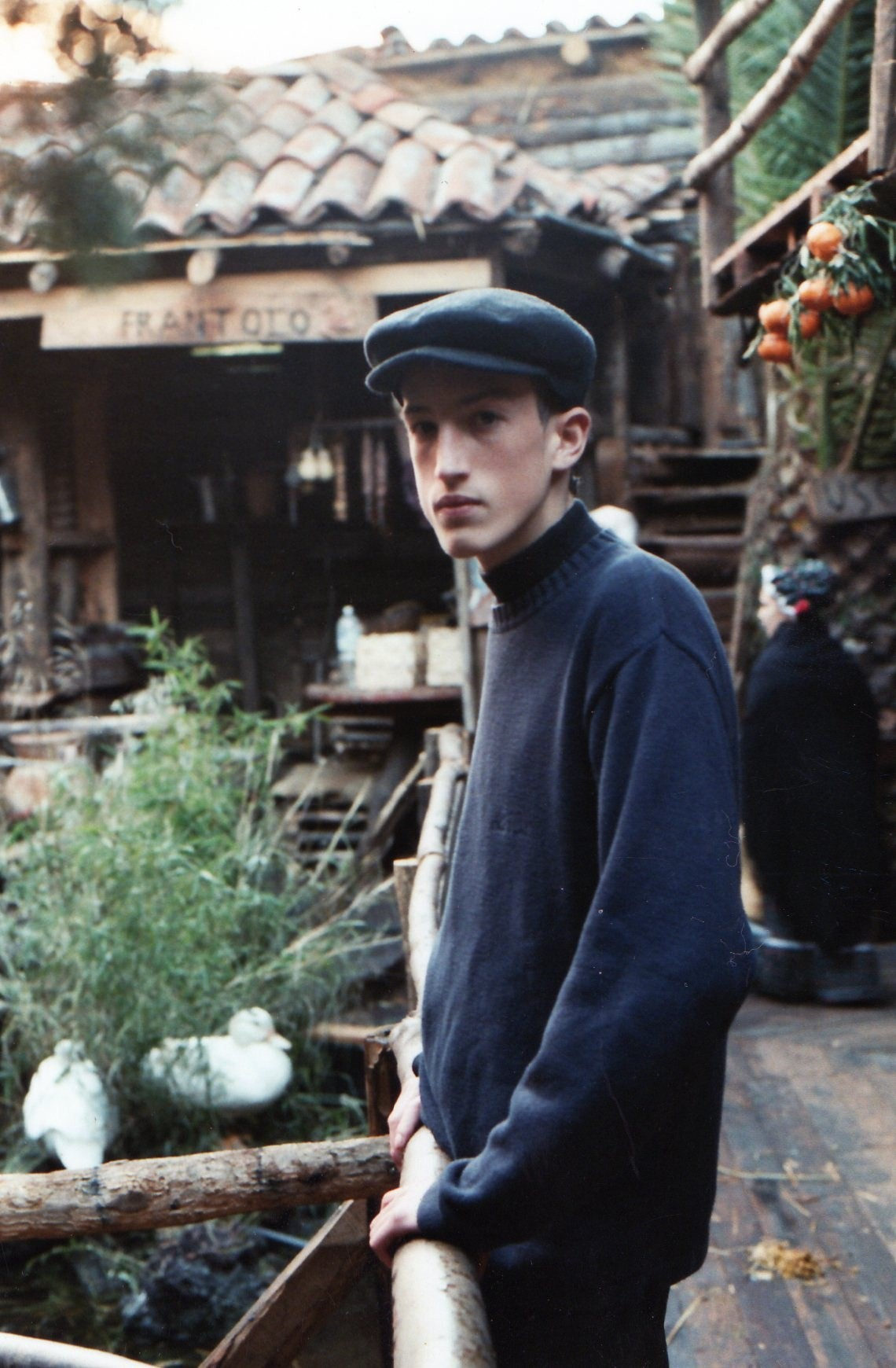
صبي صقلي يرتدي الكوبولا

كوبولا هي نوع تقليدي من القبعات المسطحة في صقلية. بدأ استخدامها من قبل النبلاء الإنجليز في أواخر القرن الثامن عشر، بينما جرى ارتداء كوبولا في صقلية في بدايات القرن العشرين كقبعة قيادة وعادة ما يرتديها سائقو السيارات. تصنع الكوبولا عادة من التويد. اليوم تعتبر الكوبولا وعلى نطاق واسع، على الأقل في إيطاليا رمزاً للتراث الصقلي.

#### العربة
العربة الصقلية المزخرفة يجرها حصان أو حمار وتعود إلى صقلية في أصلها.
صرح نحات الخشب الصقلي جورج بيتراليا بأن الخيول كانت تستخدم في الغالب في المدينة والسهول المنبسطة بينما الحمير والبغال كانت تستخدم أكثر في المناطق الوعرة لجر الأحمال الثقيلة. تمتلك العربة عجلتين وتصنع يدوياً من الخشب مع مكونات معدنية حديد. تستخدم العربات لنقل الأحمال الخفيفة المتنوعة مثل المحصول والخشب والنبيذ والأشخاص وتدعى «كايرتو دل لافورو» (عربة العمل)، وكذلك عربات للمناسبات مثل الأعياد ومواكب حفلات الزفاف وتسمى حينها «كاريتو دي غارا». كاريتو مثل التكسي أو الشاحنة اليوم. في صقلية في العصر الحديث لا يزال التقليد مستمراً في مركبات صغيرة بثلاث عجلات ذات محرك تدعى لابا. غالباً ما تزخرف بالطريقة التقليدية.

#### جبل إتنا

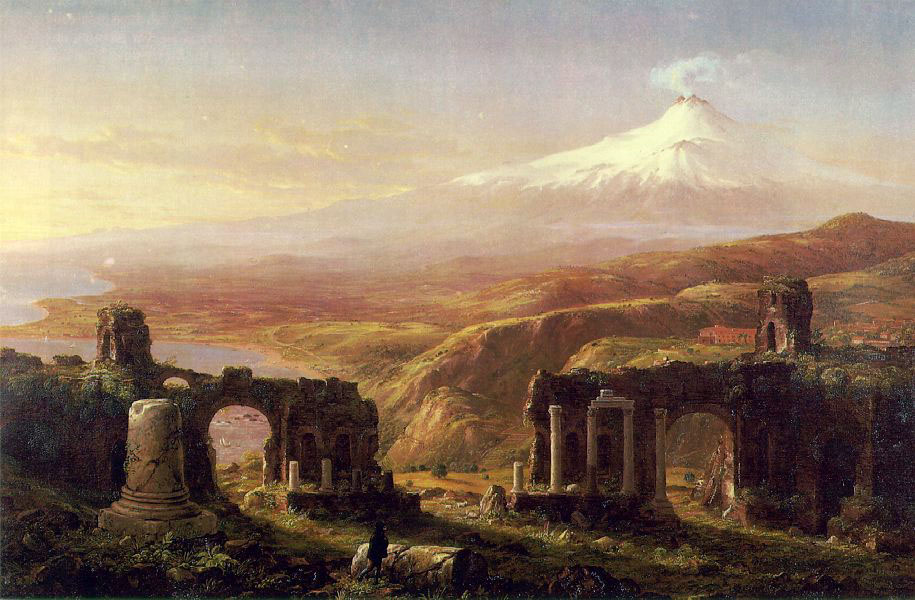
لوحة لجبل إتنا (من تاورمينا) بريشة توماس كول عام 1844.

جبل إتنا يعرف أيضاً باسم مونسيبيدو (الجبل الجميل) باللغة الصقلية ومونجيبللو بالإيطالية (من مونس اللاتينية التي تعني جبل وجبل العربية)، هو بركان طبقي نشط على الساحل الشرقي من صقلية بالقرب من ميسينا وكاتانيا. اسمه العربي جبل النار وهو أكبر بركان نشط في أوروبا ويصل ارتفاعه حالياً إلى 3329 متر، رغم أنه يختلف وفقاً لثوران البركان. يقل الجبل حالياً 21 متراً عن عام 1981. هو أعلى جبل في إيطاليا جنوب جبال الألب. يغطي إتنا مساحة 1190 كم2 مع محيط قاعدة يبلغ 140 كيلومتراً وهذا ما يجعله أضخم البراكين الثلاثة النشطة في إيطاليا. حيث يفوق حجمه جبل فيزوف مرتين ونصف. يتجاوزه فقط جبل تيد في تنريف في كل من المنطقة الأوروبية (على الرغم من أنه جغرافياً تنريف هي جزيرة في أفريقيا). في الأساطير اليونانية، سجن الوحش القاتل تيفون تحت هذا الجبل من قبل زيوس إله السماء. يعتبر جبل إتنا رمزاً ثقافياً وأيقونة صقلية.

#### شجرة كستناء المائة حصان
شجرة كستناء المائة حصان هي أكبر وأقدم شجرة كستناء معروفة في العالم. تقع على طريق لينجواجلوسا في سانت ألفيو، على المنحدر الشرقي من جبل إتنا في صقلية  فقط على بعد 8 كم من فوهة البركان ويعتقد عموماً أن عمرها يتراوح بين 2000 إلى 4000 سنة (4000 وفقا لعالم النبات برونو بيرونيل من تورينو). هي شجرة كستناء حلو أدرجت في موسوعة غينيس للأرقام القياسية كونها «أكبر شجرة من حيث الحجم على الإطلاق» حيث بلغ محيطها 57.9 م عندما تم قياسه في 1780. فوق سطح الأرض، انقسمت الشجرة منذ ذلك الحين ألى جذوع كبيرة متعددة لكنها تشترك بنفس الجذر تحت الأرض.
يعود اسم الشجرة إلى أسطورة أن ملكة أراغون ومائة من فرسانها وفي رحلة إلى جبل إتنا باغتتهم عاصفة رعدية شديدة. ويقال أن كامل المجموعة احتموا تحت الشجرة.

## صور

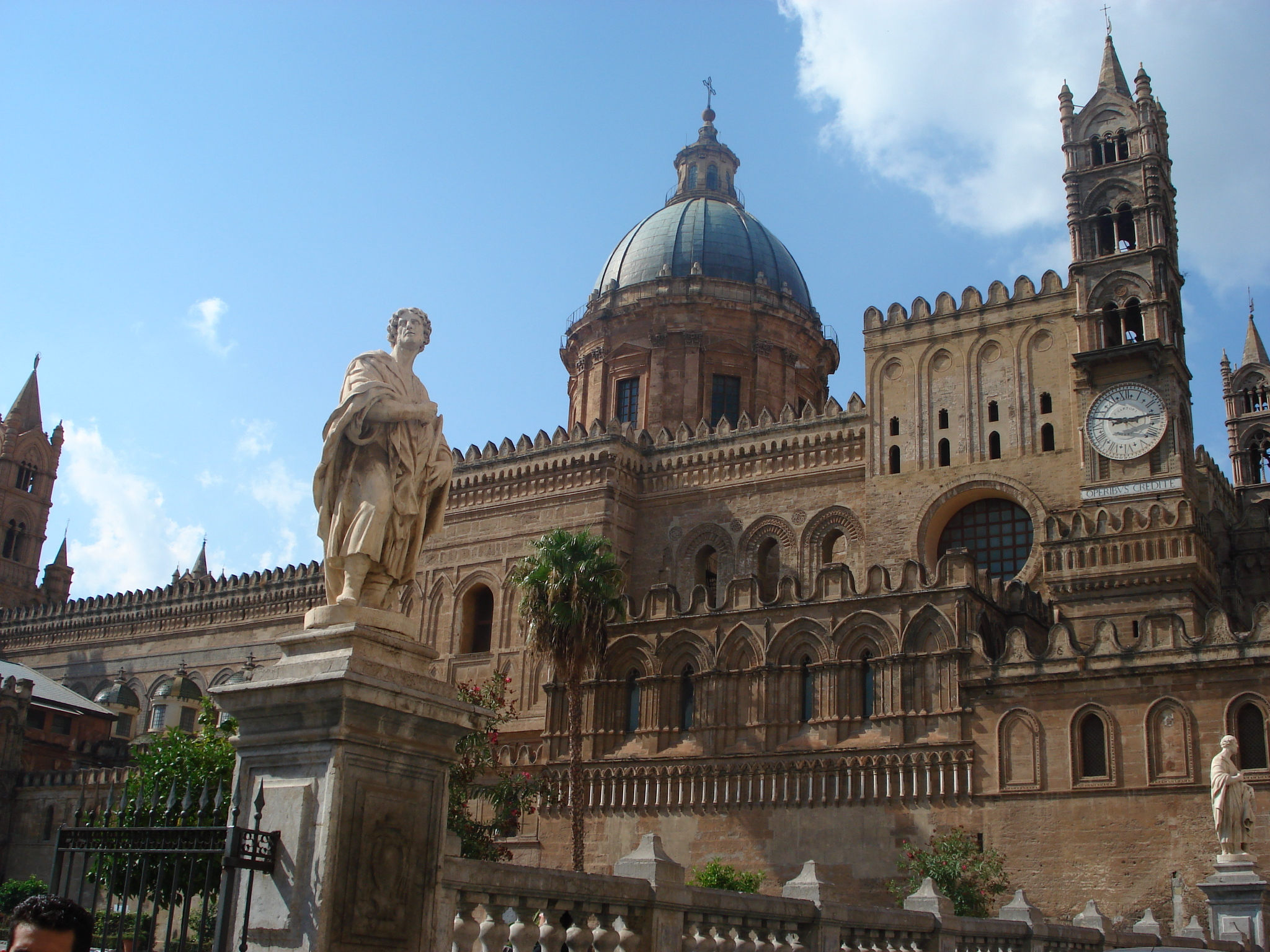
باليرمو
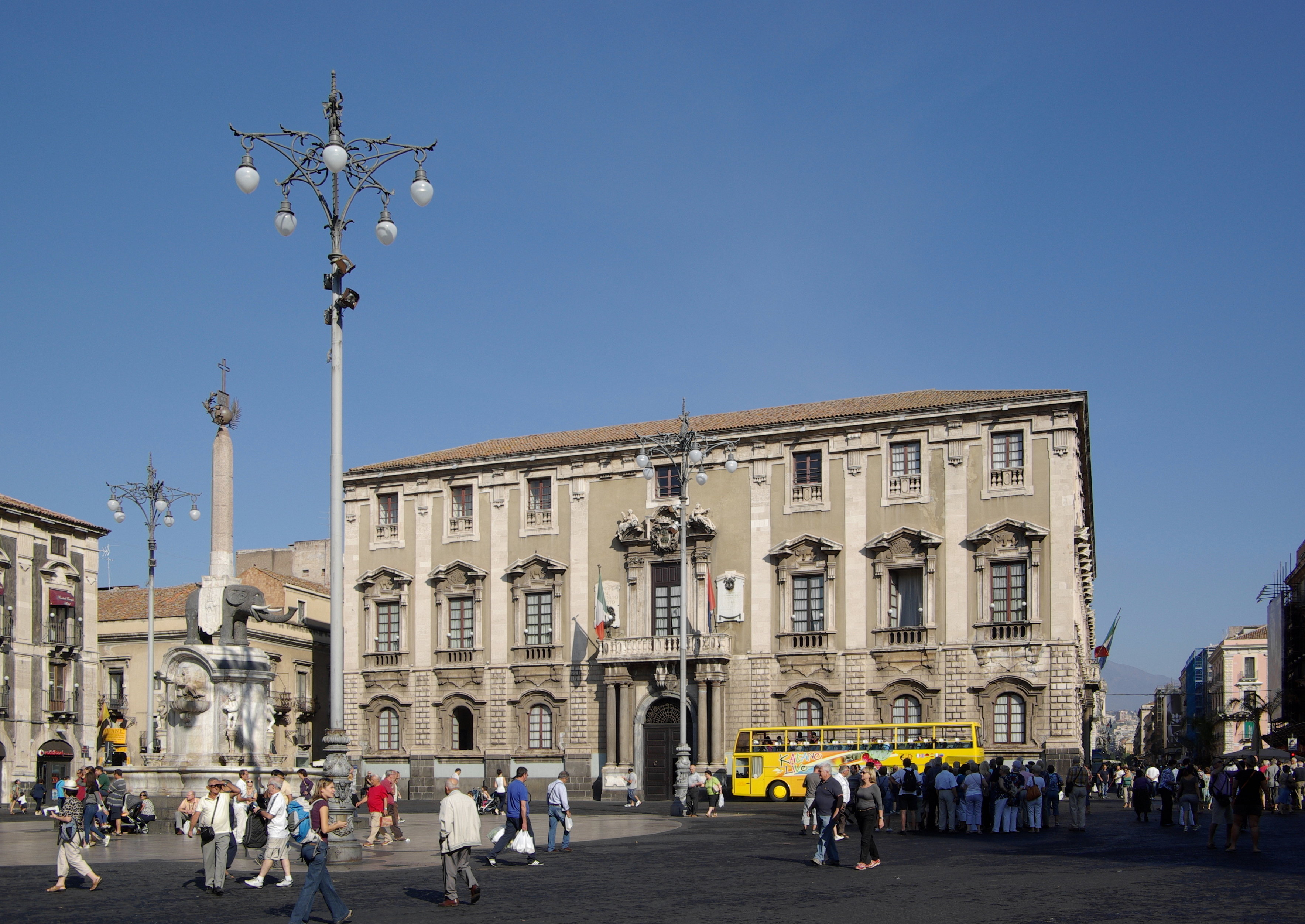
كاتانيا
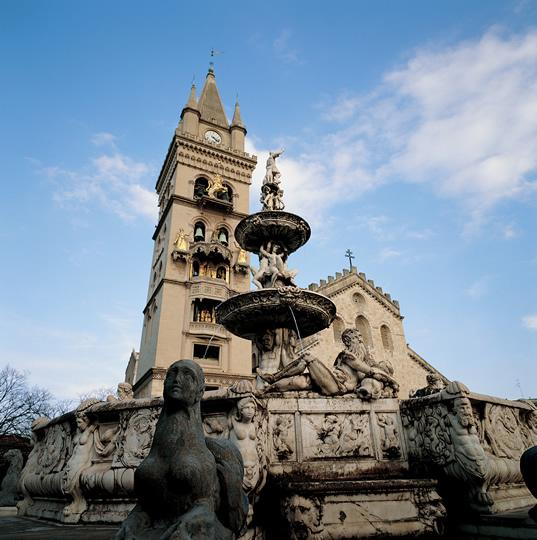
ميسينا
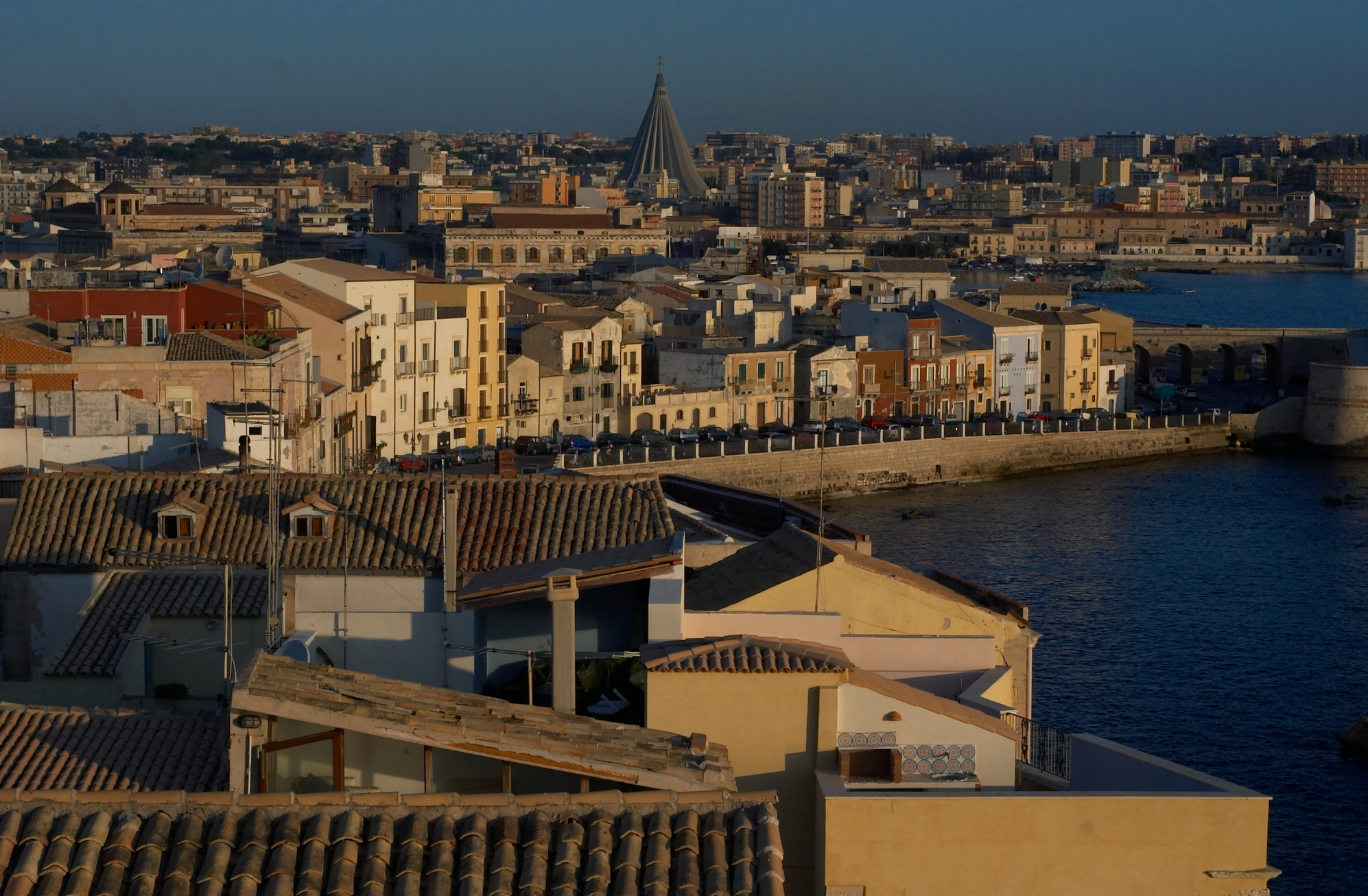
سرقوسة
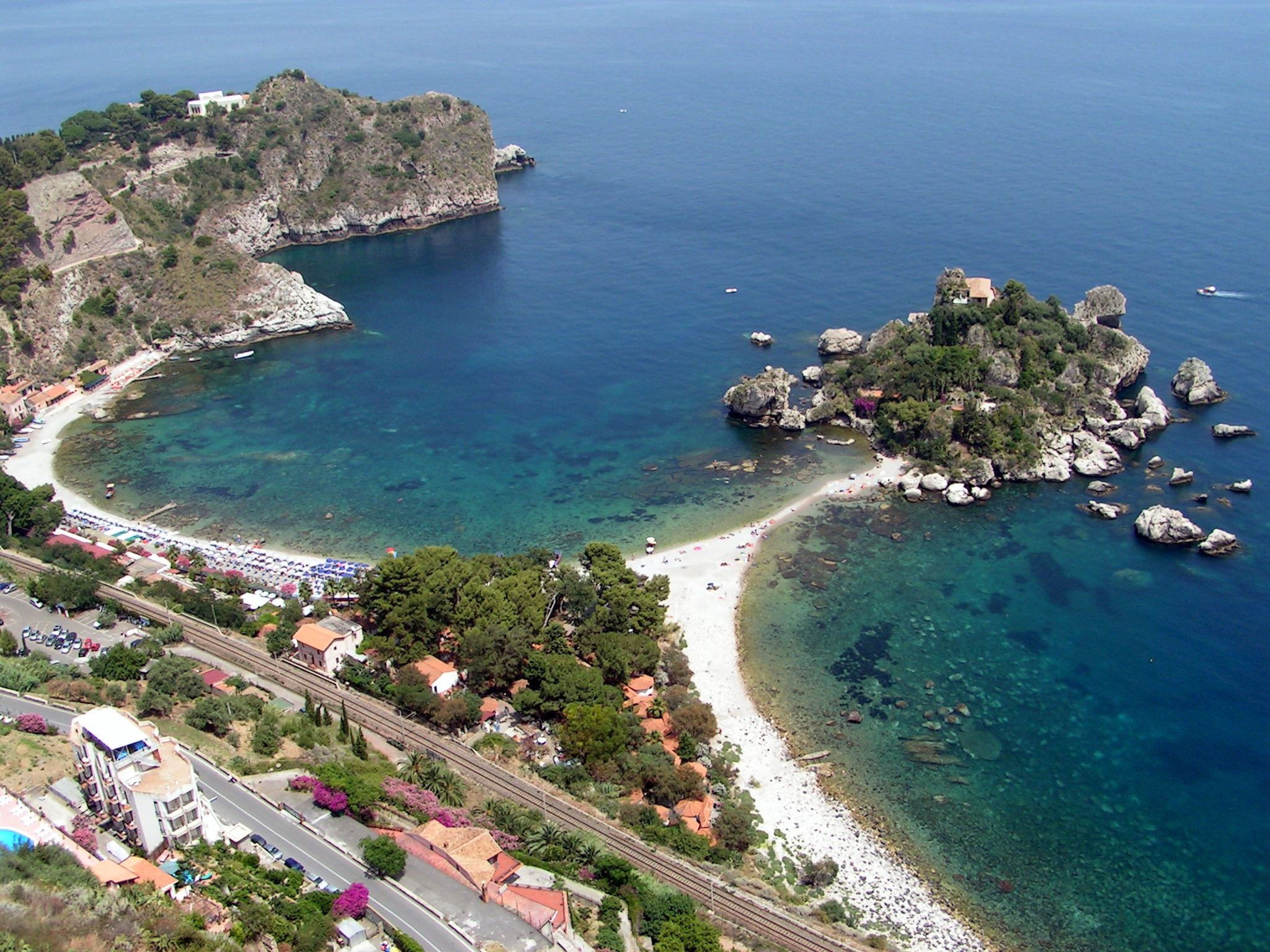
شاطيء تاورمينا Taormina
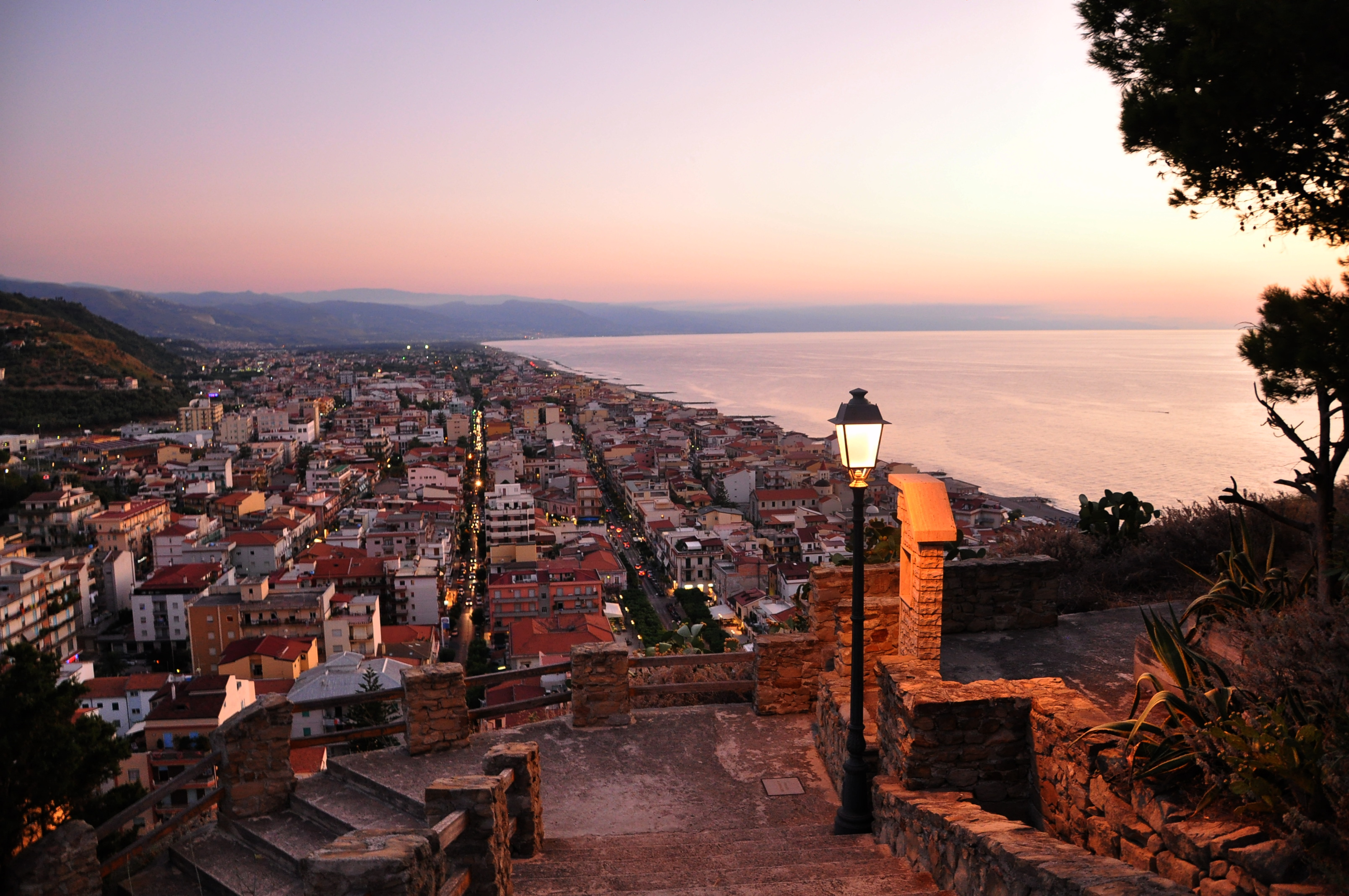
قمة أورلاندو
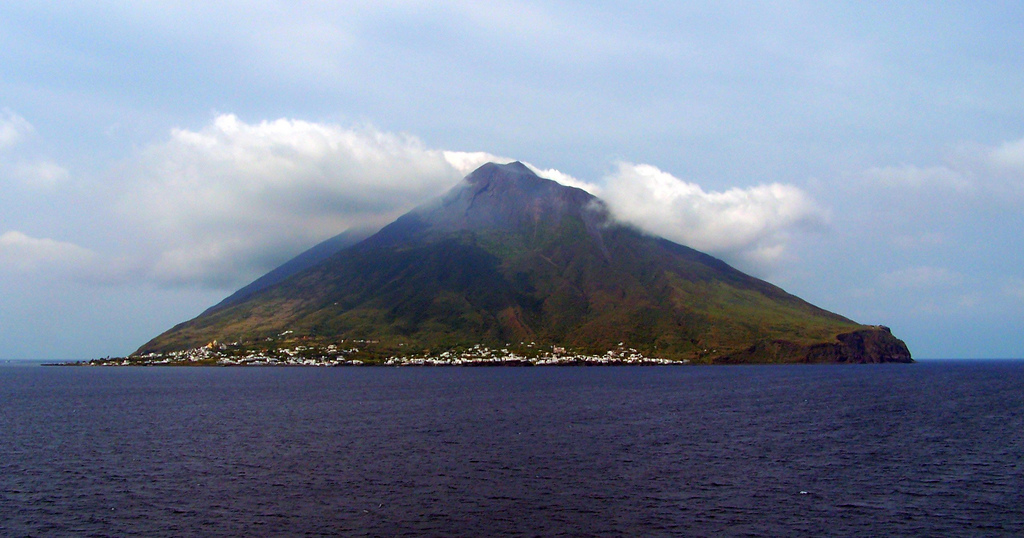
Stromboli
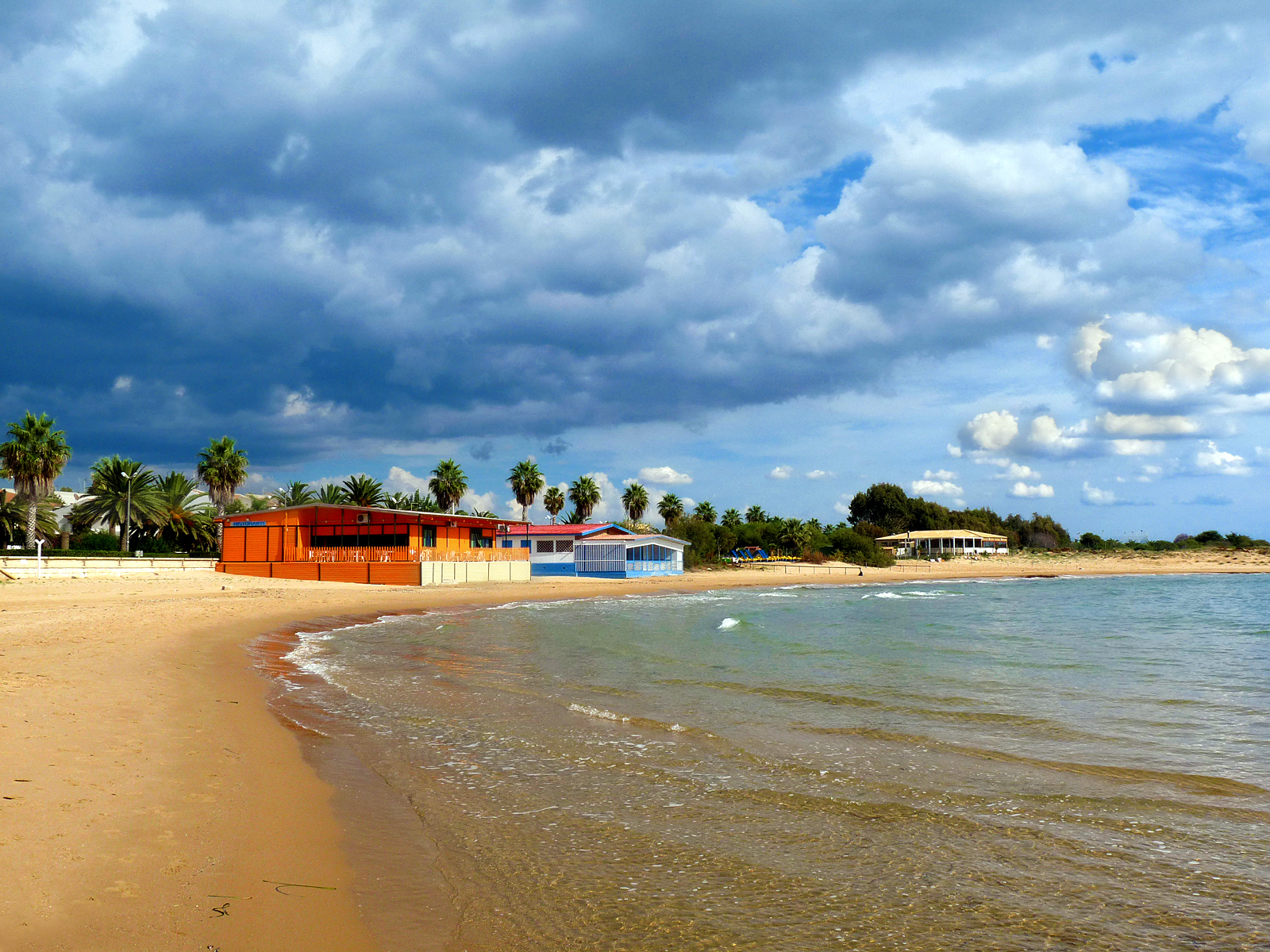
Marina di Ragusa
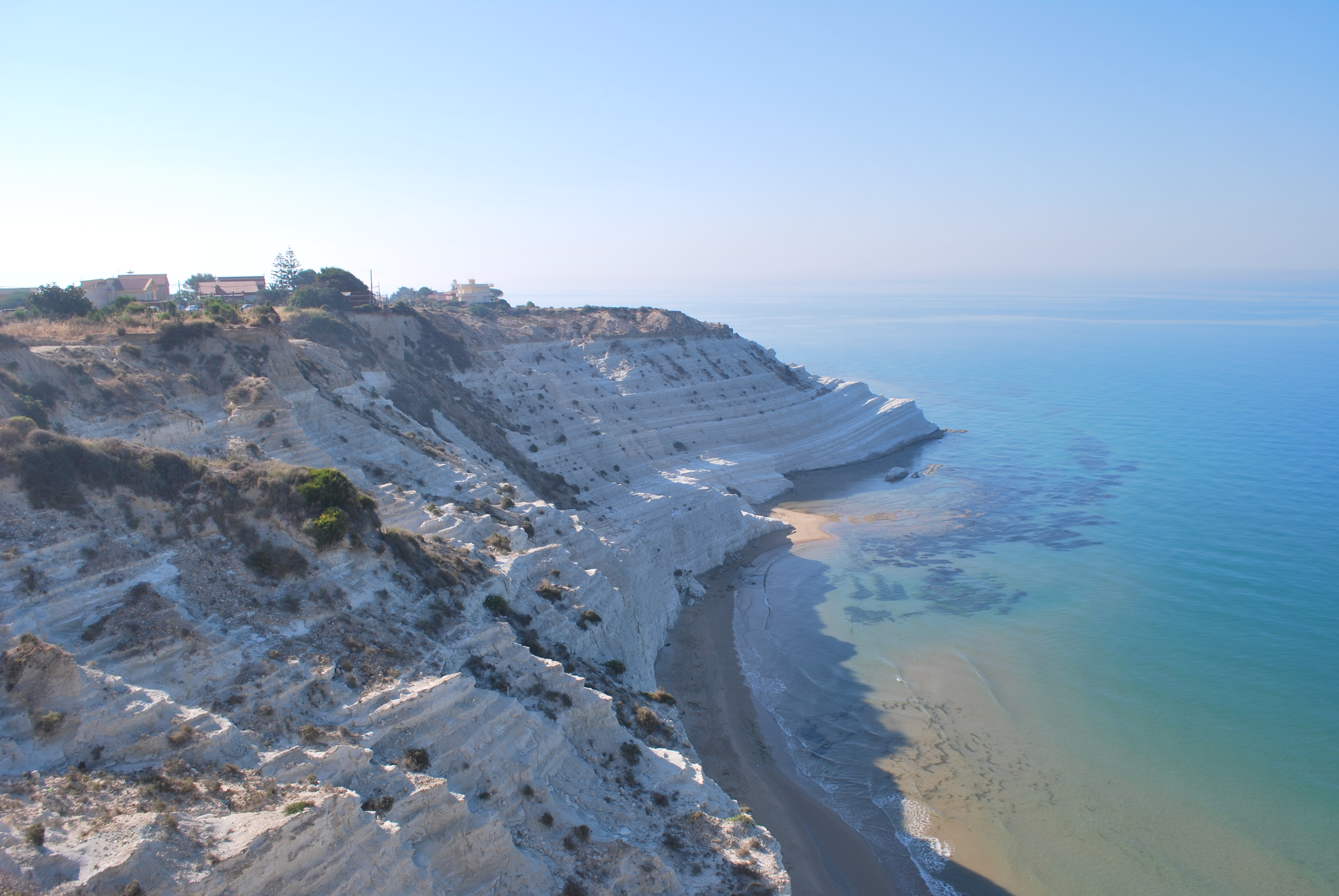
Scala dei Turchi
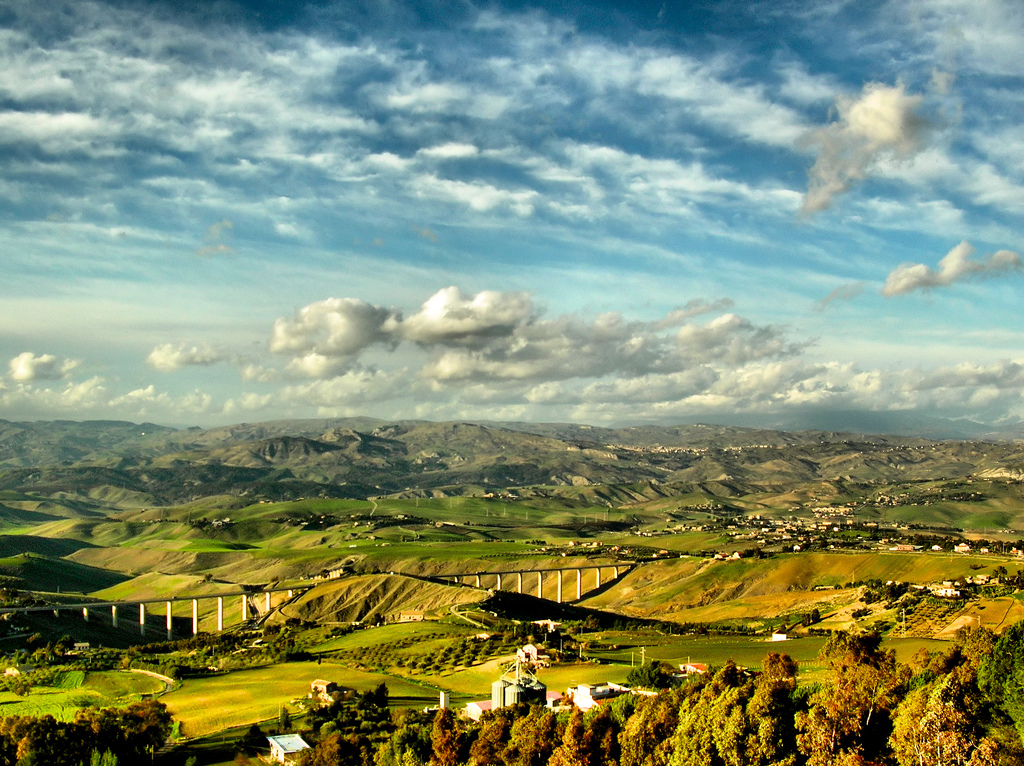
وسط صقلية عند Caltanissetta
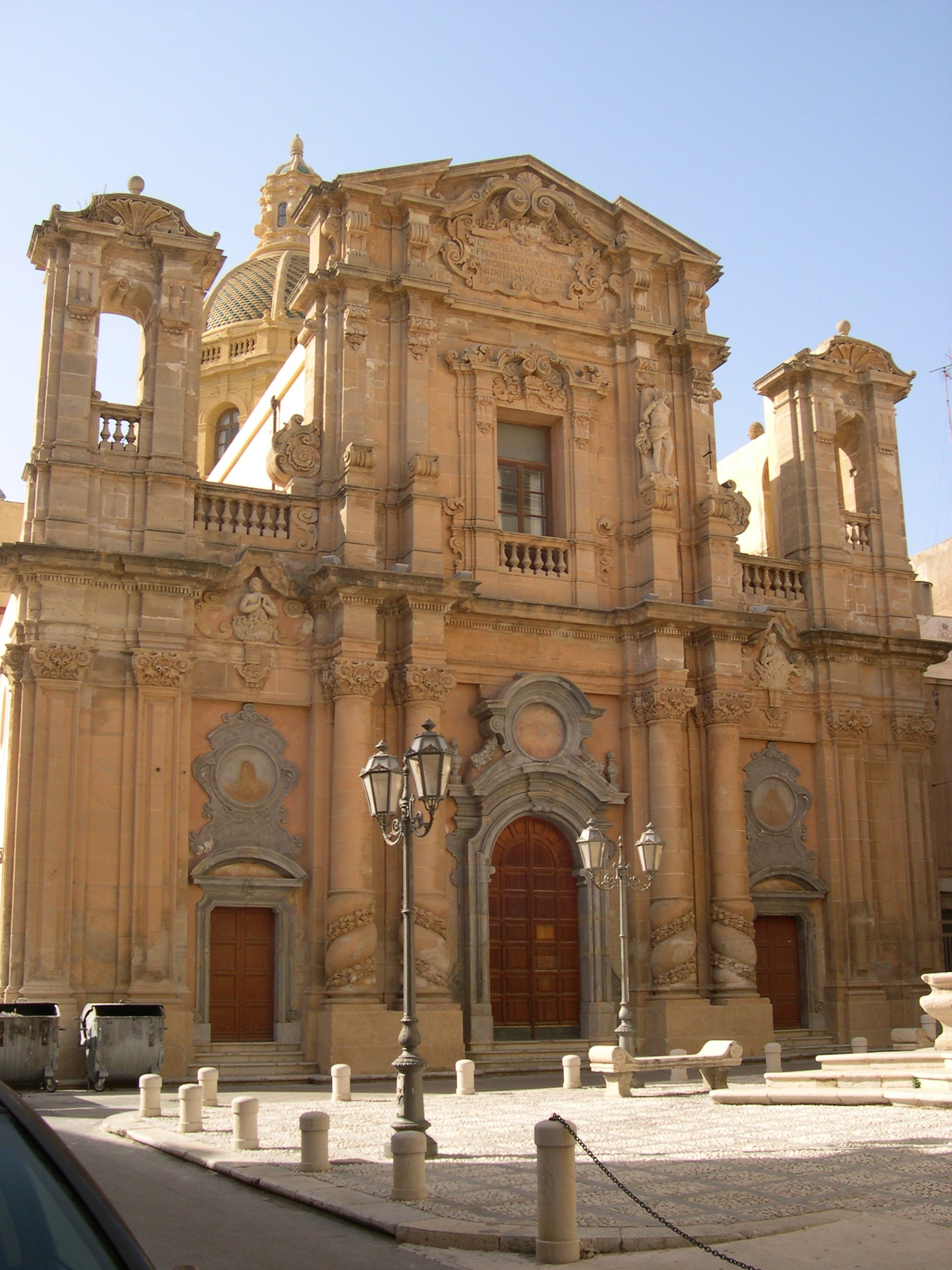
مارسالا
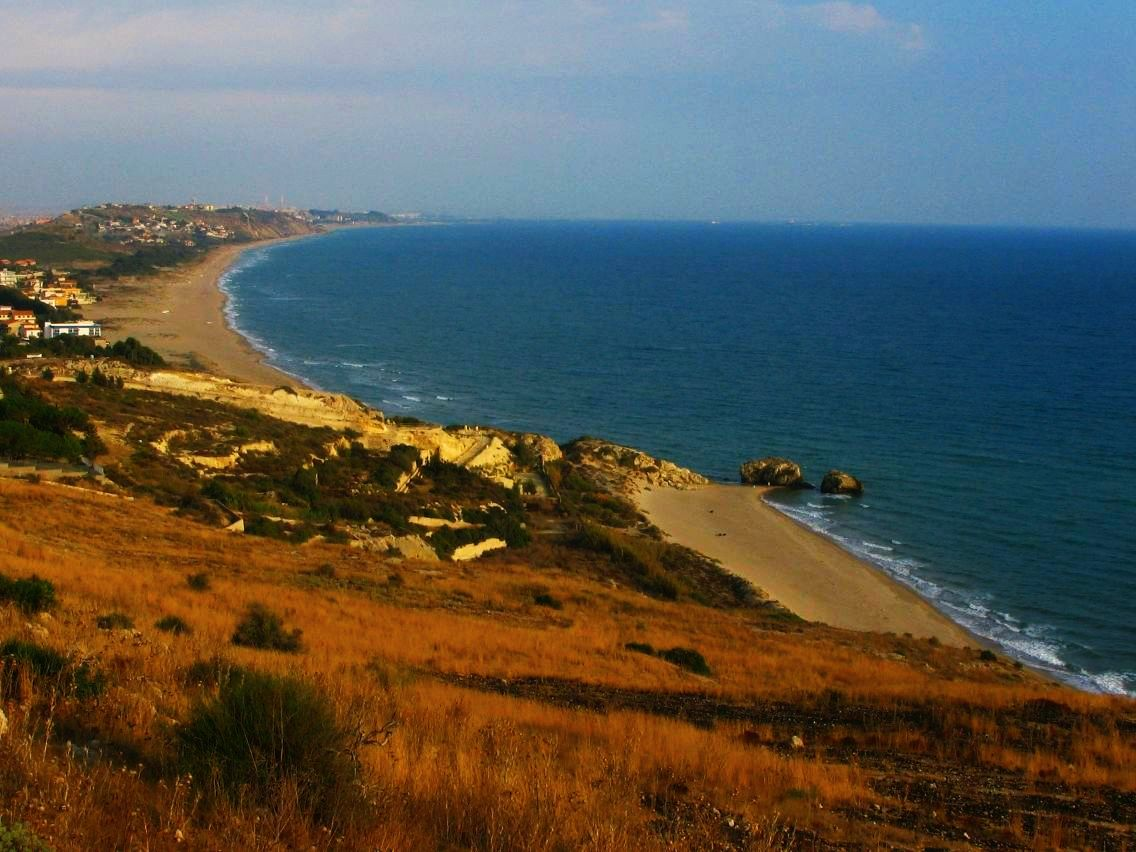
جيلا
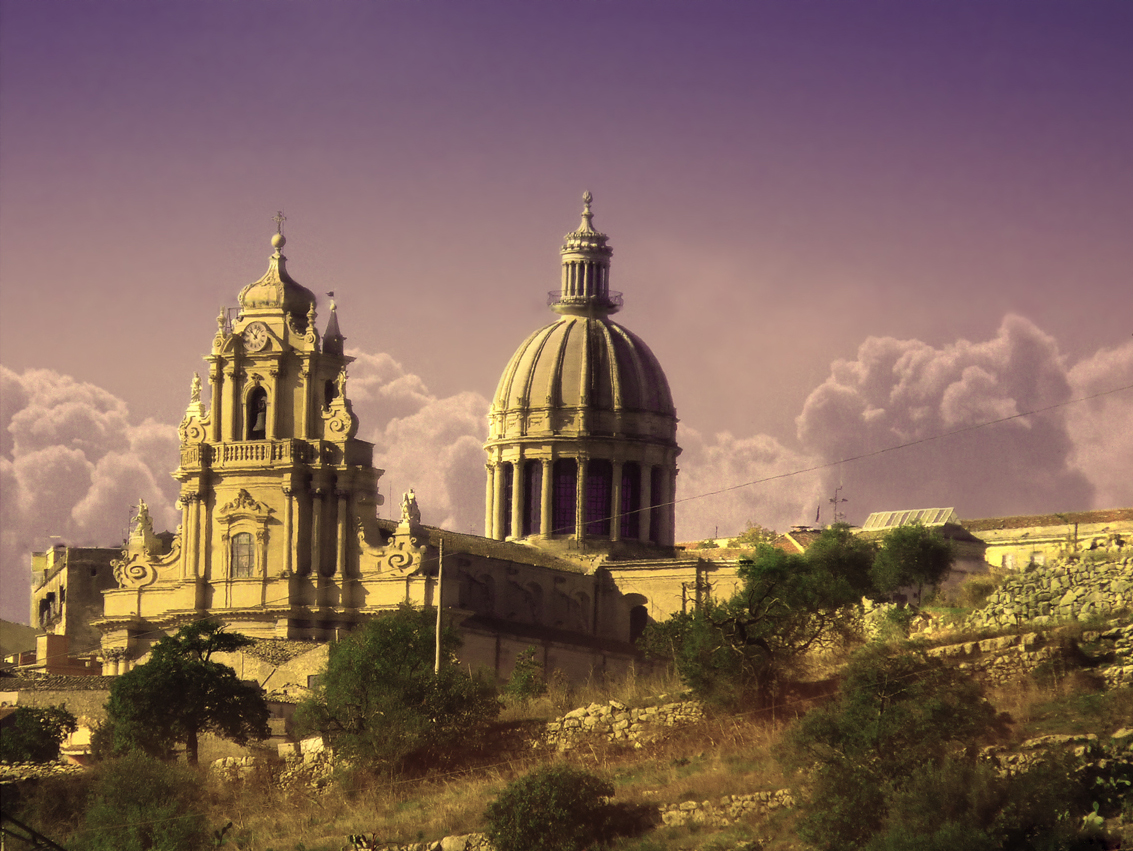
راغوسا
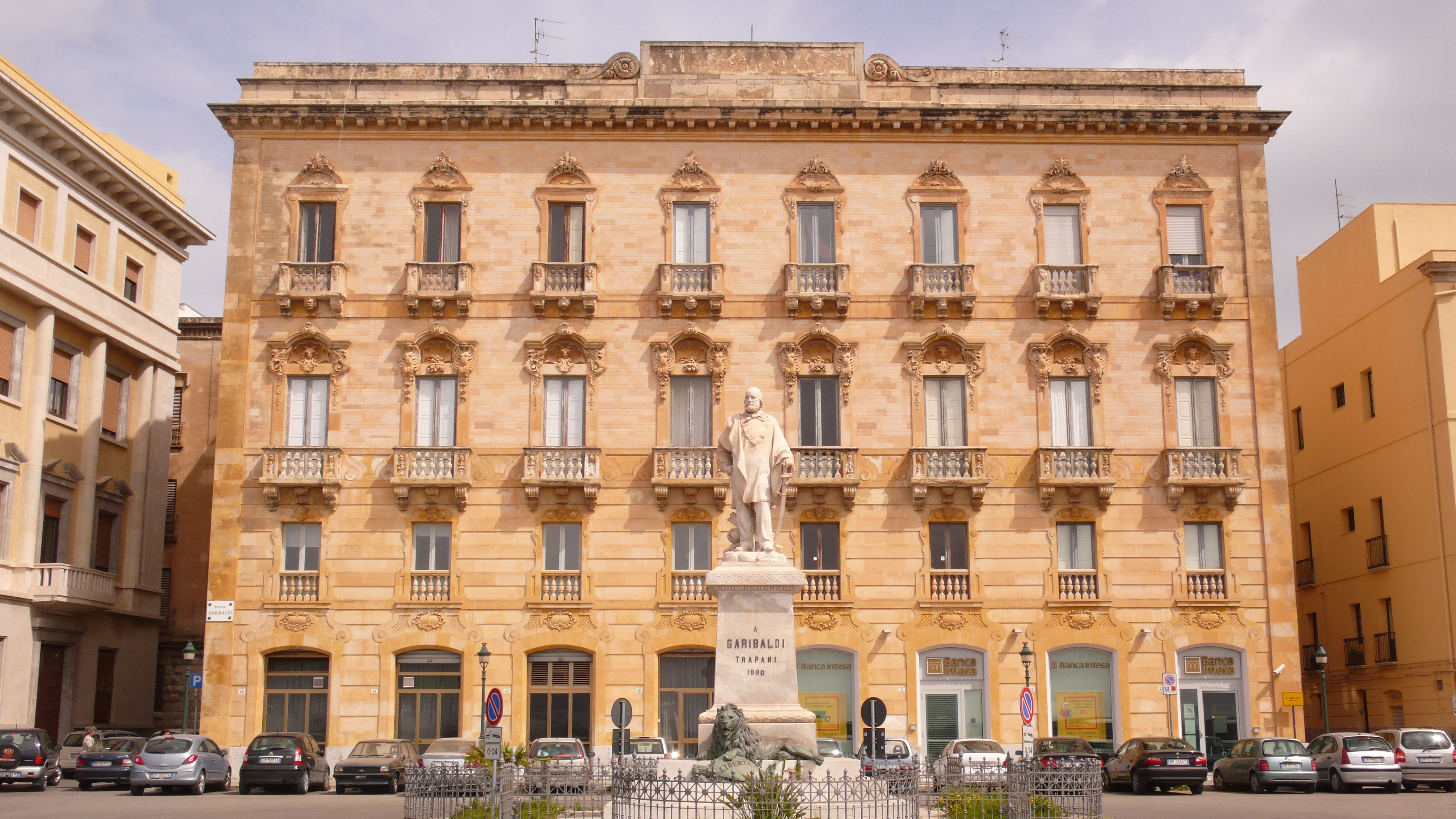
تراباني
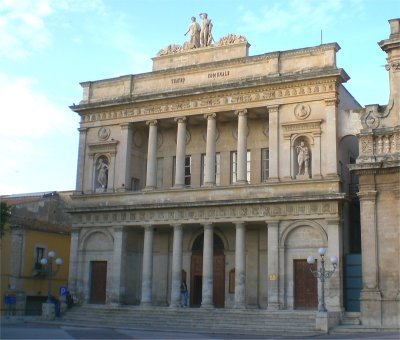
فيتوريا
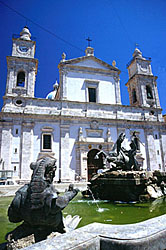
كالتانيسيتا
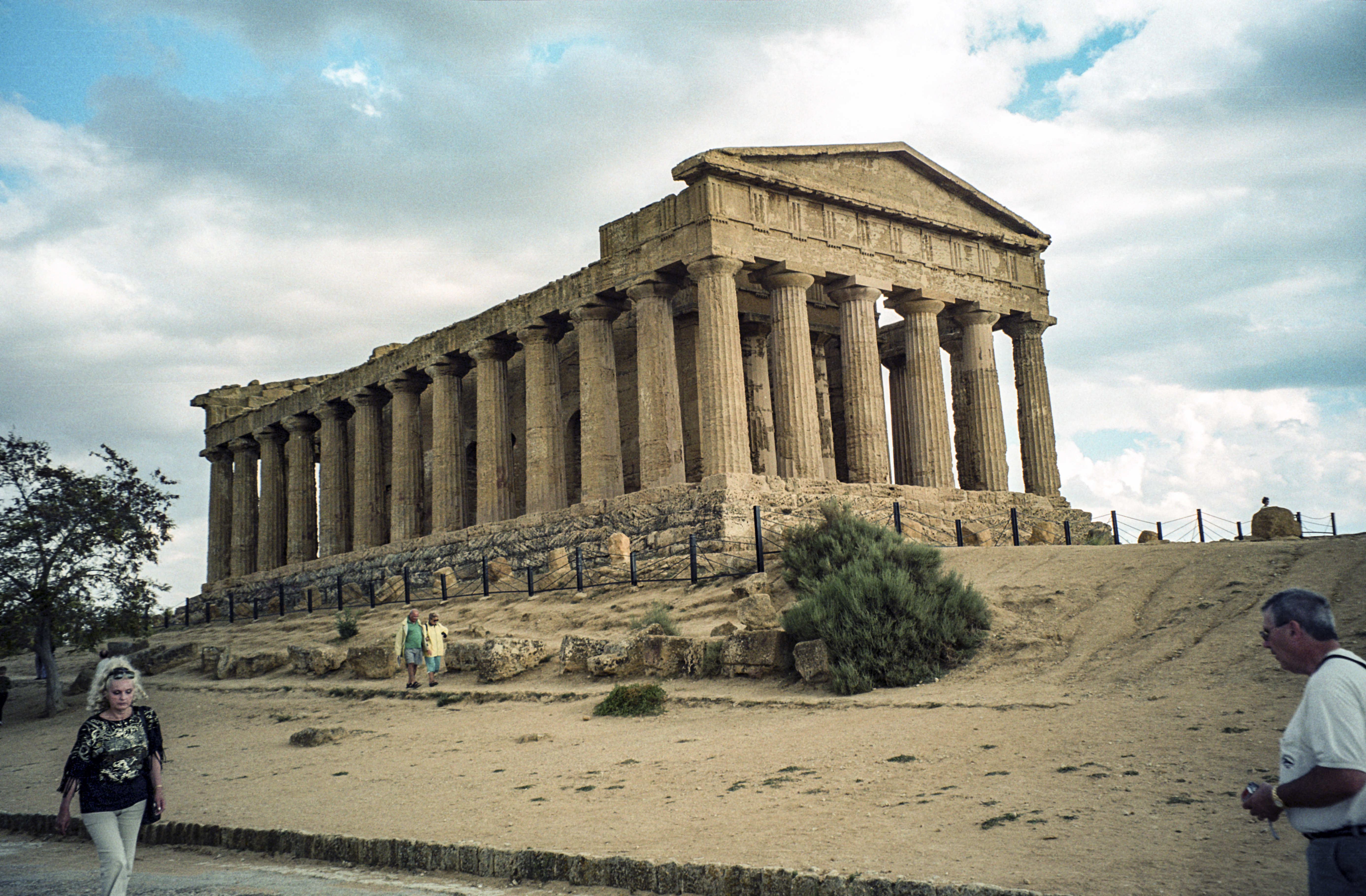
أغريجنتو
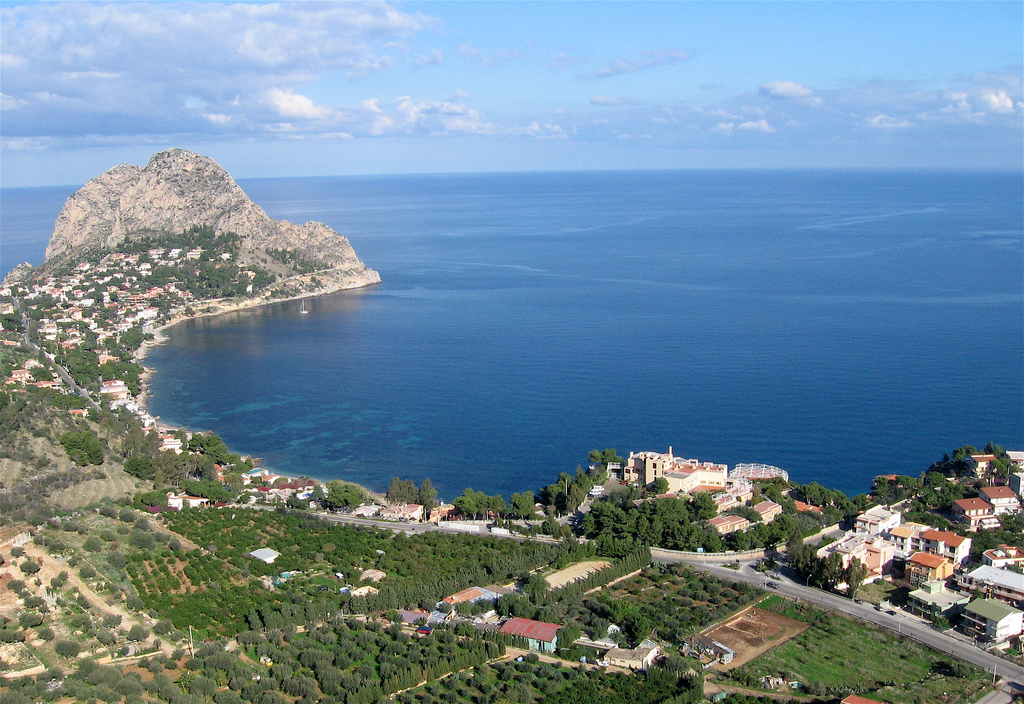
باغيريا
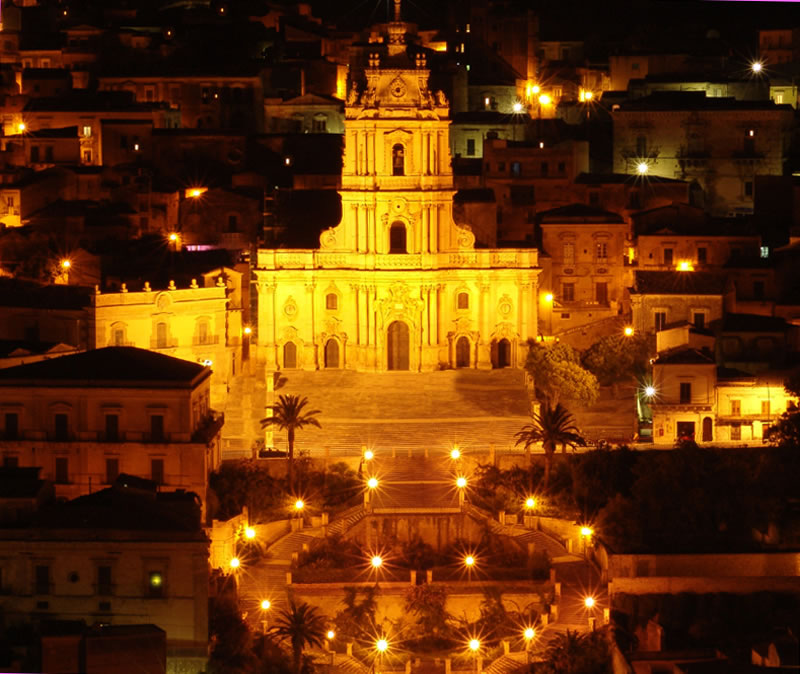
موديكا
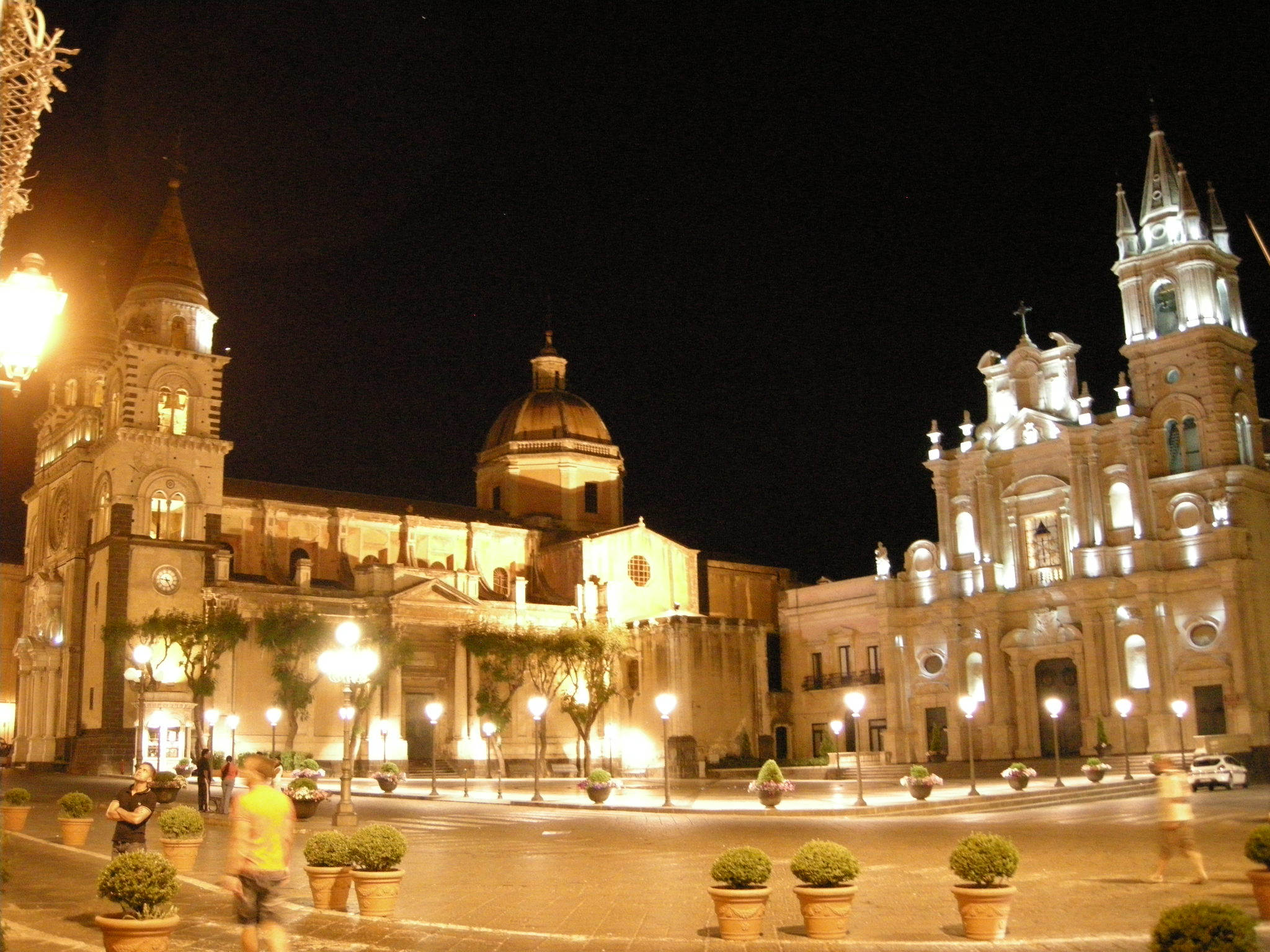
أتشيريالي
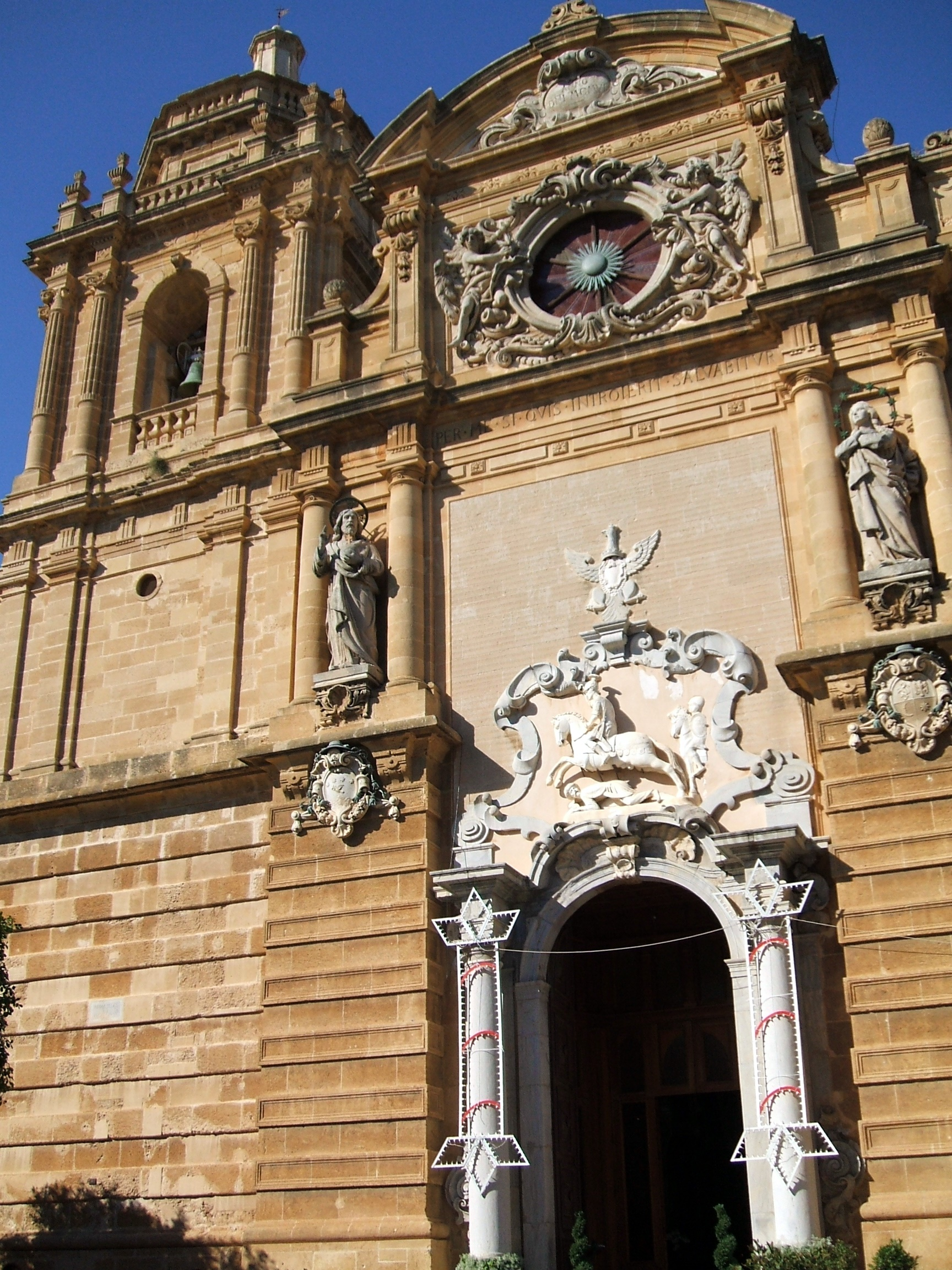
مازارا ديل فالو
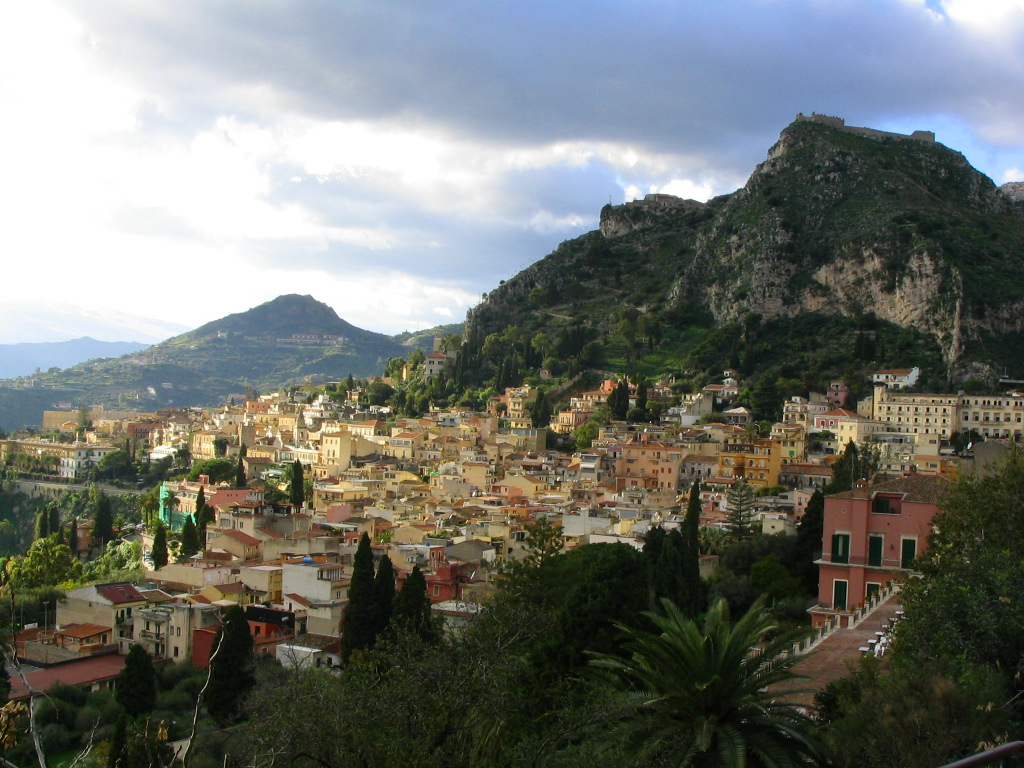
تاورمينا

## وصلات خارجية
- الموقع الرسمي نسخة محفوظة 22 يوليو 2011 على موقع واي باك مشين.
- صور من صقلية